# 香取神宮

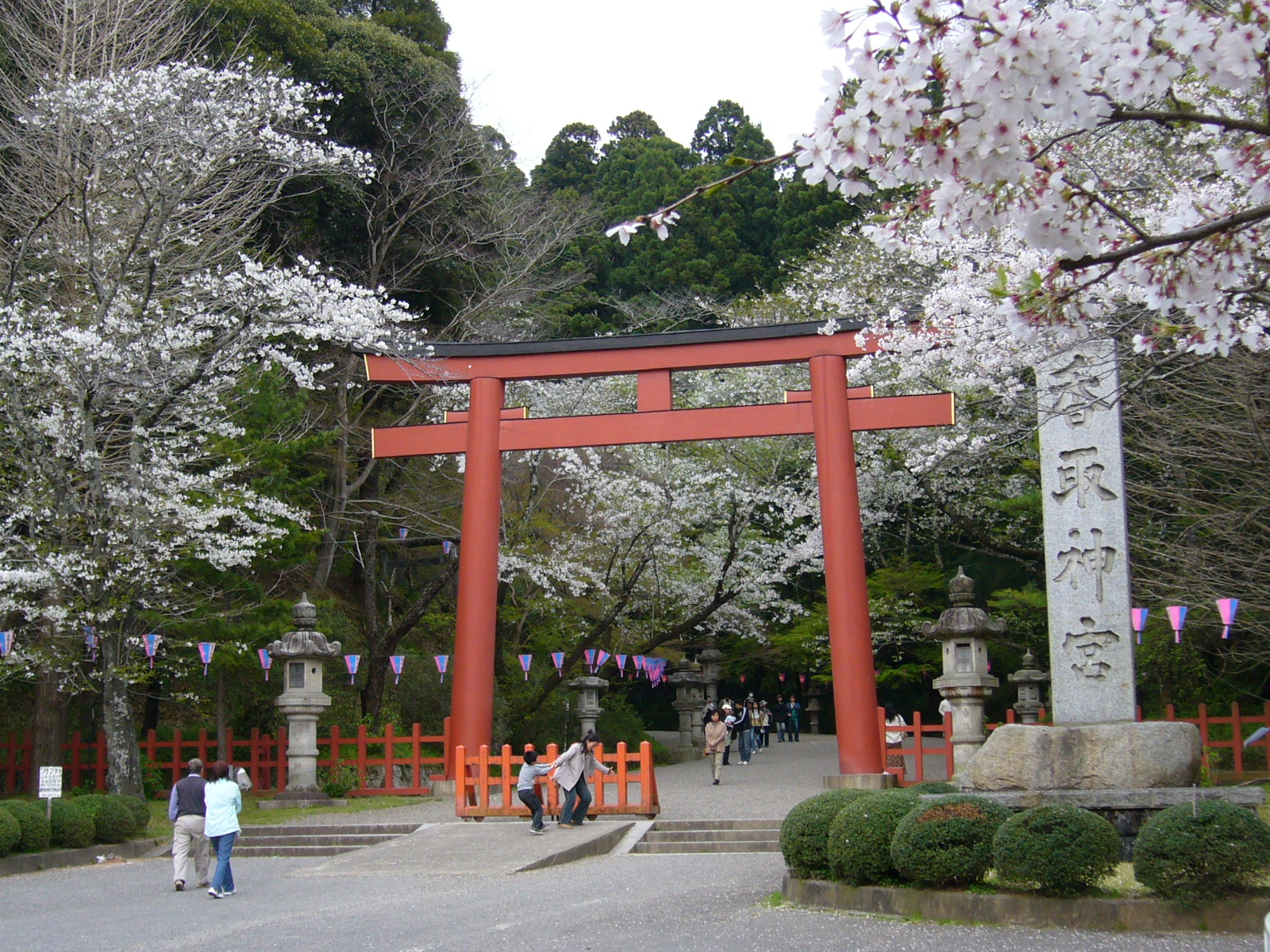
二の鳥居

香取神宮（かとりじんぐう）は、千葉県香取市香取にある神社。式内社（名神大社）、下総国一宮。旧社格は官幣大社で、現在は神社本庁の別表神社。
関東地方を中心として全国にある香取神社の総本社。茨城県鹿嶋市の鹿島神宮、茨城県神栖市の息栖神社とともに東国三社の一社。また、宮中の四方拝で遥拝される一社である。

## 概要
千葉県北東部、利根川下流右岸の「亀甲山（かめがせやま）」と称される丘陵上に鎮座する。日本神話で大国主の国譲りの際に活躍する経津主神（フツヌシ）を祭神とすることで知られる、全国でも有数の古社である。
古くは朝廷から蝦夷に対する平定神として、また藤原氏から氏神の一社として崇敬された。その神威は中世から武家の世となって以後も続き、歴代の武家政権からは武神として崇敬された。現在も武道分野からの信仰が篤い神社である。
文化財としては、中国唐代の海獣葡萄鏡（かいじゅうぶどうきょう）が国宝に指定されている。建造物では江戸時代の本殿・楼門、美術工芸品では平安時代の鏡、中世の古瀬戸狛犬が国の重要文化財に指定されており、その他にも多くの文化財を現代に伝えている。

## 祭神
祭神は次の1柱。
- 経津主大神（ふつぬしのおおかみ）
別名を伊波比主神/斎主神（いわいぬしのかみ）、斎之大人（いはひのうし）。

### 祭神について
上記のように、香取神宮の主祭神はフツヌシ（経津主）として知られる。その出自について、『日本書紀』（720年）では異伝として、イザナギ（伊弉諾尊）がカグツチ（軻遇突智）を斬った際、剣から滴る血が固まってできた岩群がフツヌシの祖であるとしている。また別の一書として、カグツチの血が岩群を染めイワサク・ネサク（磐裂神・根裂神）が生まれ、その御子のイワツツノオ・イワツツノメ（磐筒男神・磐筒女神）がフツヌシを生んだとしている。その後『日本書紀』正伝では、天孫降臨に先立つ葦原中国平定においてタケミカヅチ（鹿島神宮祭神）とともに出雲へ派遣され、大己貴命と国譲りの交渉を行なったという。なお、『古事記』ではフツヌシは登場しない。
フツヌシと香取の関係については、『日本書紀』一書に「斎主神云々、此神今在于東国檝取之地也」とあり、「檝取（楫取、かとり） = 香取」に祀られることが記されている。また『古語拾遺』（大同2年（807年）成立）で「経津主神云々、今下総国香取神是也」、『延喜式』（延長5年（927年）完成）所収の「春日祭祝詞」でも「香取坐伊波比主命」と記されている。
祭神の性格としては、フツヌシが国土平定に活躍したという書紀の説話から、武神・軍神と見なされている。名称の「フツ」についても、記紀に見える神剣「フツノミタマ（布都御魂/韴霊）」の名と同様、刀剣の鋭い様を表した言葉であるといわれる。軍神の認識を表すものとしては、『梁塵秘抄』（平安時代末期）の「関より東の軍神、鹿島・香取・諏訪の宮」という歌が知られる。一方、「楫取 = かじ（舵）取り」という古名から、古くは航行を掌る神として祀られたという見方もある。そのほか、フツヌシとイハヒヌシ（伊波比主/斎主）という異名称の扱いや原始祭祀氏族には不明な点が多く、香取神宮の創祀も含めて諸説がある（詳細は「考証」節参照）。

## 特徴

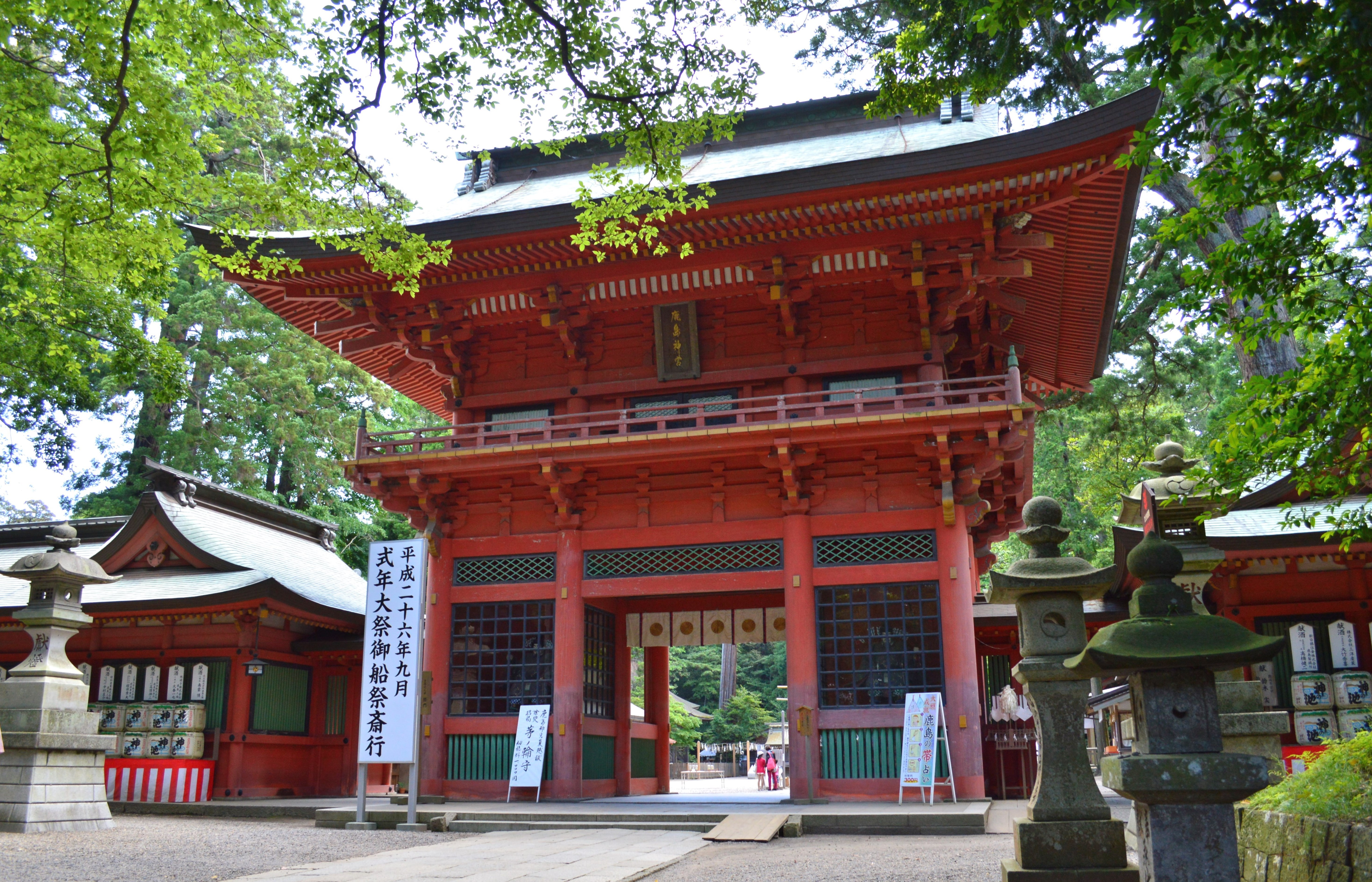
鹿島神宮（茨城県鹿嶋市）常陸国一宮。香取神宮とは深い関係にあり、古来並び称される。

香取神宮は、常陸国一宮の鹿島神宮（茨城県鹿嶋市、北緯35度58分07.88秒 東経140度37分53.37秒 / 北緯35.9688556度 東経140.6314917度）と古来深い関係にあり、「鹿島・香取」と並び称される一対の存在にある。
鹿島・香取両神宮とも、古くより朝廷からの崇敬の深い神社である。その神威の背景には、両神宮が軍神として信仰されたことにある。古代の関東東部には、現在の霞ヶ浦（西浦・北浦）・印旛沼・手賀沼を含む一帯に「香取海（かとりのうみ）」という内海が広がっており、両神宮はその入り口を扼する地勢学的重要地に鎮座する。この香取海はヤマト政権による蝦夷進出の輸送基地として機能したと見られており、両神宮はその拠点とされ、両神宮の分霊は朝廷の威を示す神として東北沿岸部の各地で祀られた（後述）。
朝廷からの重要視を示すものとしては、次に示すような事例が挙げられる。
- 神郡
鹿島・香取両神宮では、それぞれ常陸国鹿島郡・下総国香取郡が神郡、すなわち郡全体を神領とすると定められていた[7]（令集解[原 6]や延喜式[原 7]に記載）。神郡を有した神社の例は少なく、いずれも軍事上・交通上の重要地であったとされる[7]。
- 鹿島香取使
両神宮には、毎年朝廷から勅使として鹿島使（かしまづかい）と香取使（かとりづかい）、または略して鹿島香取使の派遣があった[7]。伊勢・近畿を除く地方の神社において、定期的な勅使派遣は両神宮のほかは宇佐神宮（6年に1度）にしかなく、毎年の派遣があった鹿島・香取両神宮は極めて異例であった[7]。
- 「神宮」の呼称
『延喜式』神名帳（平安時代の官社一覧）では、「神宮」と記されたのは大神宮（伊勢神宮内宮）・鹿島神宮・香取神宮の3社のみであった[7][注 2]。

また藤原氏からの崇敬も強く、藤原氏の氏社として創建された奈良の春日大社では、鹿島神が第一殿、香取神が第二殿に祀られ、藤原氏の祖神たる天児屋根命（第三殿）よりも上位に位置づけられた。中世に武家の世に入ってからも、武神を祀る両神宮は武家から信仰された。現代でも武術方面から信仰は強く、道場には「鹿島大明神」「香取大明神」と書かれた2軸の掛軸が対で掲げられることが多い。

## 歴史

### 創建
社伝では、初代神武天皇18年の創建と伝える。黎明期に関しては明らかでないが、古くは『常陸国風土記』（8世紀初頭成立）にすでに「香取神子之社」として分祠の記載が見え、それ以前の鎮座は確実とされる。
また、古代に香取神宮は鹿島神宮とともに大和朝廷による東国支配の拠点として機能したとされるため、朝廷が拠点として両社を祀ったのが創祀と見る説がある。これに対して、その前から原形となる祭祀が存在したとする説もある（「考証」節参照）。

### 概史

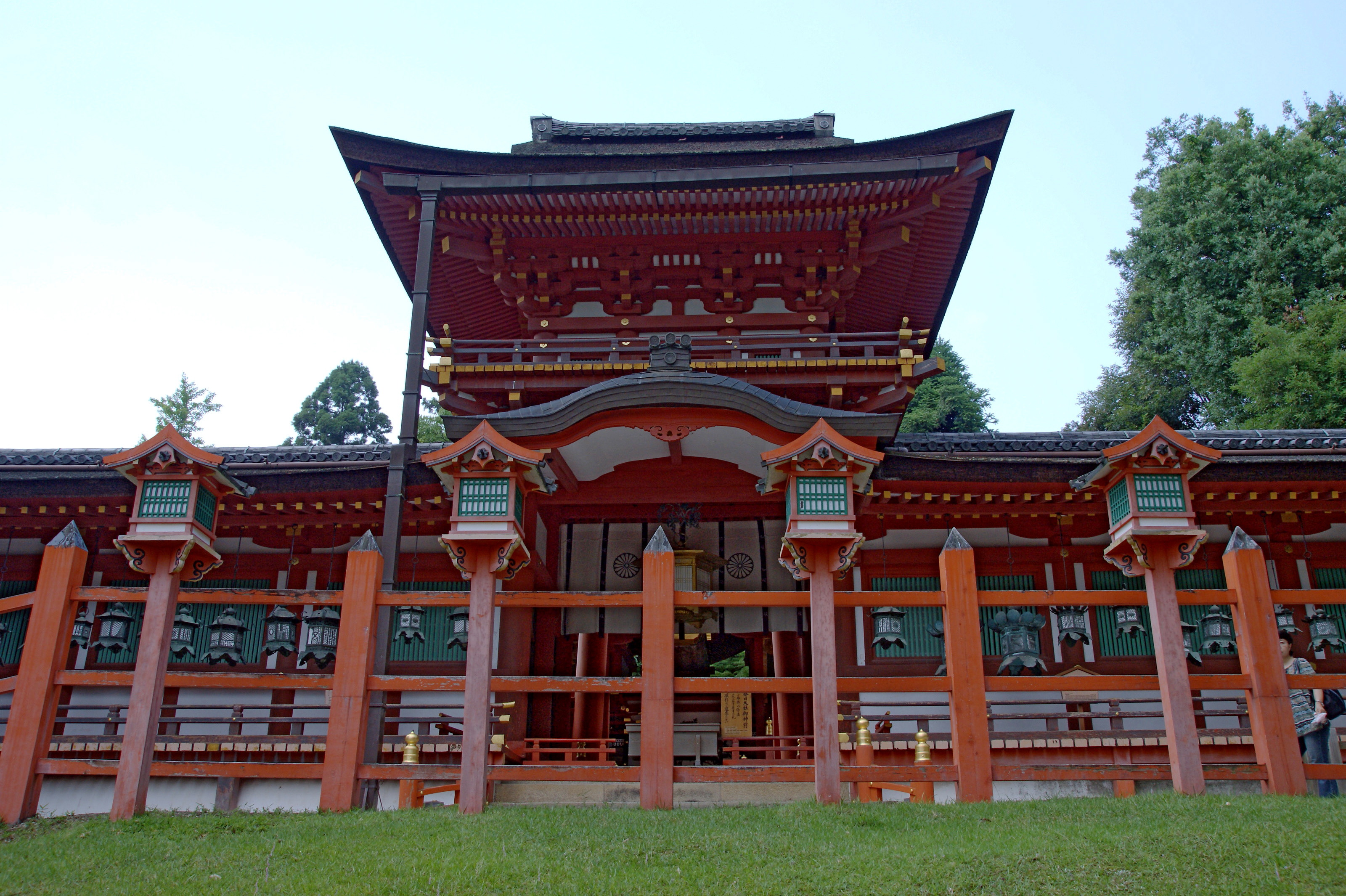
春日大社（奈良県奈良市）藤原氏の氏社。その創建に際して経津主神は香取から春日へ勧請され、その第二殿に祀られた。

奈良時代、香取社は藤原氏から氏神として鹿島社とともに強く崇敬された。神護景雲2年（768年）には奈良御蓋山の地に藤原氏の氏社として春日社（現・春日大社）が創建されたといい、鹿島から武甕槌命（第一殿）、香取から経津主命（第二殿）、枚岡から天児屋根命（第三殿）と比売神（第四殿）が勧請された。その後も藤原氏との関係は深く、宝亀8年（777年）藤原良継の病の際には「氏神」として正四位上の神階に叙されている。
平安時代以降の神階としては、承和3年（836年）に正二位、承和6年（839年）に従一位への昇叙の記事があり、元慶6年（882年）には正一位勲一等と見える。
延長5年（927年）成立の『延喜式』神名帳には下総国香取郡に「香取神宮 名神大 月次新嘗」と記載されており、式内社（名神大社）に列し、月次祭・新嘗祭では幣帛に預かっていた。なお、同帳で当時「神宮」の称号で記されたのは、伊勢神宮・鹿島神宮・香取神宮の3社のみであった。また下総国では一宮に位置づけられ、下総国内からも崇敬されたという。
中世、武家の世となってからも武神として神威は維持されており、源頼朝、足利尊氏の寄進に見られるように武将からも信仰された。一方で、千葉氏をはじめとする武家による神領侵犯も度々行われていた。また、この時期には常陸・下総両国の海夫（漁業従事者）・関を支配し、香取海を掌握して多くの収入を得ていた。
千葉氏の滅亡後、代わって関東に入った徳川家康の下、天正19年（1591年）に1,000石が朱印地として与えられた。その後開かれた江戸幕府からも崇敬を受け、慶長12年（1607年）に大造営、元禄13年（1700年）に再度造営が行われた。現在の本殿・楼門・旧拝殿（現・祈祷殿）は、この元禄期の造営によるものである。
明治4年（1871年）5月14日、近代社格制度において官幣大社に列し、1942年（昭和17年）に勅祭社に定められた。戦後は神社本庁の別表神社に列している。

### 神階
| 年    | 鹿島神                      | 香取神         |
| ----- | --------------------------- | -------------- |
| 777年 | 正三位                      | 正四位上       |
| 782年 | 勲五等                      | --             |
| 836年 | 従二位勲一等 →正二位勲一等  | 従三位 →正二位 |
| 839年 | 従一位勲一等                | 従一位         |
| 850年 | 正一位？ （正一位勲一等？） | 正一位？       |
| 882年 | --                          | 正一位勲一等   |

- 六国史における神階奉叙の記録
  - 宝亀8年（777年）7月16日、正四位上 （『続日本紀』）[原 9] - 表記は「香取神」。
  - 承和3年（836年）5月9日、従三位から正二位 （『続日本後紀』）[原 10] - 表記は「伊波比主命」。
  - 承和6年（839年）10月29日、従一位 （『続日本後紀』）[原 11] - 表記は「伊波比主命」。
  - 元慶6年（882年）12月9日、正一位勲一等 （『日本三代実録』）[原 12] - 表記は「香取神社」。
- 参考：奈良・春日社（春日大社）の「伊波比主命大神」に対する叙位
  - 嘉祥3年（850年）9月15日、正一位 （『日本文徳天皇実録』）[原 13]
注）記事では春日社の他の祭神3柱も叙されているが、後に勧請元社の神々がこの記事の策命を継いで昇進していることから、元社と春日社は同時に叙位したとも見られている[12][2]。

### 神職

#### 職制
神宮の職制について、延長5年（927年）成立の『延喜式』では、宮司1人、禰宜1人、物忌2人のほか楽人6人、舞妓8人を記し、宮司は従八位に准じるとしている。
平安時代末期から中世にかけて見える神官は、大禰宜、大宮司、副祝、物申祝、行事禰宜、国行事、権禰宜、田所、案主、分飯司、大祝、検非違使使、宮介、録司代、惣検校、権之介、正検非違使、高倉目代など百数十以上に上っている。
明治以前の神宮祭祀の中心神官は、両社務（大宮司・大禰宜）、六官（宮之介・権禰宜・物申祝・国行事・大祝・副祝）のほか、惣検校・権之介・行事禰宜・録司代・田所・案主・高倉目代・正検非違使・権検非違使・分飯司などであった。

#### 祭祀氏族
神宮の祭祀氏族は、古くは香取連（かとりのむらじ、香取氏）一族であったといわれる。「香取大宮司系図」によれば、フツヌシ（経津主）の子の苗益命（なえますのみこと、天苗加命）がその始祖で、敏達天皇年間（572年？ - 585年？）に子孫の豊佐登が「香取連」を称し、文武天皇年間（697年 - 707年）から香取社を奉斎し始めたという。

このように香取氏はフツヌシの神裔を称する一族であったが、その後同系図によれば、大中臣氏から大中臣清暢が香取連五百島の養子に入って香取大宮司を、清暢の子の秋雄が香取大禰宜を担ったという（ただし人名・時期の信頼性は低い）。以後、平安時代末期までは大宮司・大禰宜とも大中臣氏が独占した。ただし香取神宮は藤原氏の氏神であったため、その補任は中央の藤原氏に管掌されていた。
康治元年（1142年）に鹿島神宮大宮司の中臣氏一族から香取神宮大宮司への任命があって以降は、香取大中臣氏と鹿島中臣氏とが香取の大宮司職を巡って対立を見せた。両氏は鎌倉幕府や摂関家に働きかけて抗争し、最終的に寛喜年間（1229年 - 1232年）頃に大中臣氏側が勝利した。
この頃から藤原氏の影響も薄れ、大中臣氏一族の内部で大宮司・大禰宜職や社領を巡っての抗争が展開された（香取社応安訴訟事件）。この抗争も応安7年（1374年）頃に終息に至り、鎌倉末期・室町期は大禰宜家が主導権を握って安定化した。その後、近世には江戸幕府の統制下に入ったが、抗争は繰り返されていたことが散見される。

### 社領
『延喜式』によれば、神宮の鎮座する下総国香取郡は神郡、すなわち郡全体が神宮の神領に指定されていた。『常陸国風土記』には、鹿島神宮の鎮座する常陸国鹿島郡（香島郡）が大化5年（649年）に神郡として建郡されたとあり、香取郡も同様に建郡されたものと推測されている。
大同元年（806年）には神宮の封戸は70戸であった。11世紀には藤原氏からの封戸寄進の記事も見える。
中世には、神官同士の争いや千葉氏に代表される武家からの神領侵犯があり、訴訟も頻繁に行われた。また、中世に始まる特殊収入として「海夫（かいふ）」、すなわち香取海の漁業従事者からの供祭料があった。
千葉氏の滅亡後、代わって関東に入った徳川家康の下で天正19年（1591年）に検地が行われた。その結果社領は大幅に削減され、同年に1,000石が朱印地として与えられた。元禄期の史料では、神宮領900石、大戸社領100石、神宮寺領20石であったという。

### 社殿造営
『日本後紀』『日本三代実録』『延喜式』によれば、弘仁3年（812年）以前から、香取神宮には20年に1度の式年造営（式年遷宮）が定められていた。
平安時代末期からの造替年次は、保延3年（1137年）、久寿2年（1155年）、治承元年（1177年）、建久4年（1193年：大風のため）、建久8年（1197年）、承久元年（1219年：戦乱のため嘉禄3年（1227年）に延期）、宝治3年（1249年）、文永8年（1271年）、正応5年（1292年）、元徳2年（1330年）、貞治年間（1362年-1367年）頃、至徳2年（1385年）頃、応永5年（1398年）、永享2年（1430年）、享禄2年（1529年）頃、元亀3年（1572年）に確認される。このほか、正和5年（1316年）、応永31年（1424年）、文明15年（1483年）、明応元年（1492年）にも造営があったとする史料もある。このように鎌倉時代にはほぼ20年に1度の造替が守られているが、南北朝時代以降はそれが困難となっていった様子がわかり、その時期は史料もあまり残っていない。
江戸時代には、幕府によって慶長12年（1607年）に大造営が行われた。元禄13年（1700年）に再度造営が行われ、この時の本殿はじめ主要社殿が現在に伝わっている。
なお現在の本殿の形式は、「アサメ殿（あさめどの）」の形式を伝えるものとされる。アサメ殿とは神宮にかつて存在した社殿で、普段は磐裂神・根裂神（経津主神の祖父母神）を祀る末社で、正神殿（本殿）の式年遷宮の際にその仮殿（かりどの：神体を仮安置する社殿）として使用されていた。その間には、磐裂神・根裂神の安置のために仮アサメ殿も設定されたという。正神殿は鎌倉時代の元徳2年（1330年）造営のものを最後として造られなくなったと見られており、以後の本殿はこのアサメ殿の形式を継承したと考えられている。
上述のとおり香取神宮においてアサメ殿は重要な役割を果たしていたが、その存在が確認されるのは中世までであり、近世になると廃絶した可能性が高いという指摘がある。アサメ殿の形式は本殿のものの省略版であり、省略に伴い格式も低下していたものだが、香取神宮においては、元徳2年以後、正神殿の造営が困難である状況が長期間継続し、その間、アサメ殿を正神殿の代用とせざるをえなかったと推定され、正神殿復旧の見込みがない中で、正神殿の形式がアサメ殿に部分的に導入された可能性も指摘される。つまり、アサメ殿の格式を高めるような形式変更が確認されており、こうした流れが現在の本殿の形式に影響していったとみられる。
鎌倉時代における正神殿に関しては、古文書から「桁行五間・梁間二間の切妻造平入の身舎で背面一間通りに庇を有する建物」と推定されており、式年造替の存在から、この形式は平安時代前期に遡るものであろうと推測されている。

## 境内
神宮の鎮座する丘は、中央が低く周囲が高いという形状から「亀甲山（かめがせやま）」と称されている。
神宮境内は神域とされ手付かずの自然が残されているため、多数のスギの巨木や、イヌマキ・モミ・クロマツの大木が生育している。高木層のみでなく亜高木層・低木層・林床にも多数の草木が生育しており、スギの老令林としては県内でも有数なものであるとして、千葉県指定天然記念物に指定されている。

### 社殿

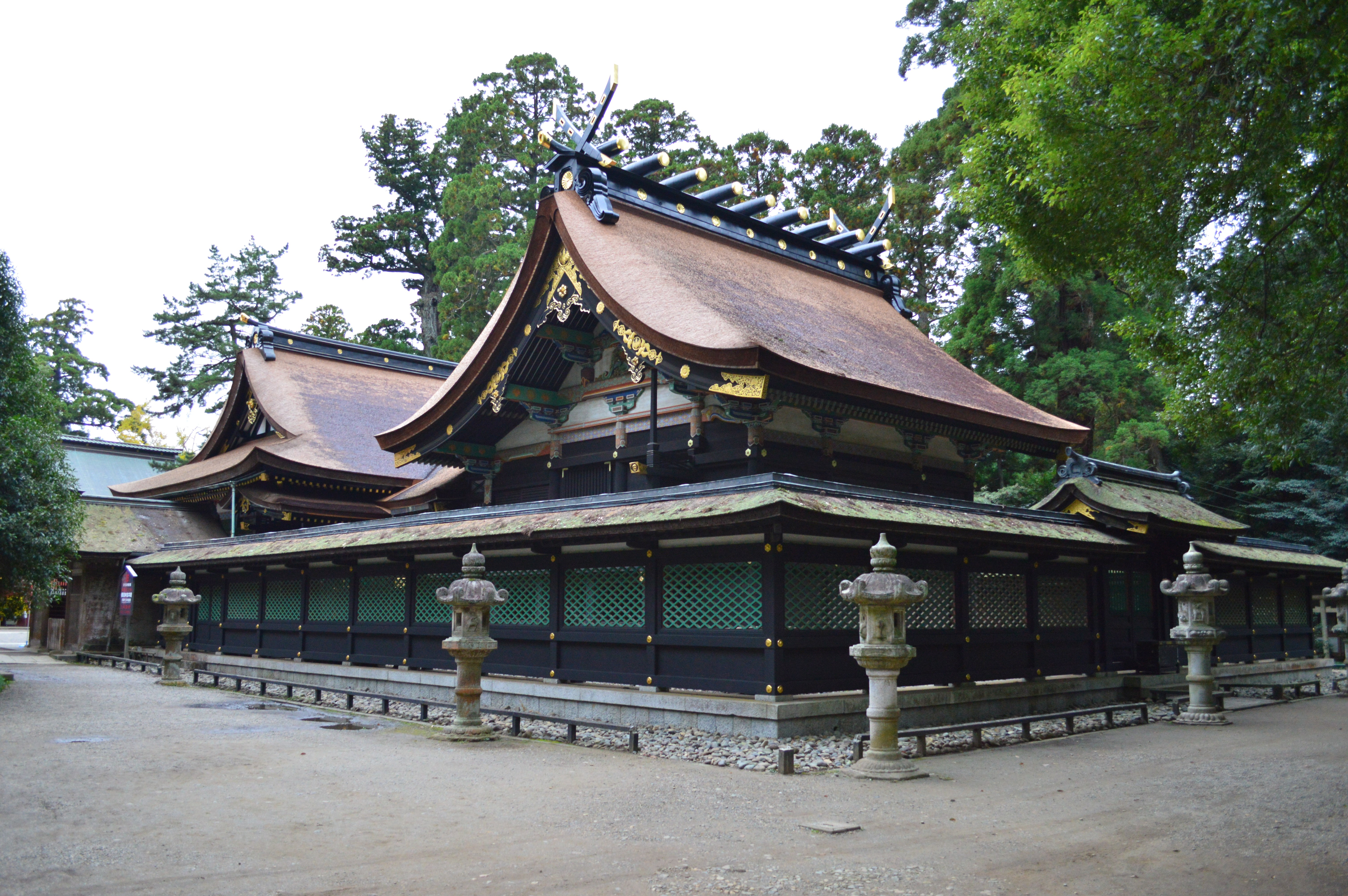
本殿（国の重要文化財）北東方より。向かって左奥は拝殿。

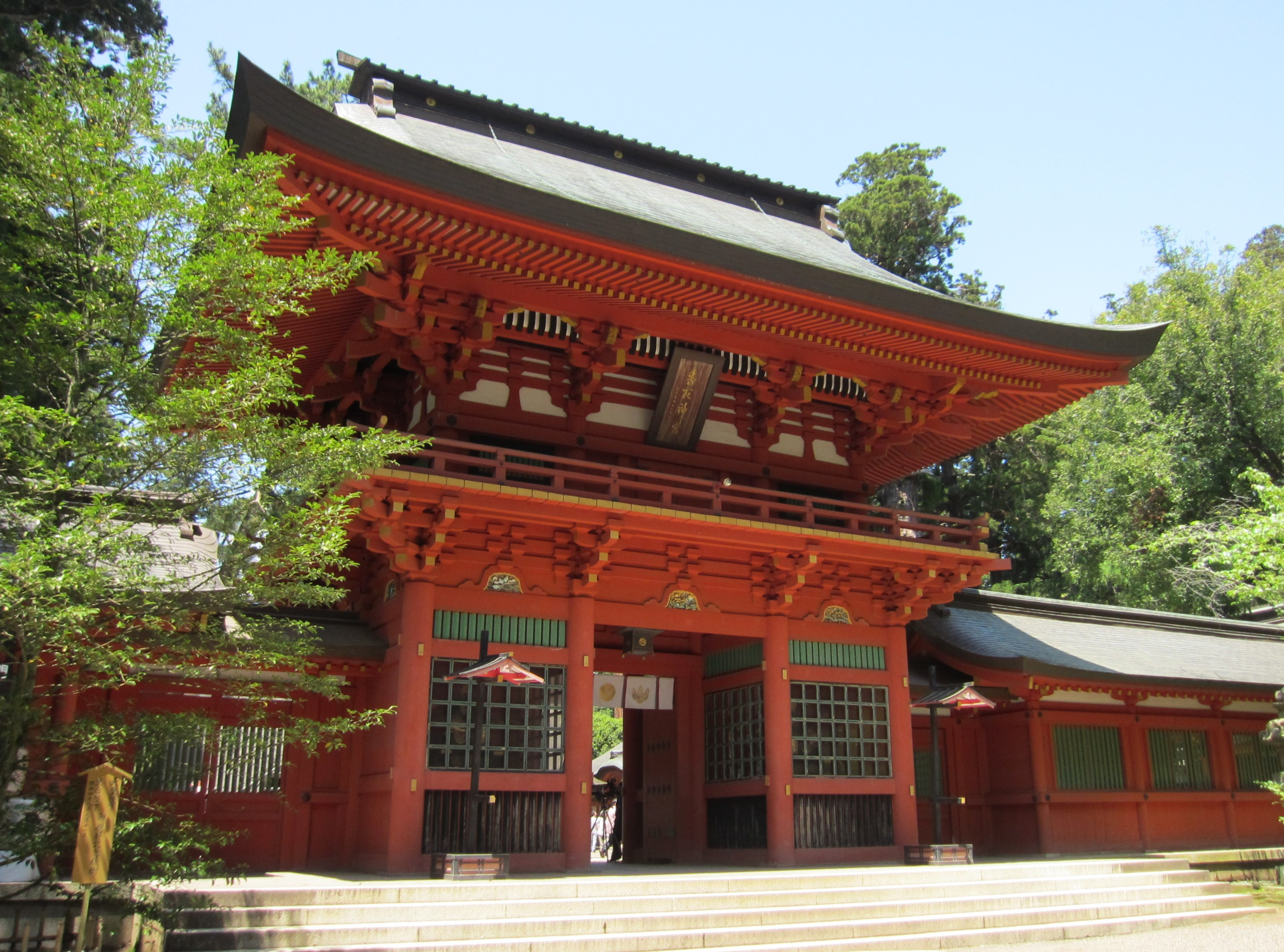
楼門（国の重要文化財）

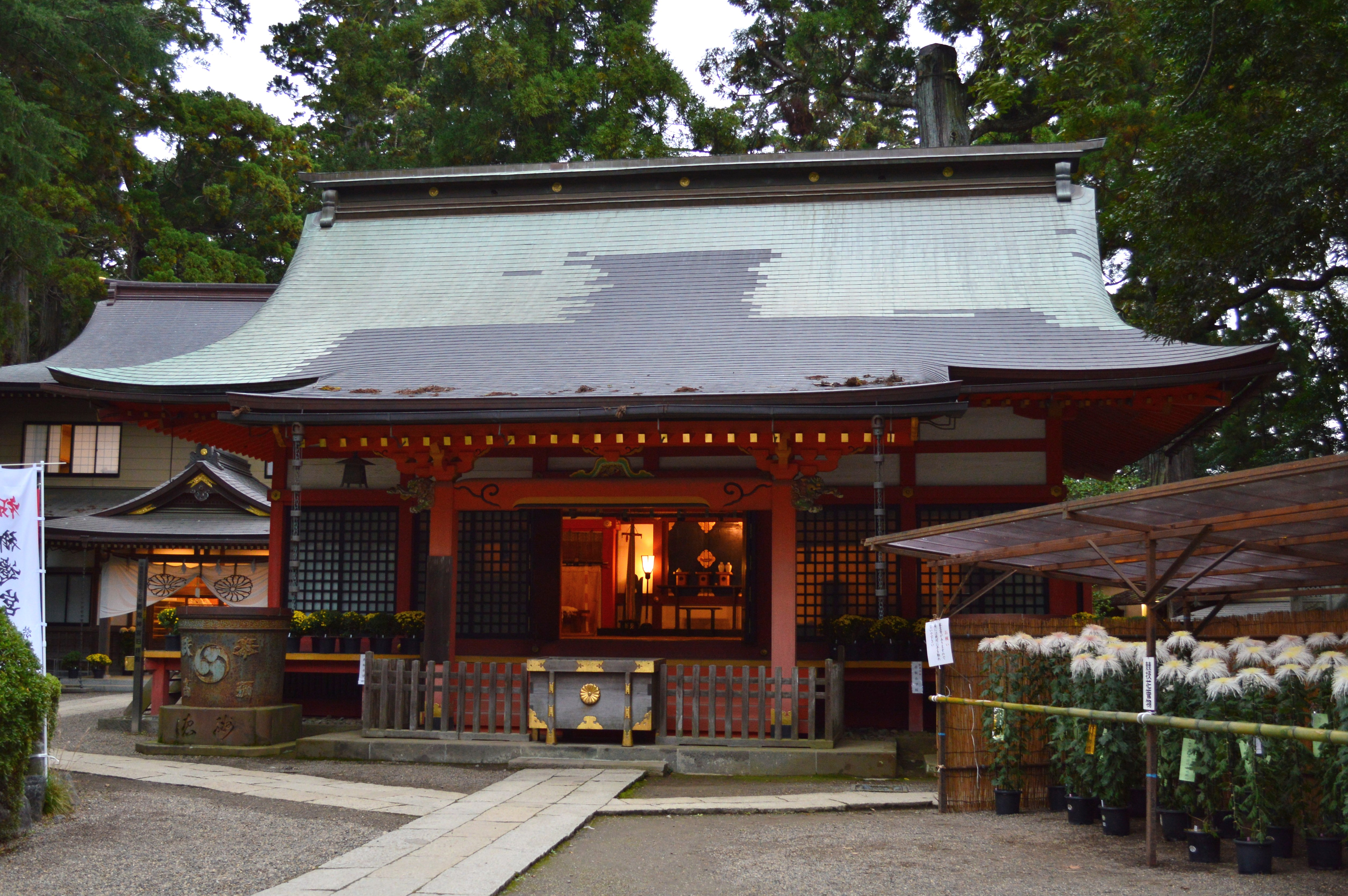
祈祷殿（旧拝殿）
（千葉県指定文化財）

現在の主な社殿は、江戸時代の元禄13年（1700年）、江戸幕府5代将軍の徳川綱吉の命により造営されたものである。この時に本殿・拝殿・楼門が整えられたが、うち拝殿は昭和11年（1936年）から昭和15年（1940年）の大修築に伴って改築がなされ、現在は祈祷殿として使用されている。この昭和の大修築では、幣殿・神饌所も造営された。主要社殿の形式は、大修築前後とも本殿・幣殿・拝殿が連なった権現造である。上記のうち本殿・楼門は国の重要文化財に、旧拝殿（祈祷殿）は千葉県指定文化財に指定されており、現拝殿は国の登録有形文化財に登録されている。
本殿は、元禄13年（1700年）の造営。三間社流造、檜皮葺で、南面している。この形式の社殿としては最大級の規模である。前面の庇（ひさし）部分を室内に取り込んでおり、背面にも短い庇を有している。重要文化財指定時の名称では「流造」と記されているが、背面に庇を有することから両流造の一種とする見方もある。壁や柱は黒漆塗で、黒を基調とした特徴的な外観である。屋根は現在檜皮葺であるが、かつては柿葺であったとされる。様式は近世前期を象徴するもので、桃山様式が各部に見られる一方、慶長期の手法も取り入れられている。昭和の大修築に際しては、本殿にも大規模な修繕が行われた。この本殿に関しては、かつて神宮に存在した「アサメ殿（あさめどの）」という社殿を継承すると見られているほか（「社殿造営」節参照）、通常の両流造では本殿内の神座が身舎（大梁の架かる建築構造上の主体部）に設けられるのに対して、背面庇（身舎の周囲に取り付く部分）にあるという異例の形式が指摘される（下図参照）。
拝殿・幣殿・神饌所は、昭和の大修築による造営。木造平屋建てで、檜皮葺である。本殿正面から幣殿・拝殿と接続し、権現造の形式をとっている。また、拝殿正面には千鳥破風が設けられている。それまでの拝殿（旧拝殿）は丹塗であったが、この造営において軸部には黒漆塗、組物・蟇股には極彩色が施され、本殿に釣り合った体裁に改められた。
楼門は、元禄13年（1700年）の造営。三間一戸で、入母屋造。屋根は現在銅板葺であるが、当初は栩葺（とちぶき）であった。純和様の様式であり、壁や柱は丹塗である。楼門内にある随身像は俗に「左大臣・右大臣」と称されるが、正面向かって右像は武内宿禰、左像は藤原鎌足と伝えられている。また、楼上の額は東郷平八郎の筆である。この楼門は、神宮のシンボル的な建物に位置づけられている。
祈祷殿（旧拝殿）は、元禄13年（1700年）の造営。拝殿として造営・使用されていたが、昭和の大修築に伴って南東に移築され、昭和59年（1984年）にさらに西へ1.5メートルほど移動された。間口五間、奥行三間で、入母屋造である。屋根は現在銅板葺であるが、当初は栩葺（とちぶき）で昭和40年（1965年）に改められた。壁や柱は丹塗である。拝殿としては比較的大規模なもので、彫刻等の随所に造営時の様式が示されている。
上記のほか、神庫は明治42年（1909年）の造営で、木造の校倉造（香取市指定文化財）。神徳館は昭和36年（1961年）の造営で、旧大宮司邸跡に立つ。その門（勅使門）は旧大宮司邸の表門の転用で、天明元年（1781年）の造営、桁行三間、梁間二間、一重、切妻造。屋根は茅葺で、両袖塀が附属する（千葉県指定文化財）。また、北東に立つ香雲閣（かうんかく）は、明治29年（1896年）の造営（国の登録有形文化財）。

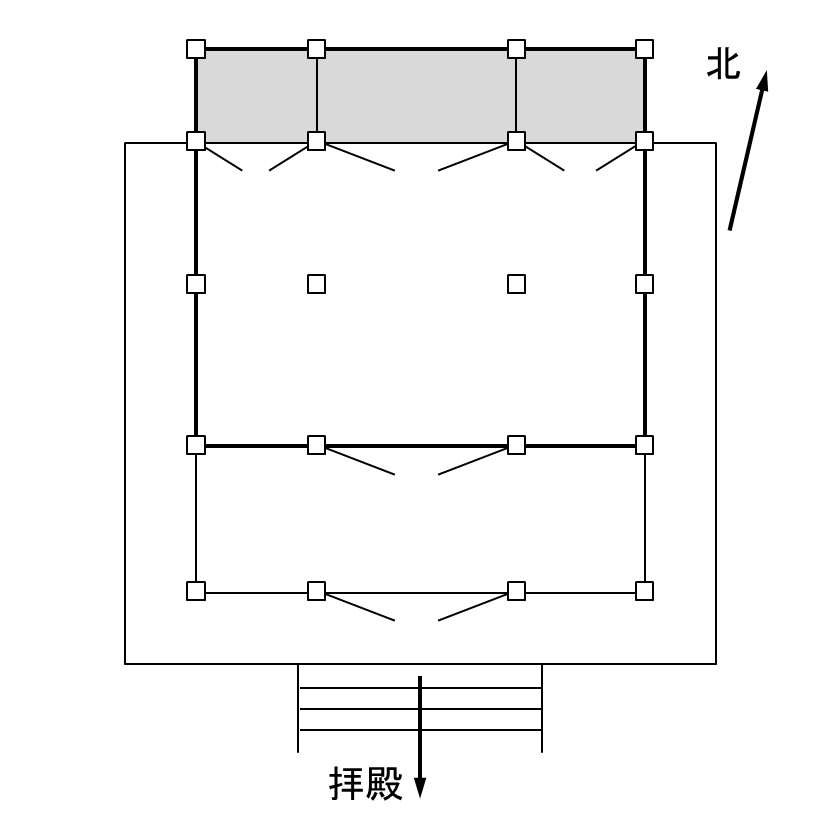
本殿平面図
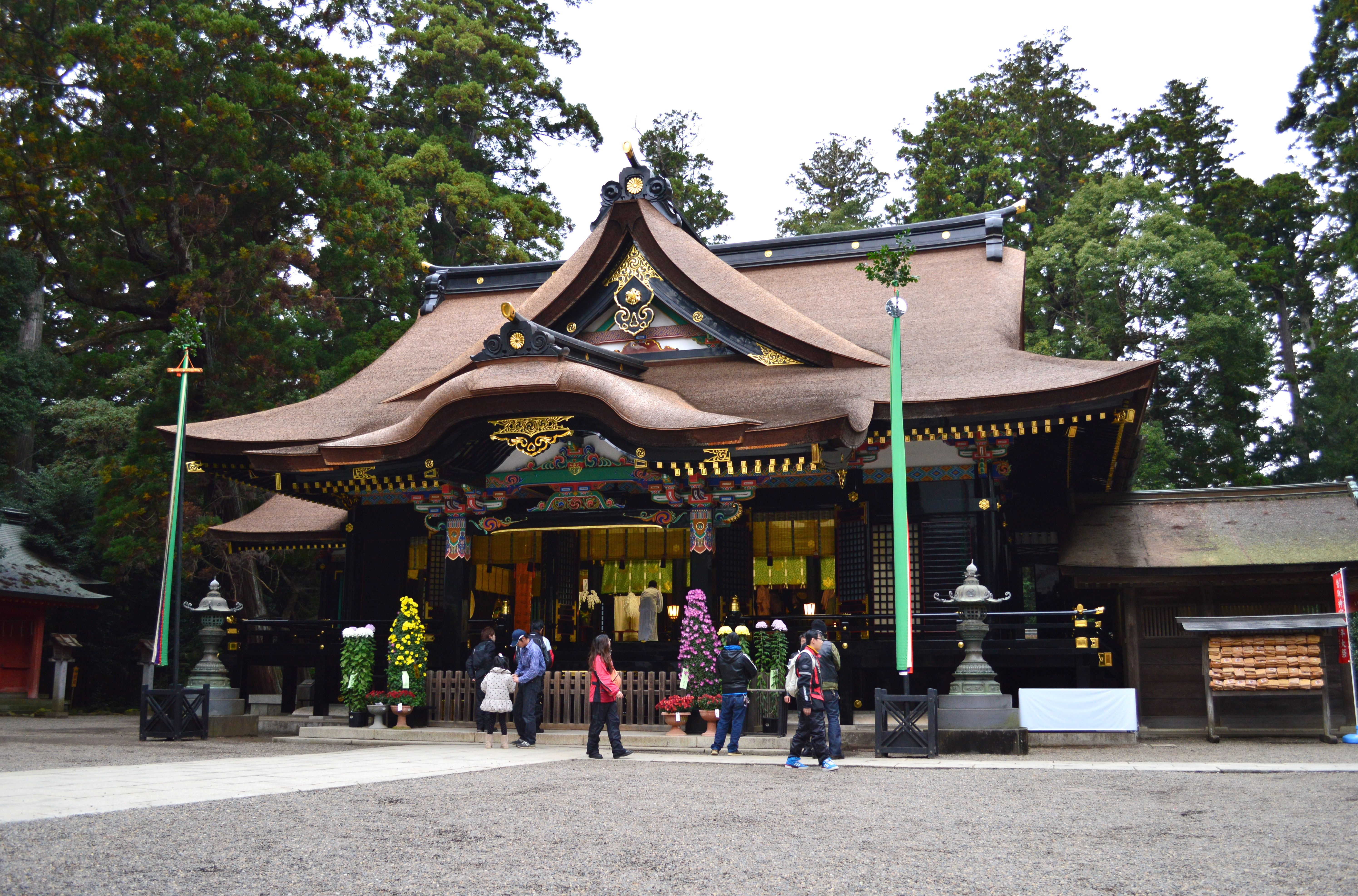
拝殿（国の登録有形文化財）
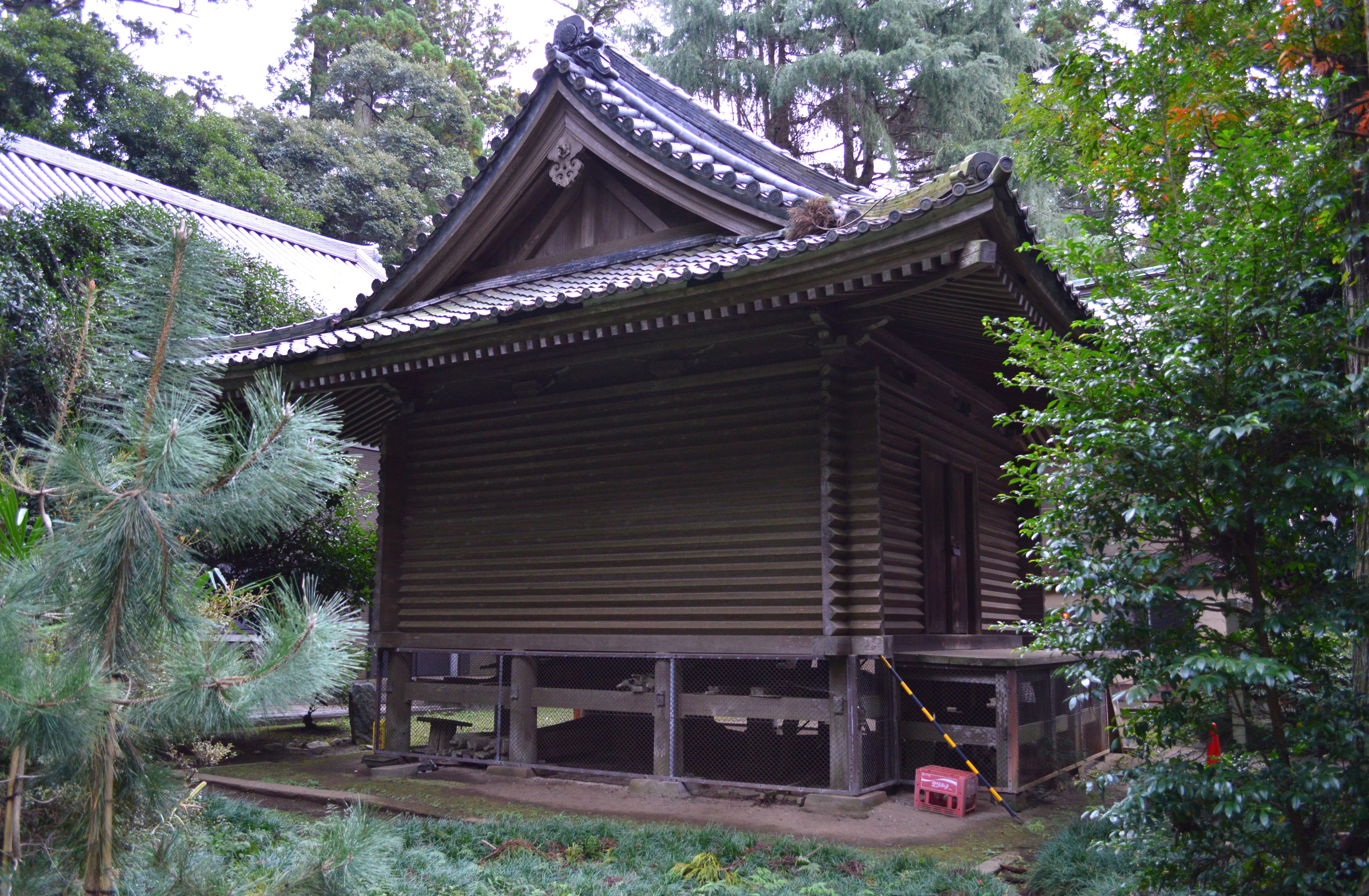
神庫（香取市指定文化財）
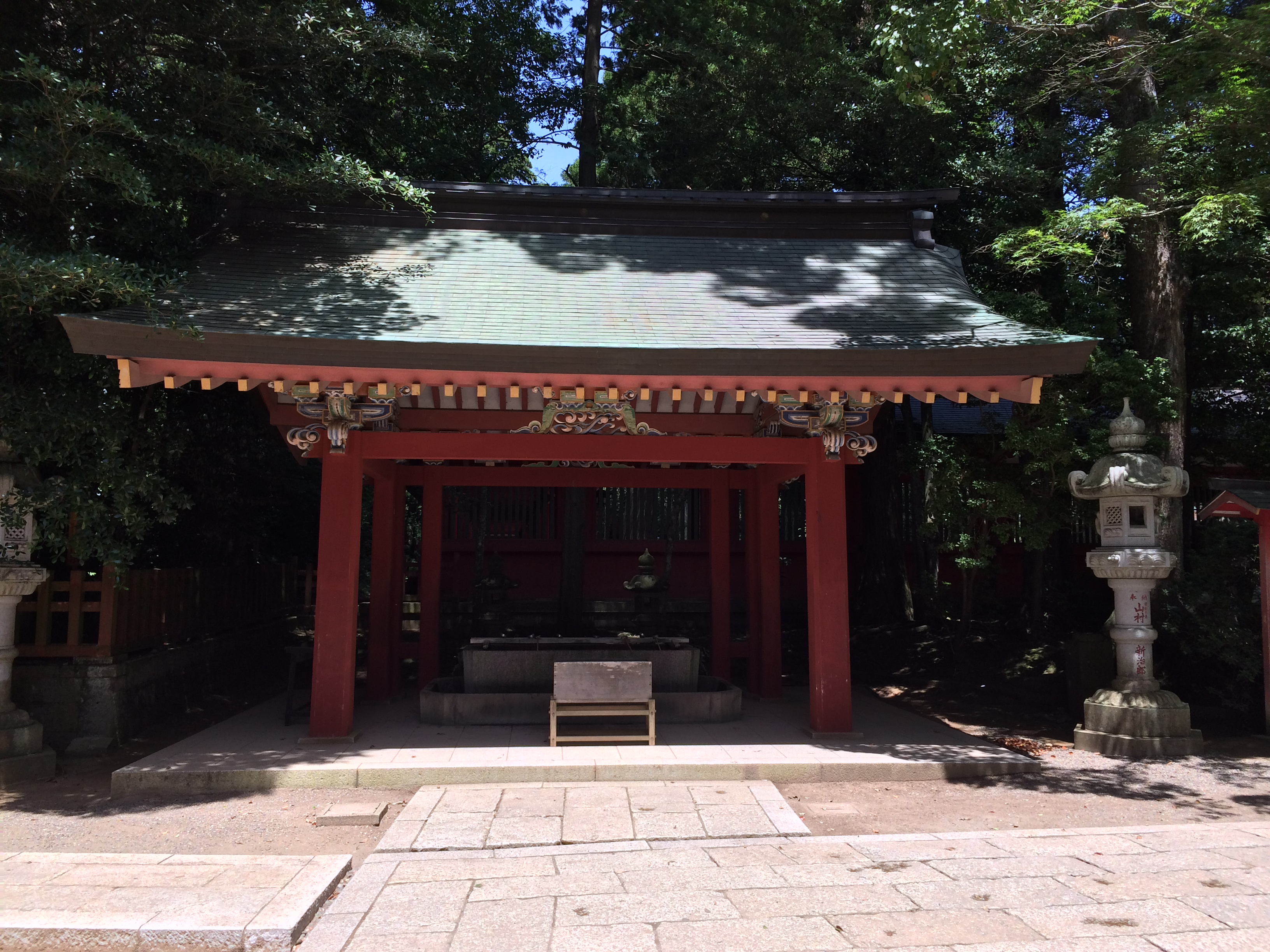
手水舎
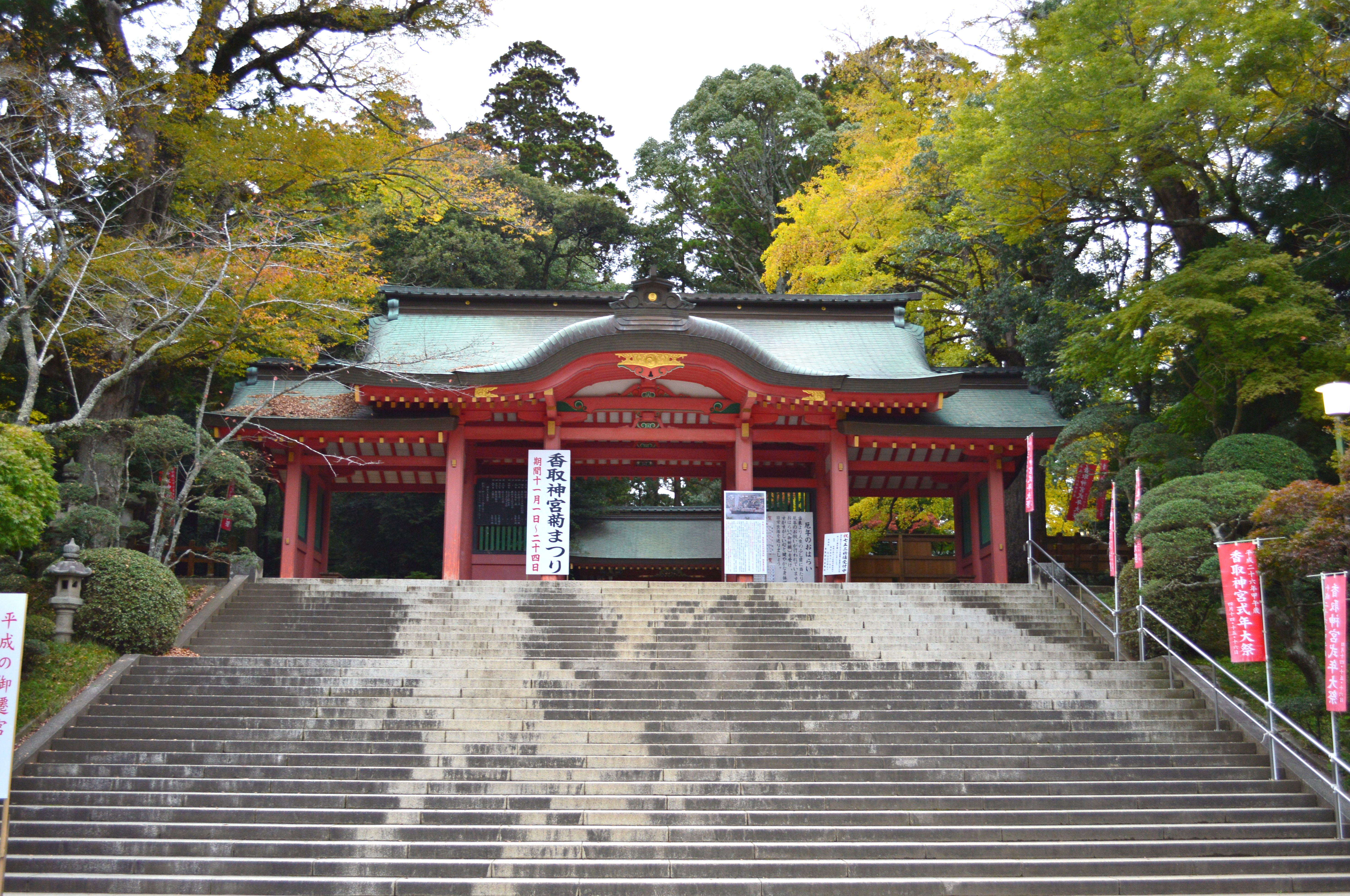
総門
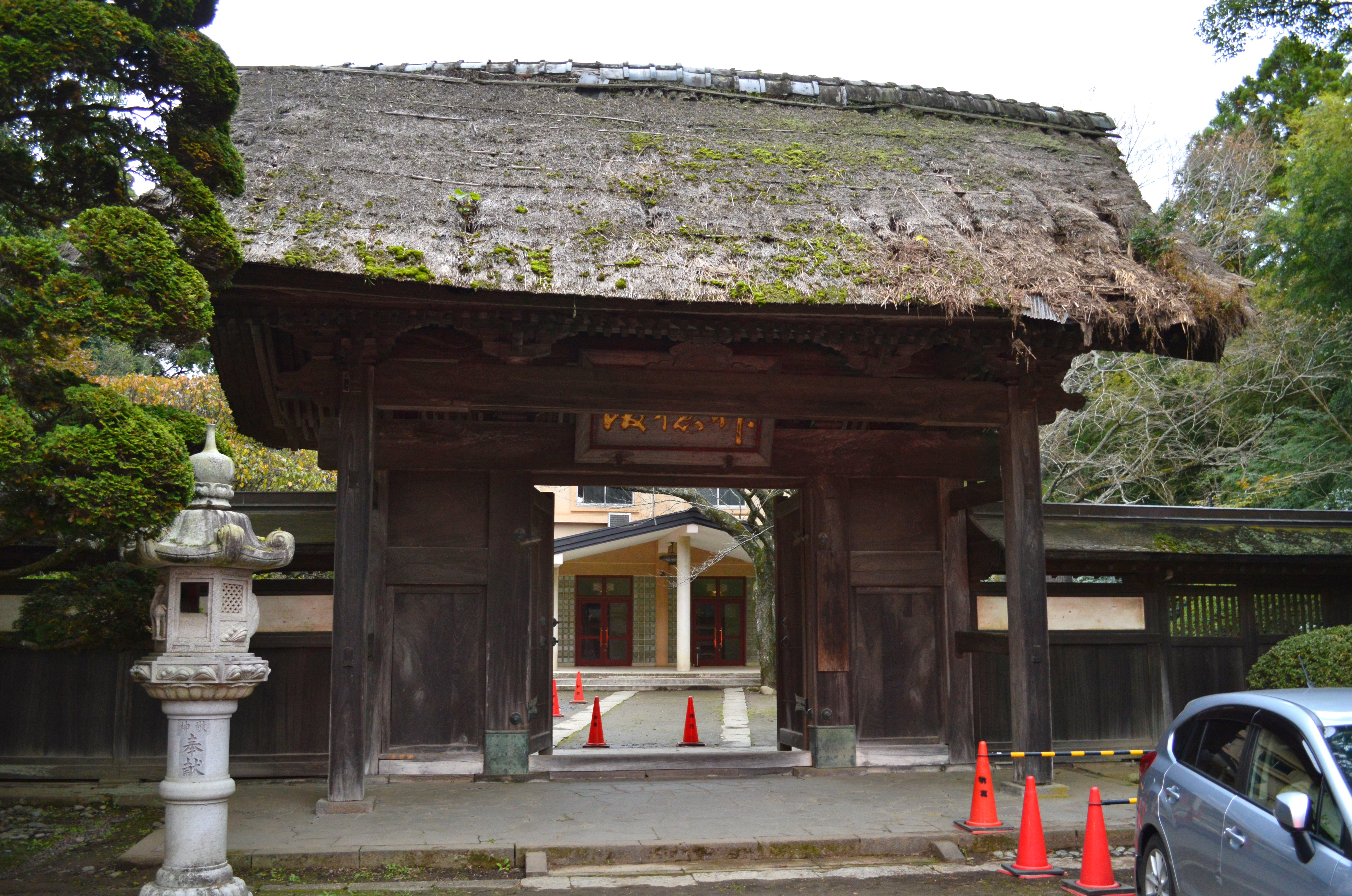
勅使門（神徳館表門、千葉県指定文化財）

### 要石

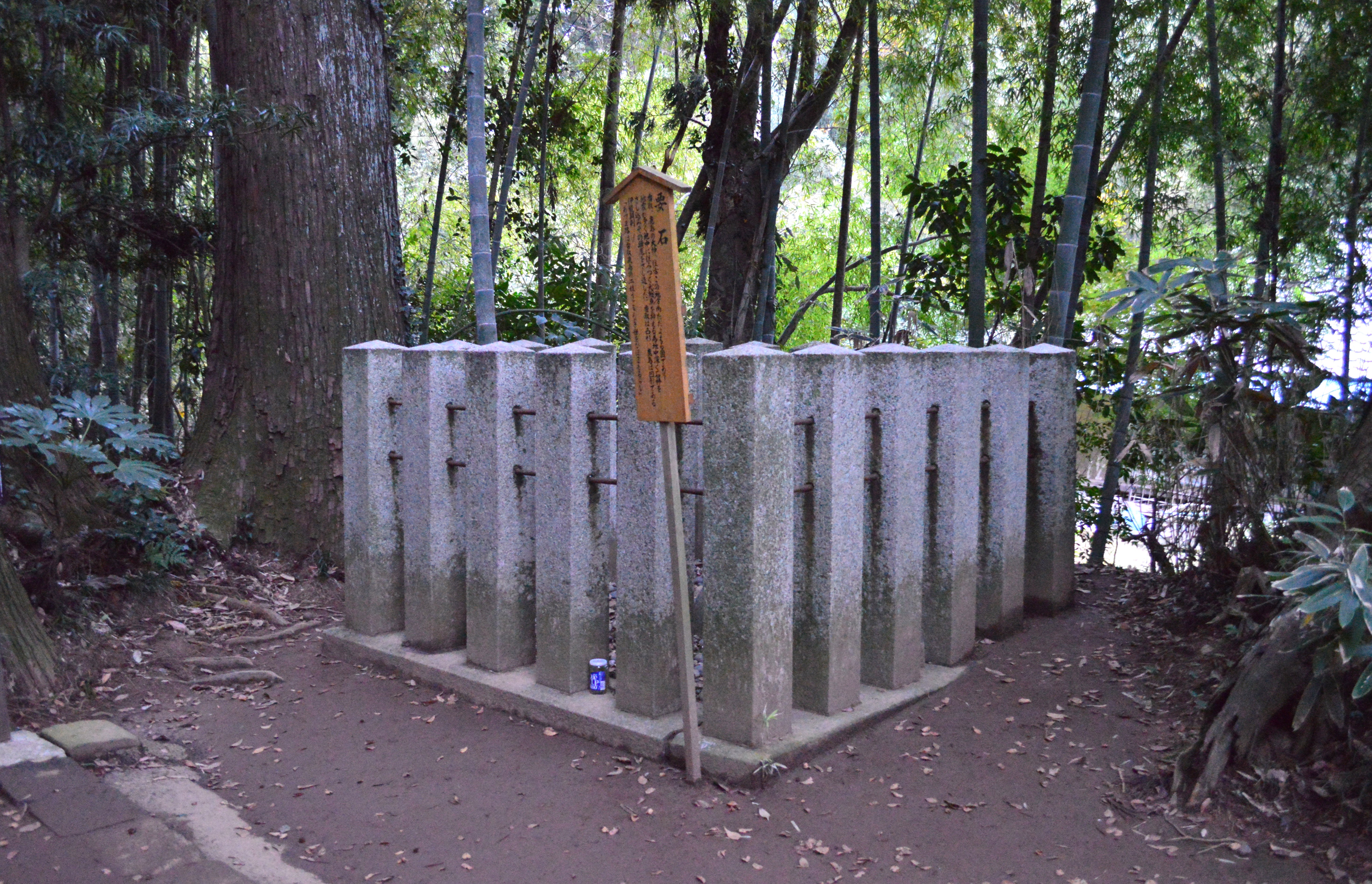
要石の祠

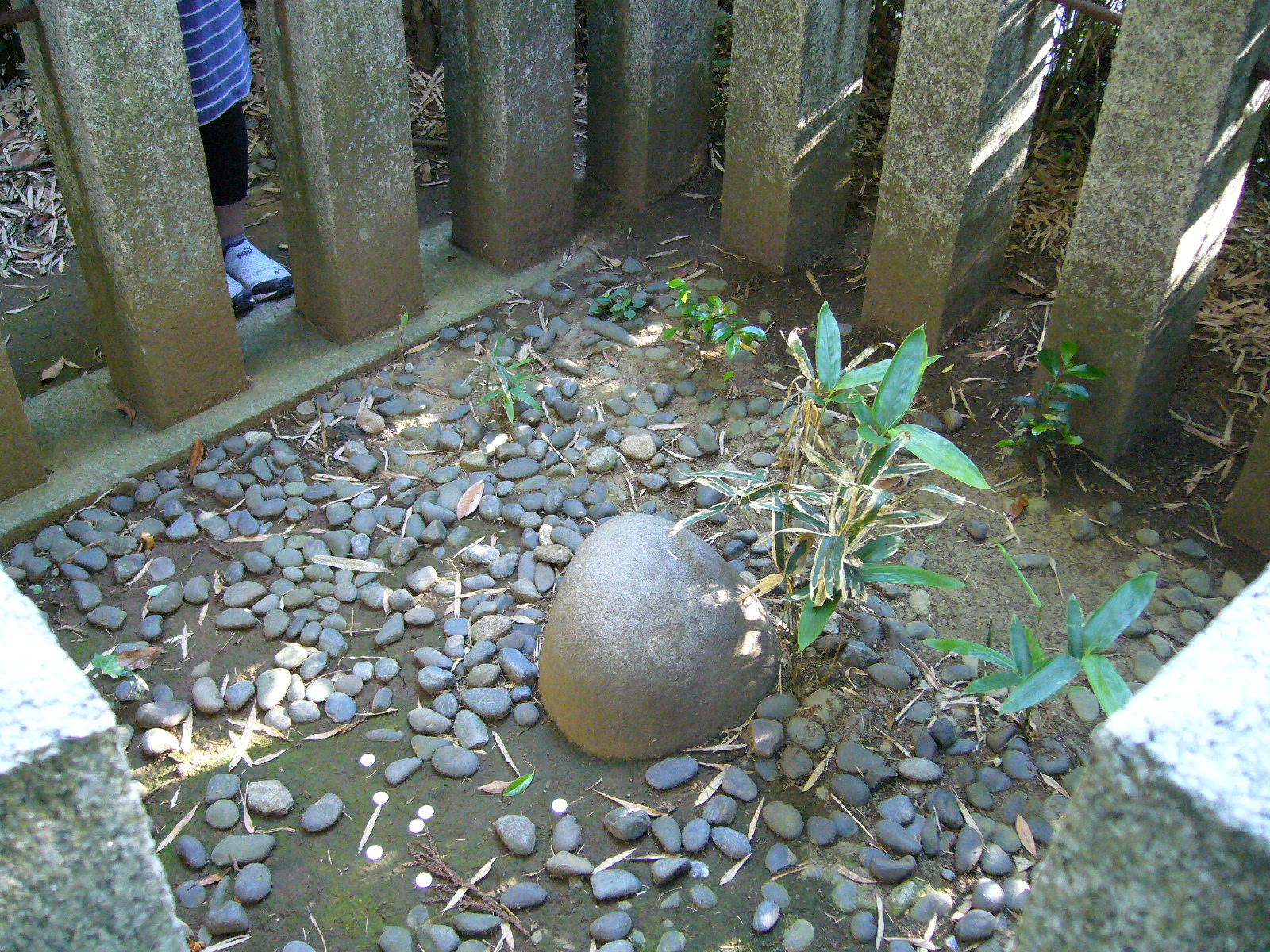
要石の形状

要石（かなめいし）は、境内西方に位置する霊石。形状は凸型。
かつて、地震は地中に棲む大鯰（おおなまず）が起こすものと考えられていた。要石はその大鯰を押さえつける地震からの守り神として現在にも伝わっている。鹿島・香取の要石は大鯰の頭と尾を抑える杭と言われ、見た目は小さいが地中部分は大きく決して抜くことはできないと言い伝えられている。貞享元年（1684年）に徳川光圀が神宮を参拝した際、要石の周りを掘らせたが根元には届かなかったという。なお、鹿島神宮には凹型の要石があり、同様の説話が伝えられる。

### その他

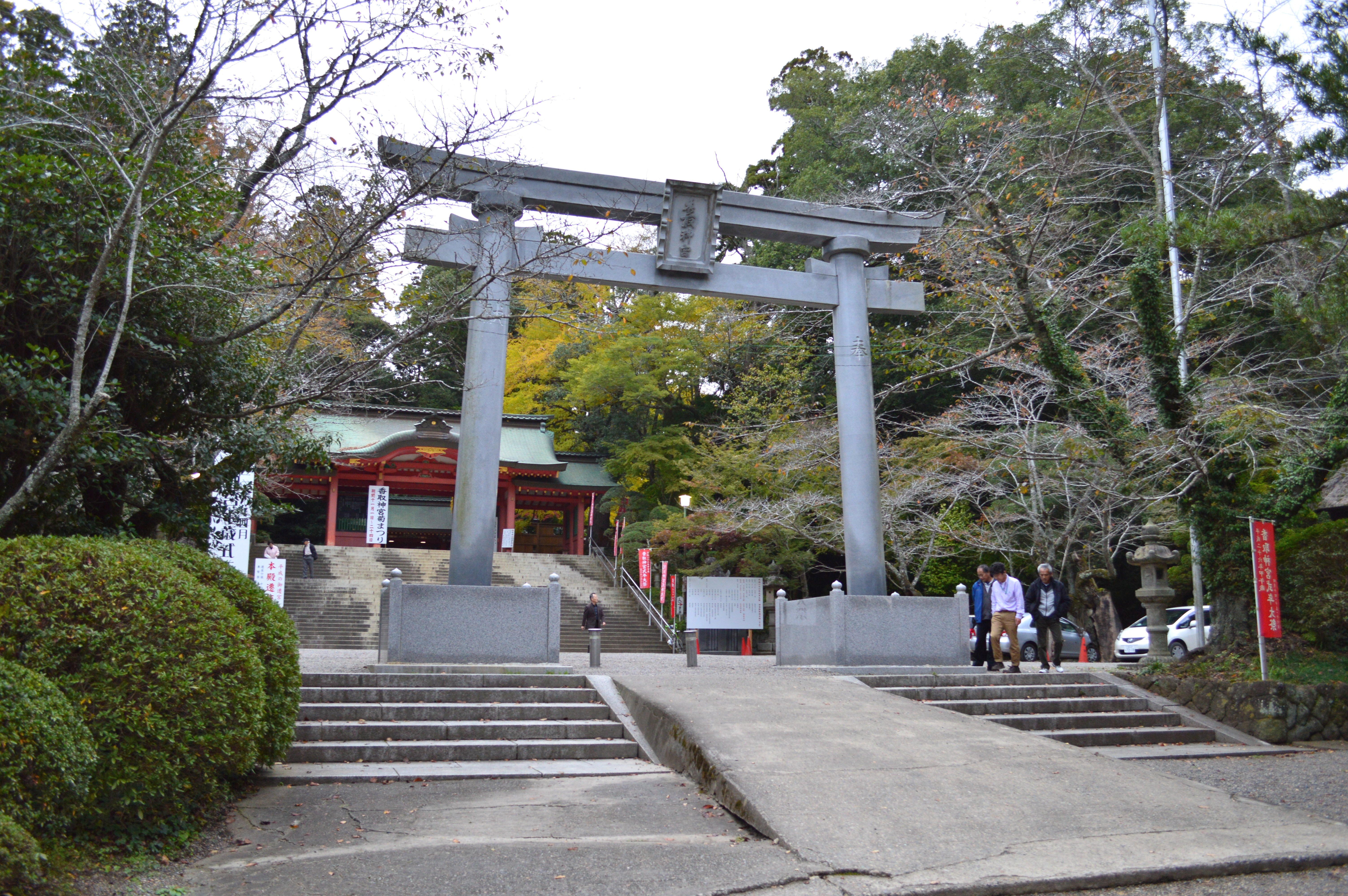
三の鳥居

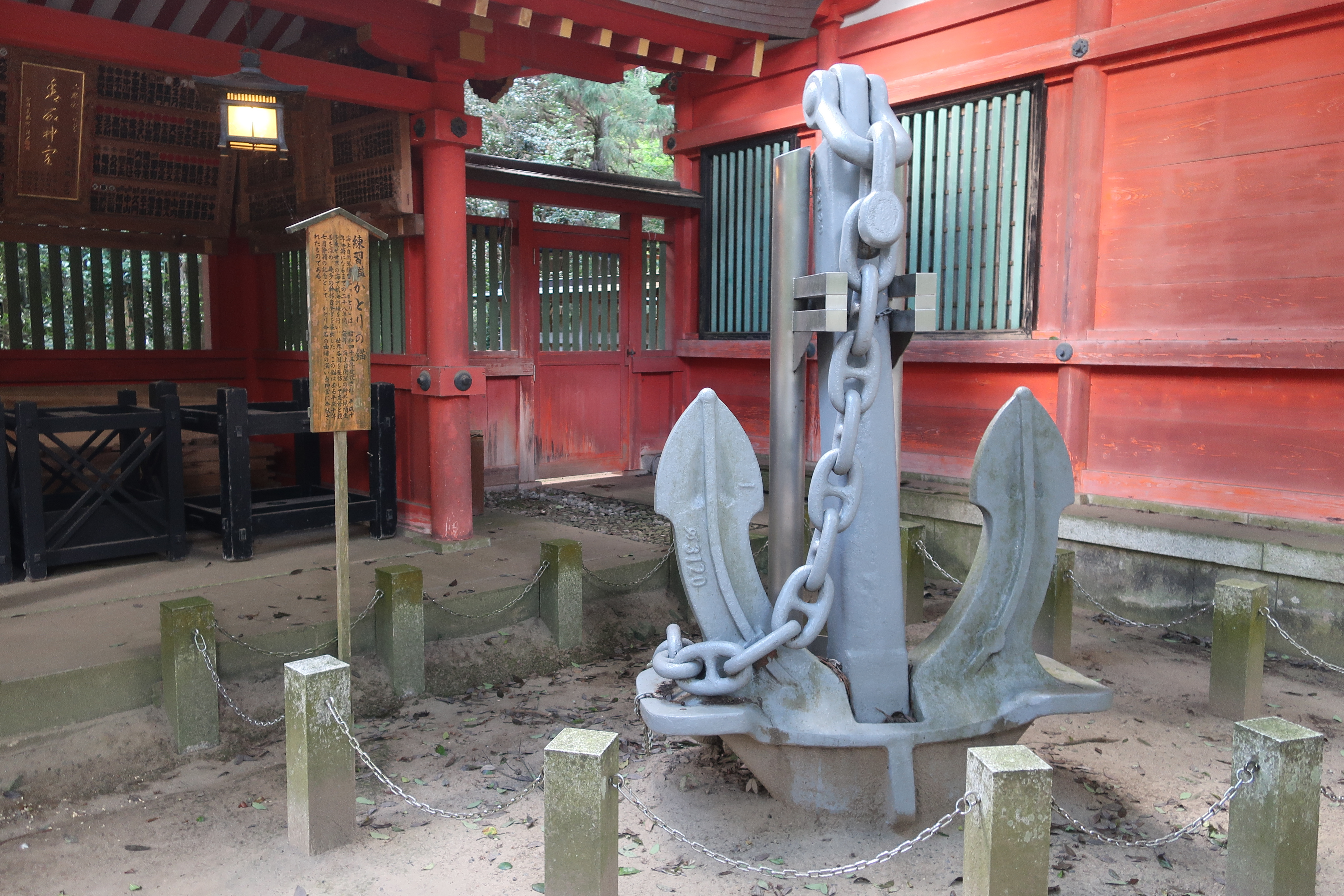
練習艦かとりの錨

- 御神木 - 拝殿前に立つ大杉で、樹齢は1,000年といわれる[29]。
- 斥候杉（ものみのすぎ） - 源頼義が斥候に登らせたという杉（非現存）[29]。
- 三本杉 - 源頼義の祈願により三又に分かれたという杉（一本は枯死）[29]。源頼義はこの杉に「天下太平、社頭御栄、子孫長久」を祈ったと伝えられる。
- 木母杉 - 楼門左に立つ。徳川光圀が貞享元年（1684年）に参拝した時に、境内に立つ多数の杉の母であろうとして名付けられた（現在は枯死）[21]。
- 黄門桜 - 徳川光圀が貞享元年（1684年）に参拝した時の手植えと伝えられる桜（現在はそのひこばえが成長したもの）[30]。
- 大正天皇手植松 - 大正天皇が皇太子時代の明治44年（1911年）5月21日に参拝した時の手植えの松[30]。
- 常陸宮手植松 - 常陸宮正仁親王が昭和41年（1966年）4月7日に参拝した時の手植えの松[31]。
- 海上自衛隊練習艦かとりの錨
- 神池
- 桜馬場 - 筑波山、鹿島山、香取ヶ浦、潮来十六島等が見渡せる
- 鹿苑-2015年に香取の鹿愛護会へ神鹿が譲渡され境内で飼育している
- 雨乞塚 - 奥宮付近。天平4年（732年）の旱魃の際、壇を設けて雨乞いを行なった跡という[32]。

## 参道
神宮へは参道が2つあり、それぞれに鳥居が設けられている。
表参道は旧佐原市中心部から続く参道で、現在の県道55号にあたる。県道56号との交差点近くに一の鳥居が立っている（北緯35度53分15.71秒 東経140度30分41.09秒 / 北緯35.8876972度 東経140.5114139度）。一の鳥居から二の鳥居までは道なりに約1.6km。
もう一つの参道は香取市津宮に始まる。この参道の起点は利根川岸で、川に向かって浜鳥居が立っている（北緯35度54分05.82秒 東経140度31分34.12秒 / 北緯35.9016167度 東経140.5261444度）。鳥居は祭神がここから上陸したことに由来すると伝えられ、この鳥居からの道がかつての表参道であった。『小右記』治安3年（1023年）の条によれば、鹿島使（朝廷からの奉幣使）が鹿島神宮を出て「渡海参香取宮」とあり、香取神宮へは海を渡っての奉幣が定例であったとされる。現在も式年神幸祭では、ここから神輿をのせた御座船が出発する。また鳥居の近くには、往時の舟運繁栄の名残である常夜燈（香取市指定文化財）や、与謝野晶子歌碑がある。二の鳥居までは道なりに約2.5km。途中には境外摂末社の忍男神社、膽男神社、沖宮が鎮座する。
また参道の終点の神宮側では、現在は二の鳥居から楼門へと参道が続くが、古くは楼門前を直角に曲がり西の奥宮前へと続く道が表参道であった。

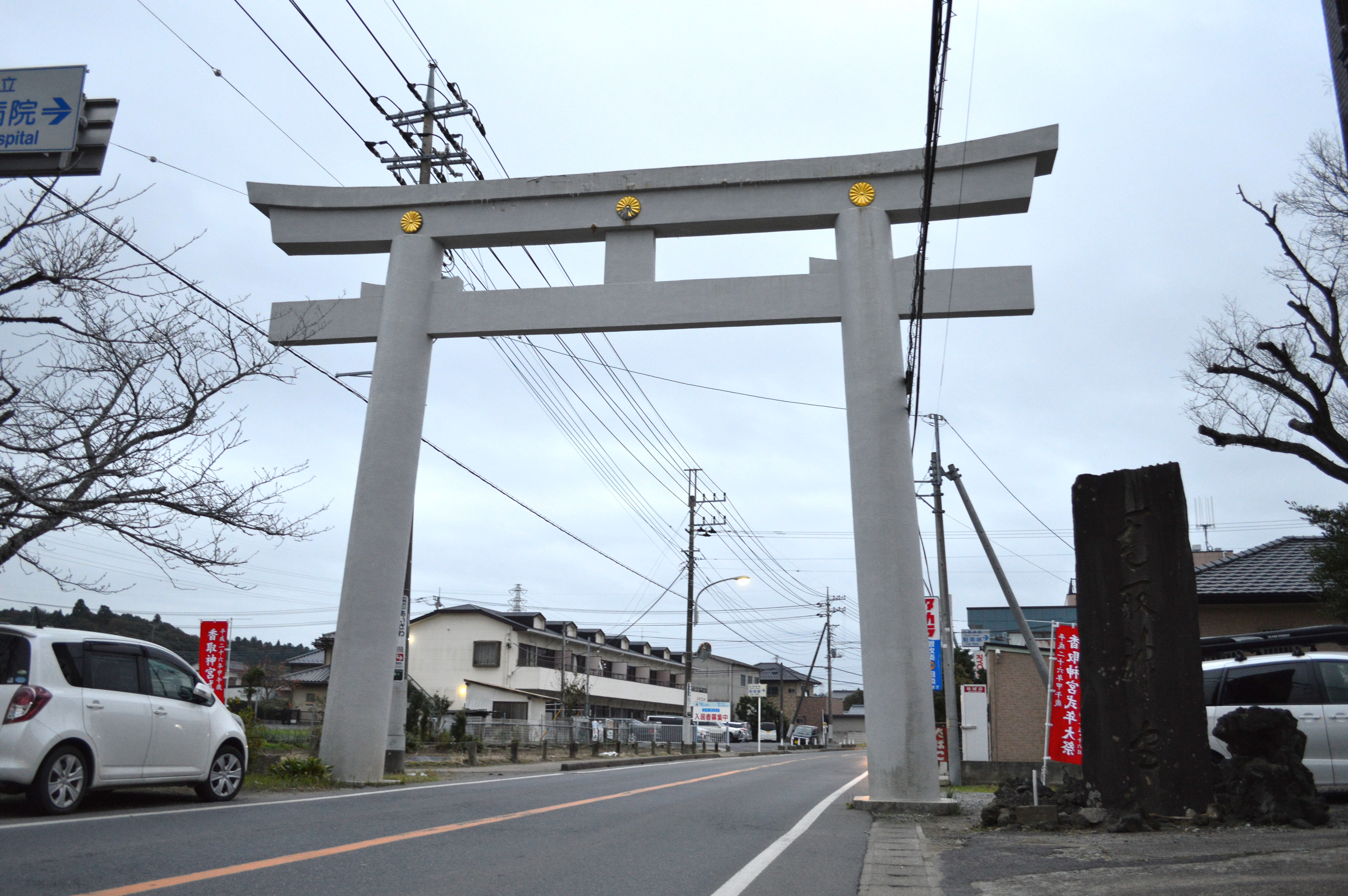
一の鳥居（表参道）
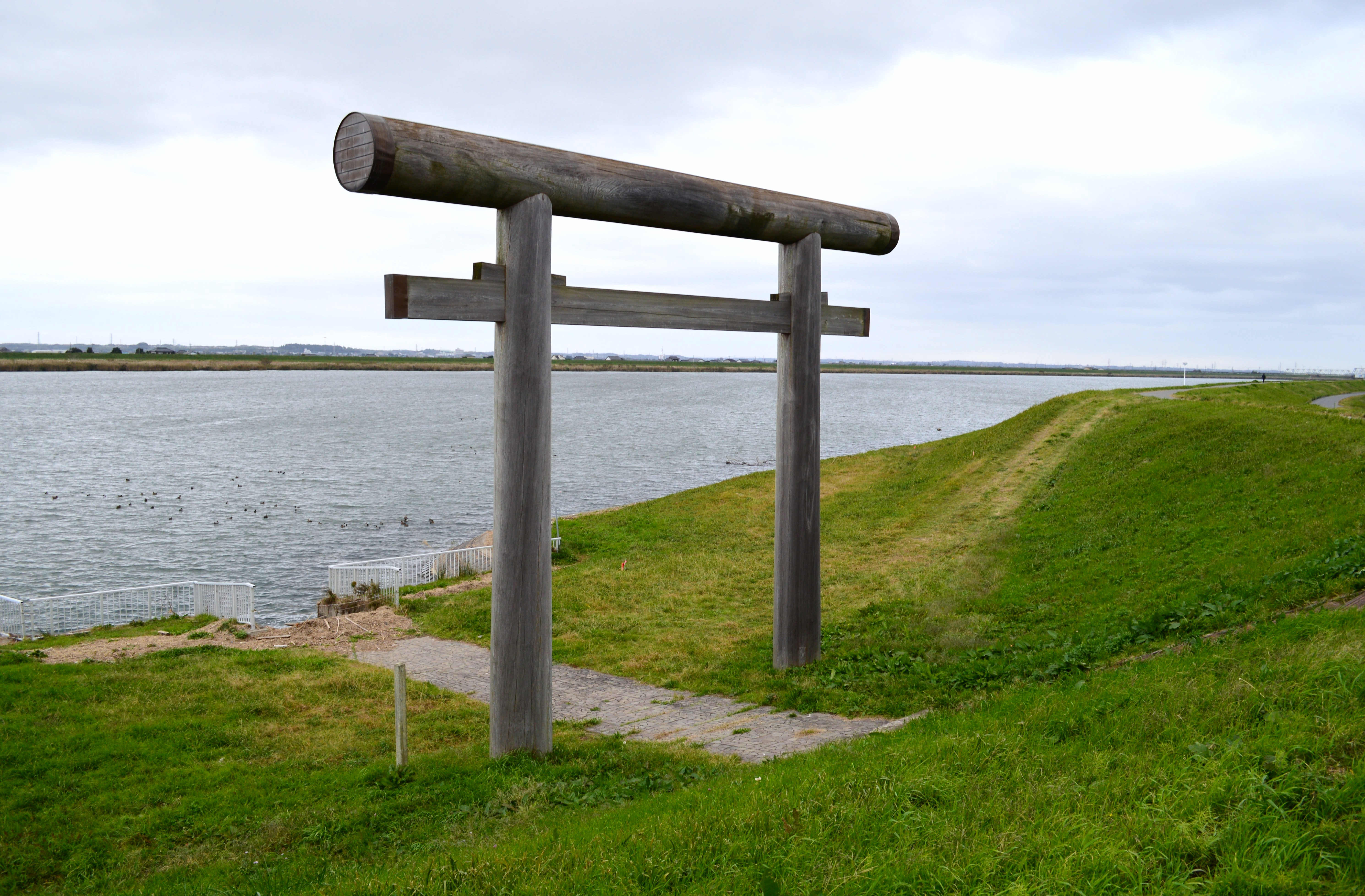
津宮浜鳥居（利根川河岸）
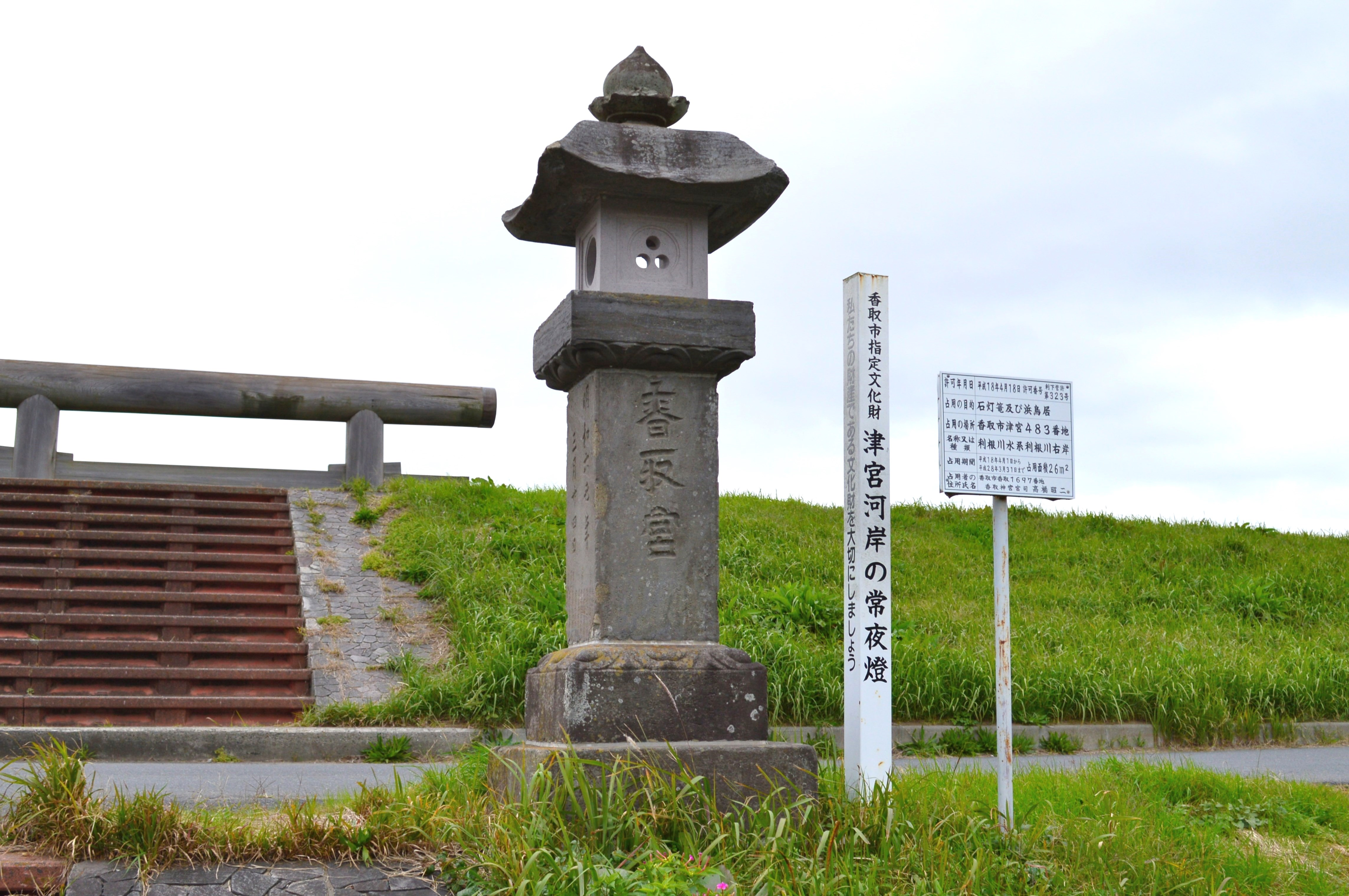
津宮河岸の常夜燈（香取市指定文化財）

## 摂末社
摂末社は、摂社9社（境内3社、境外6社）・末社21社（境内7社、境外14社）の計30社。

### 摂社

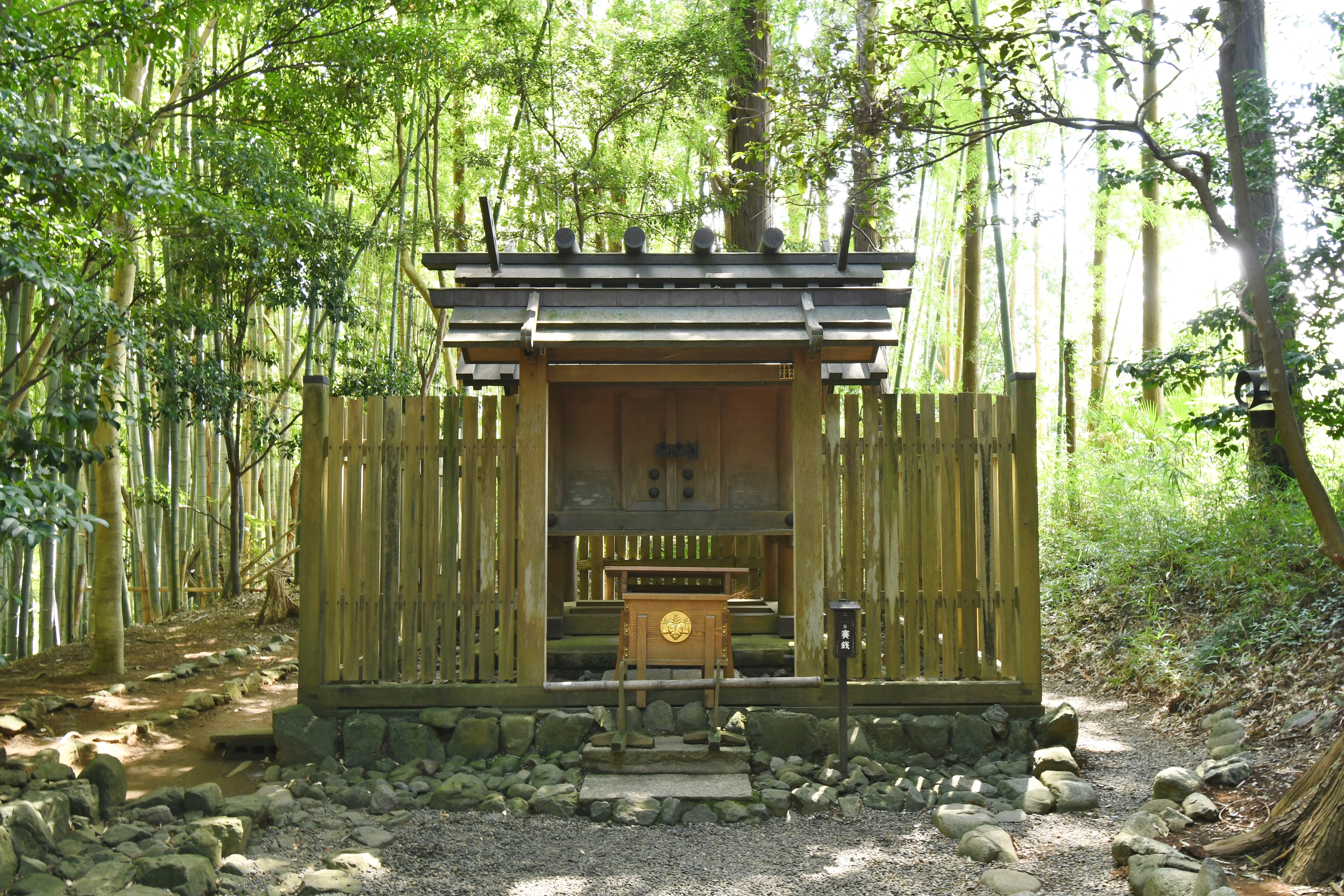
奥宮
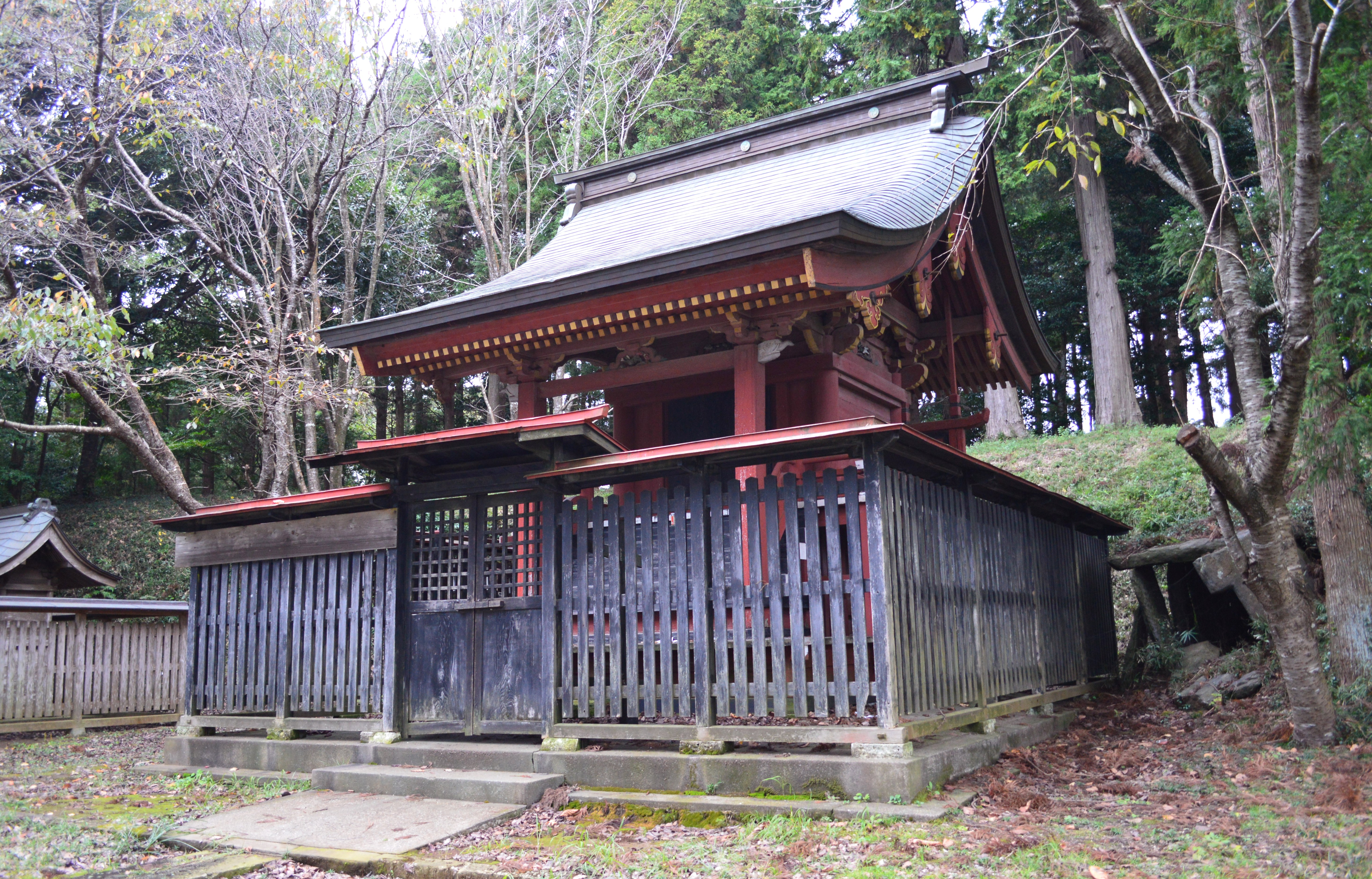
又見神社 右に又見古墳石室（香取市指定史跡）。
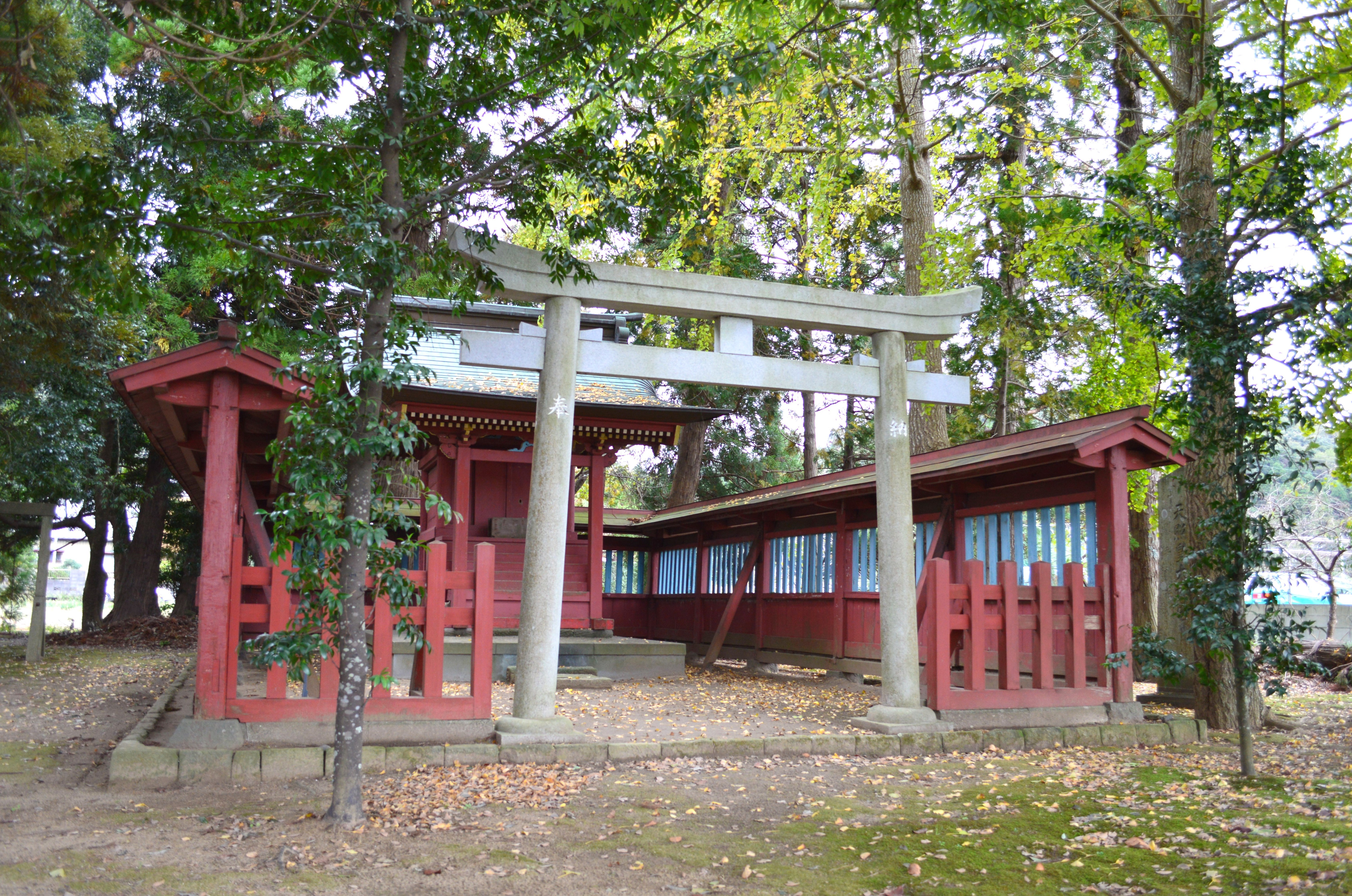
忍男神社
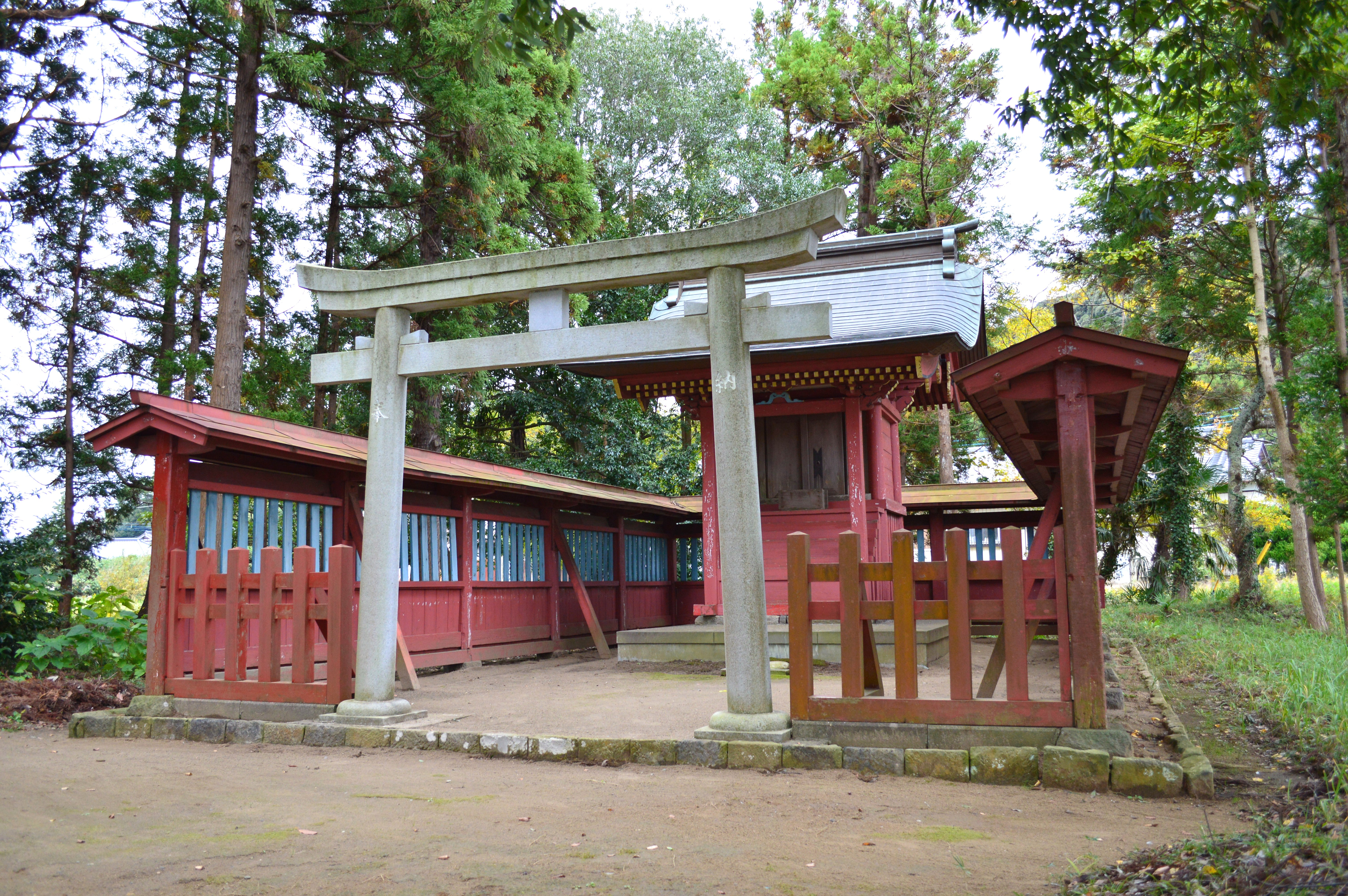
膽男神社
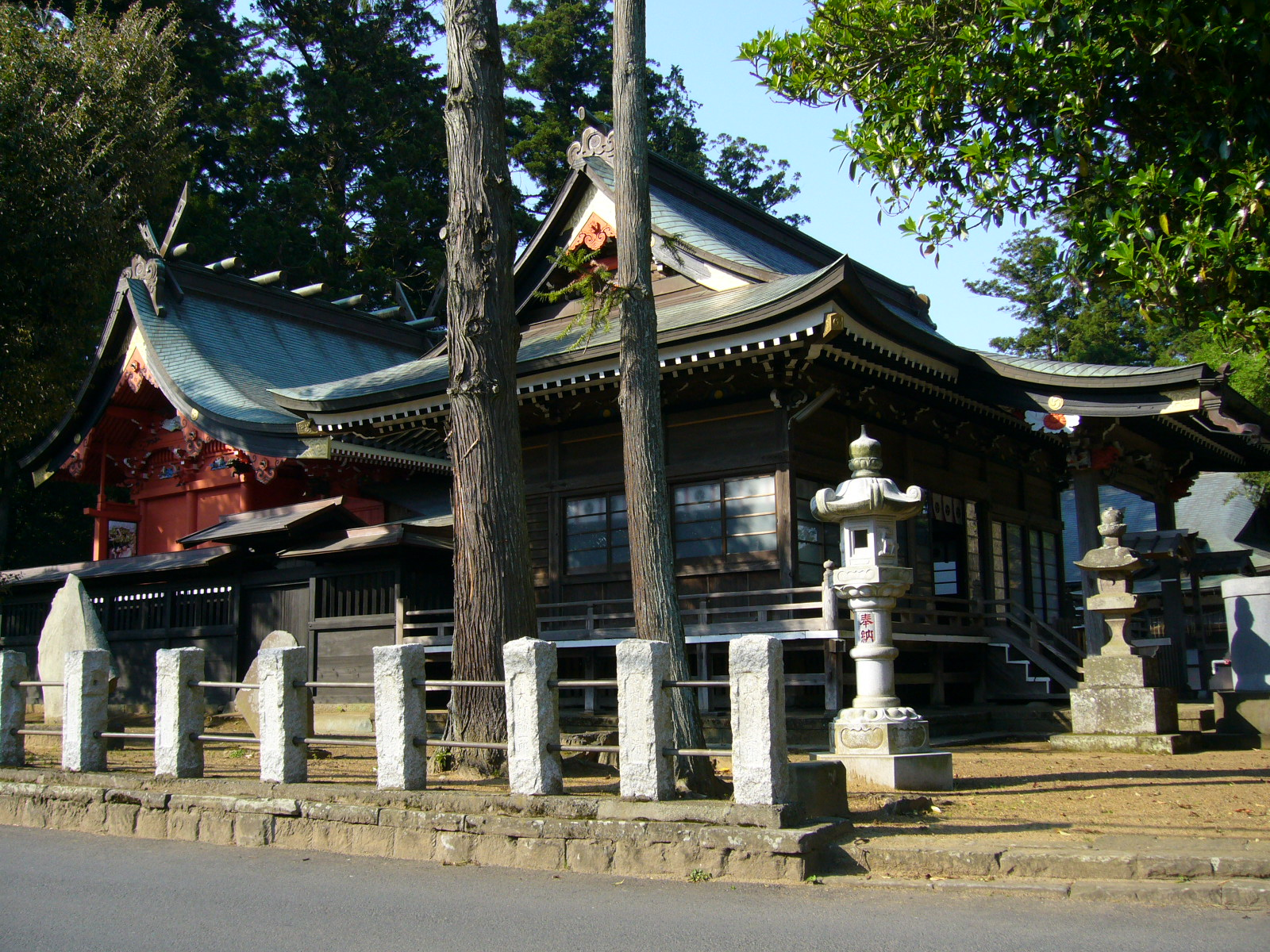
大戸神社
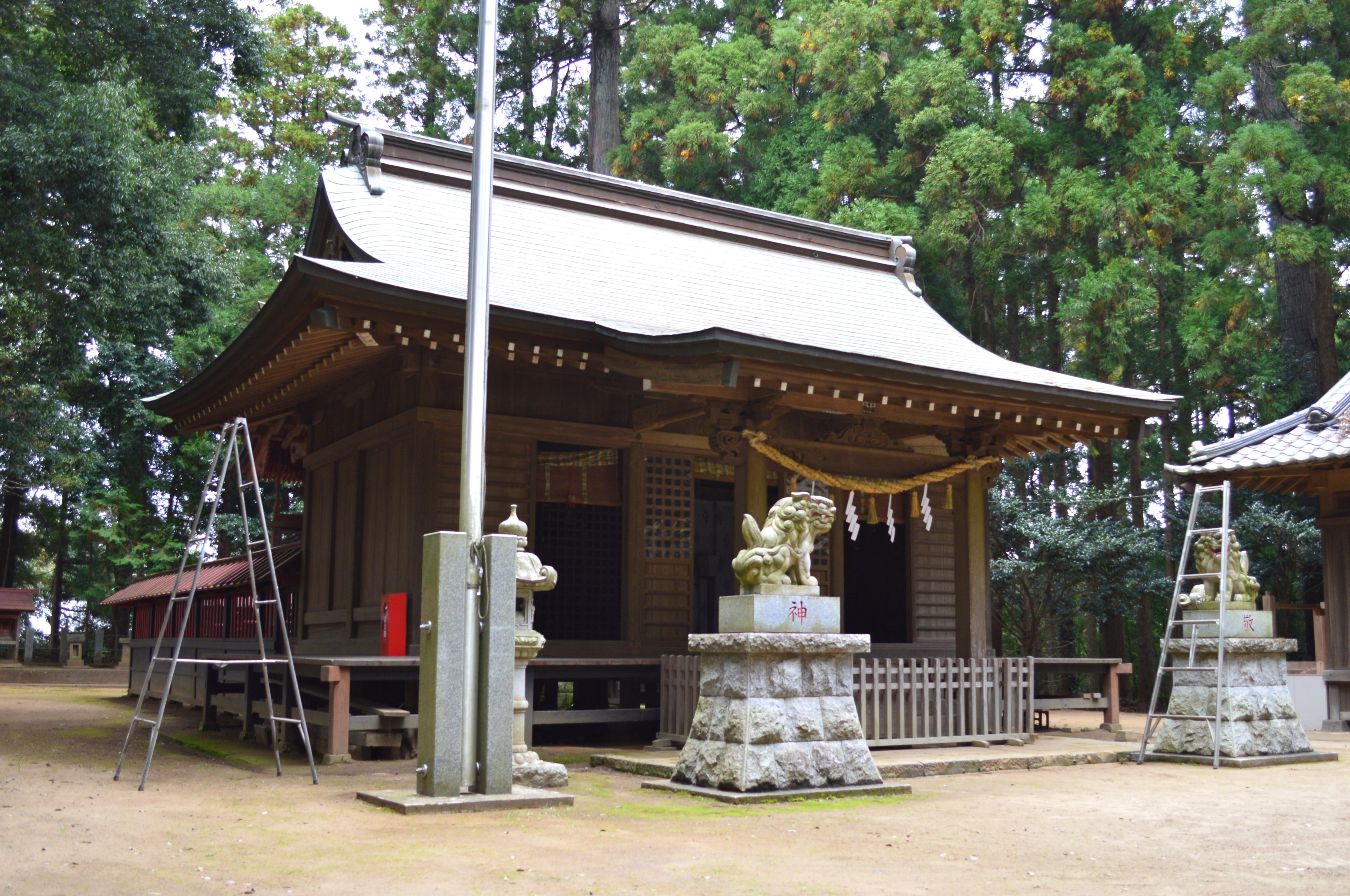
返田神社

摂社は、明治10年（1877年）3月21日に内務省の通達によって公式に定められた。

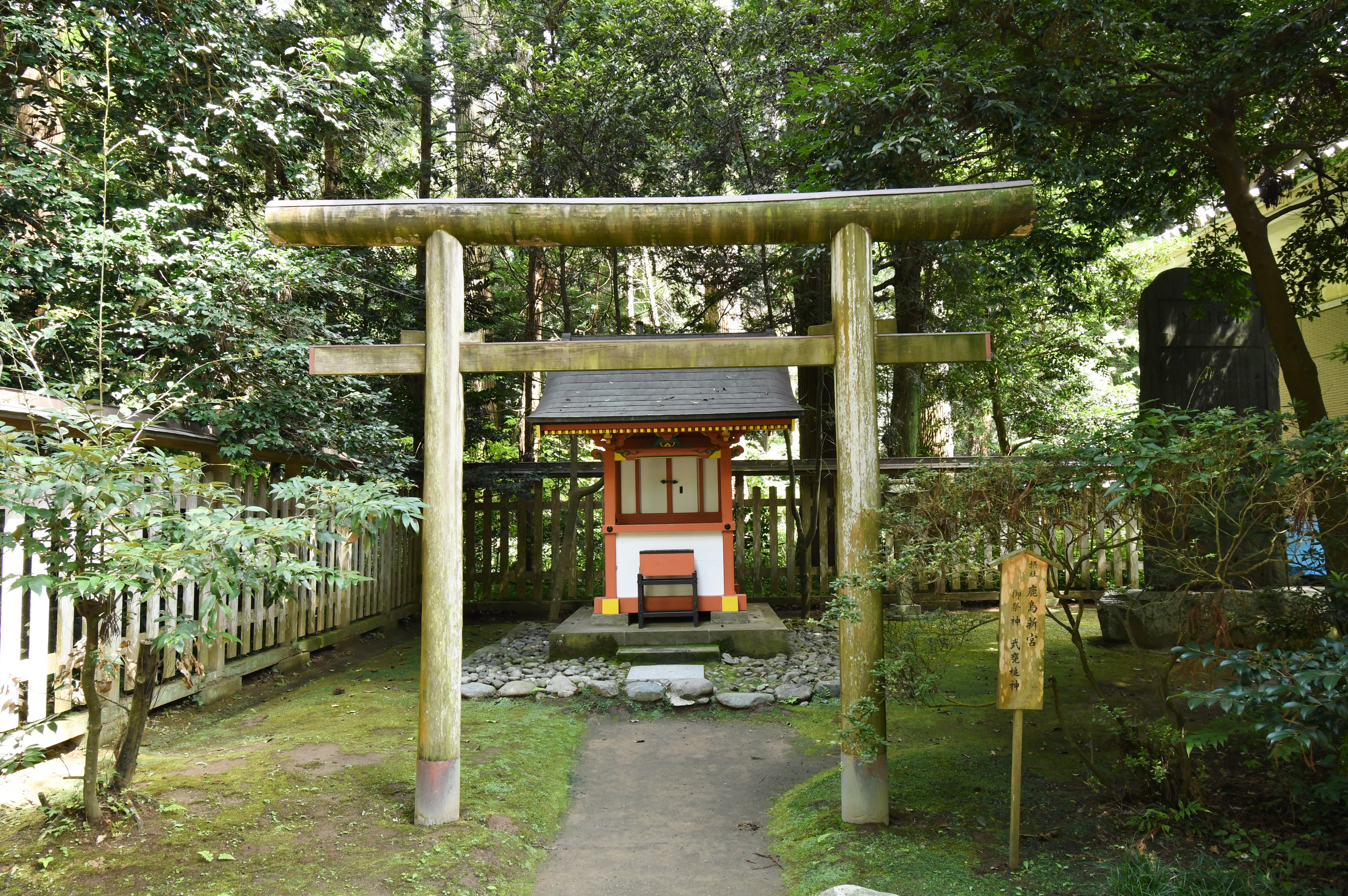
鹿島新宮社
- 祭神：武甕槌大神（たけみかづちのおおかみ）、天隠山命（あまのかくやまのみこと）
- 例祭：11月9日

「かしましんぐうしゃ」。本殿の向かって右後方に鎮座する境内摂社（北緯35度53分11.71秒 東経140度31分44.49秒 / 北緯35.8865861度 東経140.5290250度）。武甕槌神は、鹿島神宮の祭神。

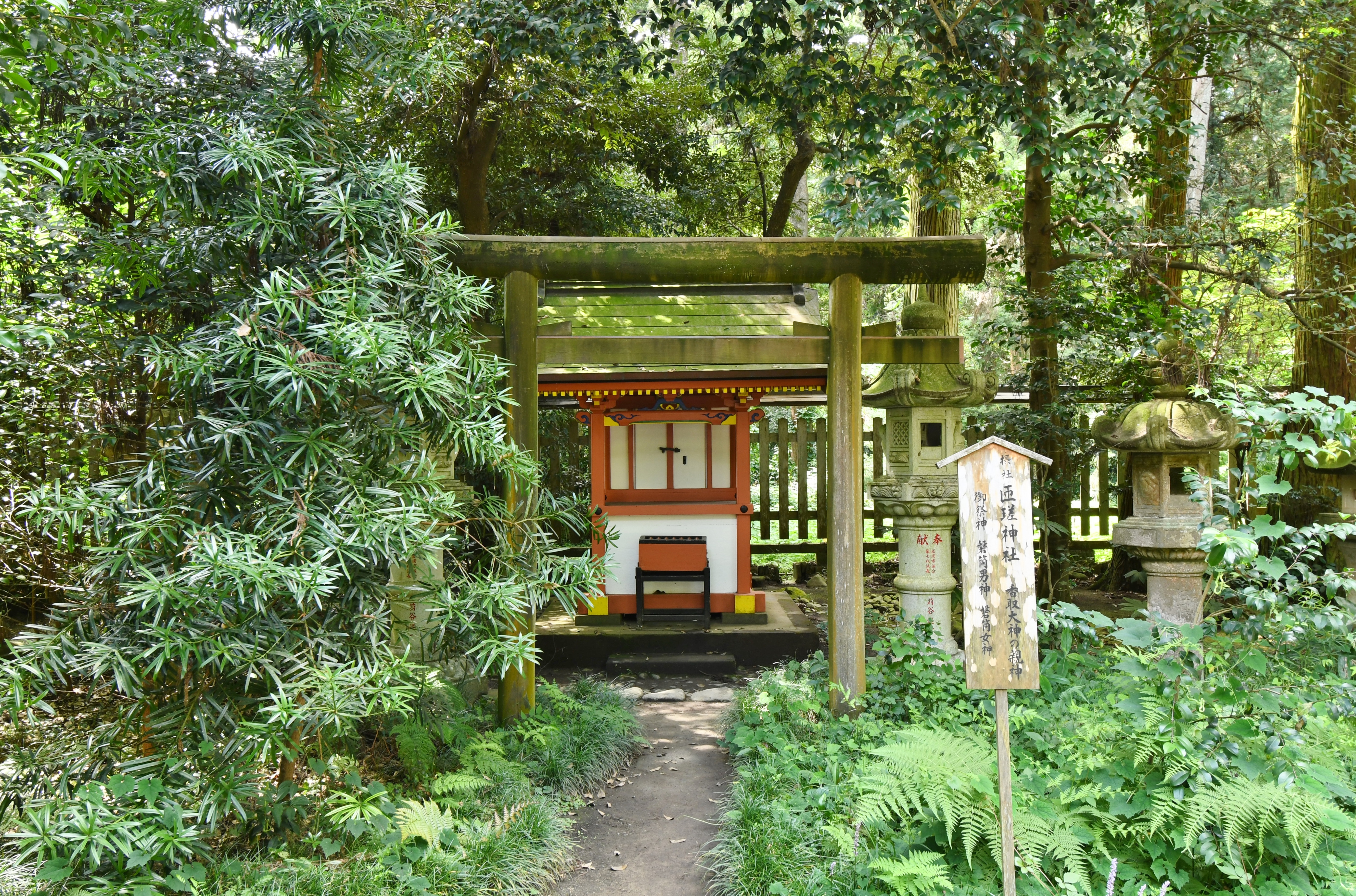
匝瑳神社
- 祭神：磐筒男神（いわつつおのかみ）、磐筒女神（いわつつめのかみ）
- 例祭：11月10日

「そうさじんじゃ」。本殿の向かって左方に鎮座する境内摂社（北緯35度53分10.57秒 東経140度31分42.12秒 / 北緯35.8862694度 東経140.5283667度）。祭神2柱は、経津主神の父母神。

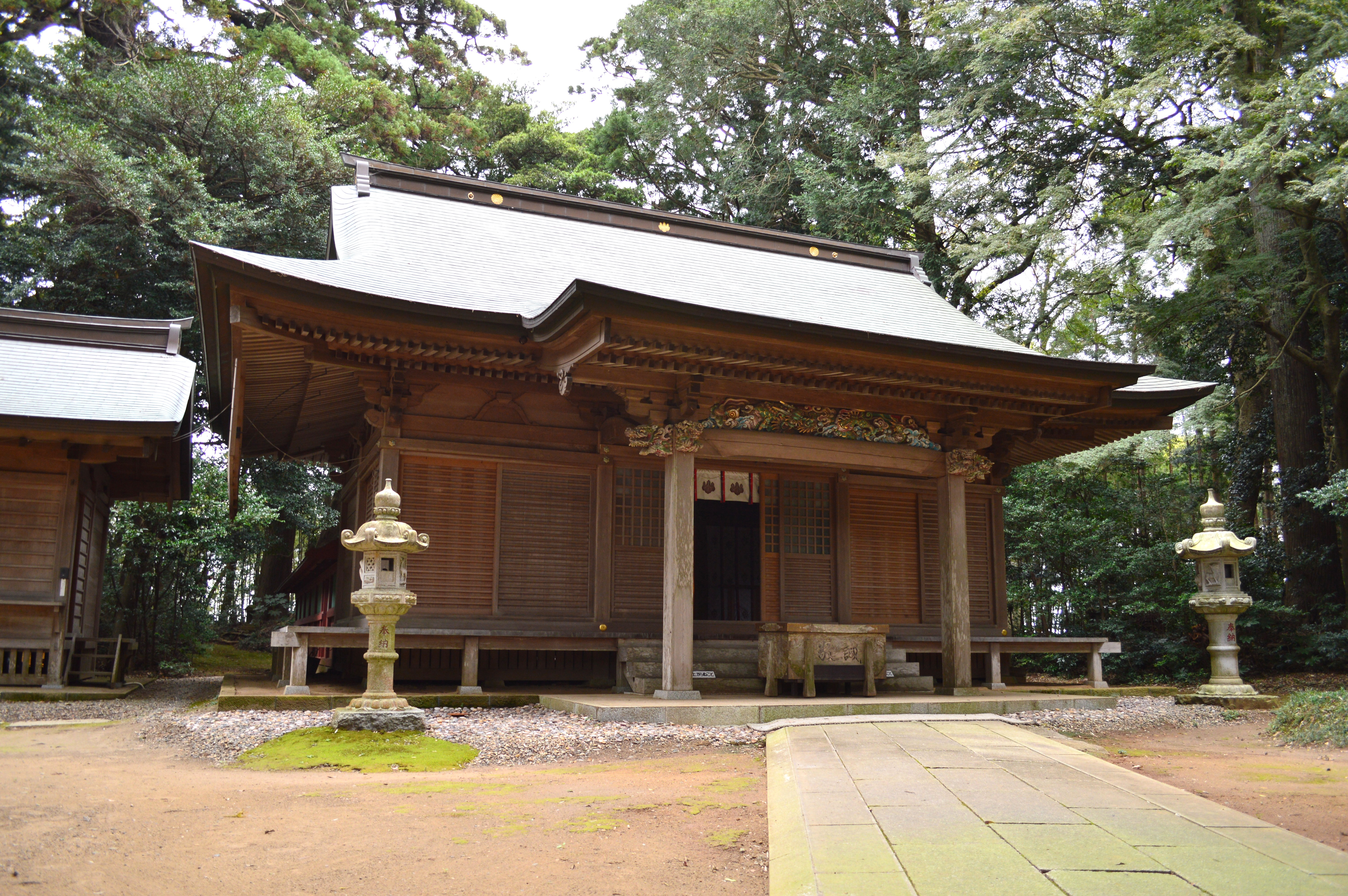
側高神社香取神宮の第一摂社。

側高神社
- 鎮座地：香取市大倉（北緯35度53分42.38秒 東経140度33分13.08秒 / 北緯35.8951056度 東経140.5536333度）
- 祭神：不詳
- 例祭：12月7日

「そばたかじんじゃ」。境外摂社で、旧郷社。古来「第一摂社」と称される関係の深い神社であり、本宮同様に神武天皇18年の創建と伝える。祭神は古来神秘とされており、今なお明らかではない。当社には、香取神の命で側高神が陸奥神から馬を奪って馬牧をなしたという伝承が残り、蝦夷征討との関係性や香取神宮の役割が指摘される。本殿は江戸時代初期の造営で県の文化財に、ひげなで祭は香取市指定無形民俗文化財に指定されている。
奥宮
- 鎮座地：香取市香取（北緯35度53分03.51秒 東経140度31分35.37秒 / 北緯35.8843083度 東経140.5264917度）
- 祭神：経津主神の荒御魂（あらみたま）
- 例祭：3月10日

「おくのおみや」。境内西方に鎮座する境外摂社。社殿は昭和48年（1973年）の伊勢神宮遷宮の際の古材を使用している。
又見神社
- 鎮座地：香取市香取（北緯35度53分10.80秒 東経140度31分20.83秒 / 北緯35.8863333度 東経140.5224528度）
- 祭神：天苗加命（あめのなえますのみこと）、武沼井命（たけぬいのみこと）、天押雲命（あめのおしくものみこと）
- 例祭：2月20日

「またみじんじゃ」。境外摂社。祭神の天苗加命は経津主神の御子神で、香取氏の祖神とされる。そのため「若御子神社」ともいう。武沼井命は鹿島神の御子神、天押雲命は天児屋根命の御子神。本殿右横には古墳の石室が露出して残っており、「又見古墳」として香取市指定史跡に指定されている。
忍男神社
- 鎮座地：香取市津宮（北緯35度53分54.33秒 東経140度31分36.81秒 / 北緯35.8984250度 東経140.5268917度）
- 祭神：伊邪那岐命（いざなぎのみこと）

「おしおじんじゃ」。「東の宮」とも。膽男神社の東方傍に鎮座する境外摂社。古くはここで夏越の祓を行なったという。当社では明治17年（1884年）まで、「白状祭」として陸奥で捕らえた馬の素性を白状に記すという祭が行われていたといい、側高神社の伝承同様、蝦夷追討との関係が示唆される。
膽男神社
- 鎮座地：香取市津宮（北緯35度53分52.95秒 東経140度31分30.78秒 / 北緯35.8980417度 東経140.5252167度）
- 祭神：大名持命（おおなむちのみこと）

「まもりおじんじゃ」。「西の宮」とも。忍男神社の西方傍に鎮座する境外摂社。
大戸神社
- 鎮座地：香取市大戸（北緯35度53分02.81秒 東経140度27分45.10秒 / 北緯35.8841139度 東経140.4625278度）
- 祭神：天手力男神（あめのたじからおのかみ）
- 例祭：4月7日

「おおどじんじゃ」。境外摂社で、旧県社。景行天皇40年の創建と伝える。羅龍王面・納曽利面3面、和鏡3面が千葉県指定有形文化財に指定されている。
返田神社
- 鎮座地：香取市返田（北緯35度51分45.46秒 東経140度30分59.96秒 / 北緯35.8626278度 東経140.5166556度）
- 祭神：軻遇突智神（かぐつちのかみ）、埴安姫神（はにやすひめのかみ）

「かやだじんじゃ」。境外摂社で、旧村社。本宮同様に神武天皇18年の創建と伝えるほか、鎌倉時代の古文書には「返田悪王子社」の名が見える。境内には諸国一宮を祀った石祠が並ぶ。本殿は江戸時代の造営で千葉県指定有形文化財に指定されている。
- 奥宮
- 又見神社
右に又見古墳石室（香取市指定史跡）。
- 忍男神社
- 膽男神社
- 大戸神社
- 返田神社

### 末社
境内社
- 天降神社（あまくだしじんじゃ） - 祭神：伊伎志爾保神、鑰守神。市神社に合祀。
- 諏訪神社（すわじんじゃ） - 祭神：建御名方神。例祭：4月12日。
- 六所神社（ろくしょじんじゃ） - 祭神：須佐之男命、大国主命、岐神、雷神二座。例祭：9月11日。
- 花薗神社（はなぞのじんじゃ） - 祭神：靇神。六所神社に合祀。
- 馬場殿神社（ばばどのじんじゃ） - 祭神：建速須佐之男命。例祭：8月1日。
- 櫻大刀自神社（さくらおおとじじんじゃ） - 祭神：木花咲耶姫命。例祭：11月4日。
- 市神社（いちがみしゃ） - 祭神：事代主神。例祭：8月16日。

境外社
- 押手神社（おしてじんじゃ、香取市香取、北緯35度53分04.86秒 東経140度31分39.16秒 / 北緯35.8846833度 東経140.5275444度） - 祭神：宇迦之御魂神。例祭：2月4日。
- 姥山神社（うばやまじんじゃ、香取市香取、北緯35度53分01.06秒 東経140度31分50.11秒 / 北緯35.8836278度 東経140.5305861度） - 祭神：一言主命。例祭：2月20日前後の日曜。
- 佐山神社（さやまじんじゃ、香取市香取、北緯35度53分06.42秒 東経140度31分47.75秒 / 北緯35.8851167度 東経140.5299306度）- 祭神：田心姫神。例祭：2月23日。
- 狐坐山神社（こざやまじんじゃ、香取市香取、北緯35度53分05.90秒 東経140度31分51.86秒 / 北緯35.8849722度 東経140.5310722度） - 祭神：命婦神。例祭：1月12日。
- 王子神社（おうじじんじゃ、香取市香取、北緯35度52分55.06秒 東経140度31分34.47秒 / 北緯35.8819611度 東経140.5262417度） - 祭神：経津主神の御子神。例祭：9月11日。
- 沖宮（おきのみや、香取市津宮、北緯35度53分55.72秒 東経140度31分37.12秒 / 北緯35.8988111度 東経140.5269778度） - 祭神：綿津見命。
- 龍田神社（たつたじんじゃ） - 祭神：級津彦神、級津姫神、倉稲魂神。
- 璽神社（おしでじんじゃ、香取市香取） - 例祭：1月4日。
- 裂々神社（さくさくじんじゃ、香取市香取） - 祭神：磐裂神、根裂神。
祭神2柱は磐筒男神・磐筒女神（経津主神の親神）の親神とされる。
- 日神社（香取市香取） - 祭神：天照大御神。
- 月神社（香取市香取） - 祭神：月豫見命。
- 大山祇神社（おおやまづみじんじゃ、香取市香取） - 祭神：大山祇命。例祭：1月8日。
- 三島神社（みしまじんじゃ、香取市香取、北緯35度53分10.65秒 東経140度31分20.64秒 / 北緯35.8862917度 東経140.5224000度） - 祭神：香取連三島命。例祭：12月18日。又見神社境内に鎮座。
- 護国神社（ごこくじんじゃ、香取市香取、北緯35度53分03.93秒 東経140度31分39.55秒 / 北緯35.8844250度 東経140.5276528度） - 例祭：春の彼岸・秋の彼岸。
昭和21年9月創建。明治以降の国難で殉じた香取郡出身者を祀る。

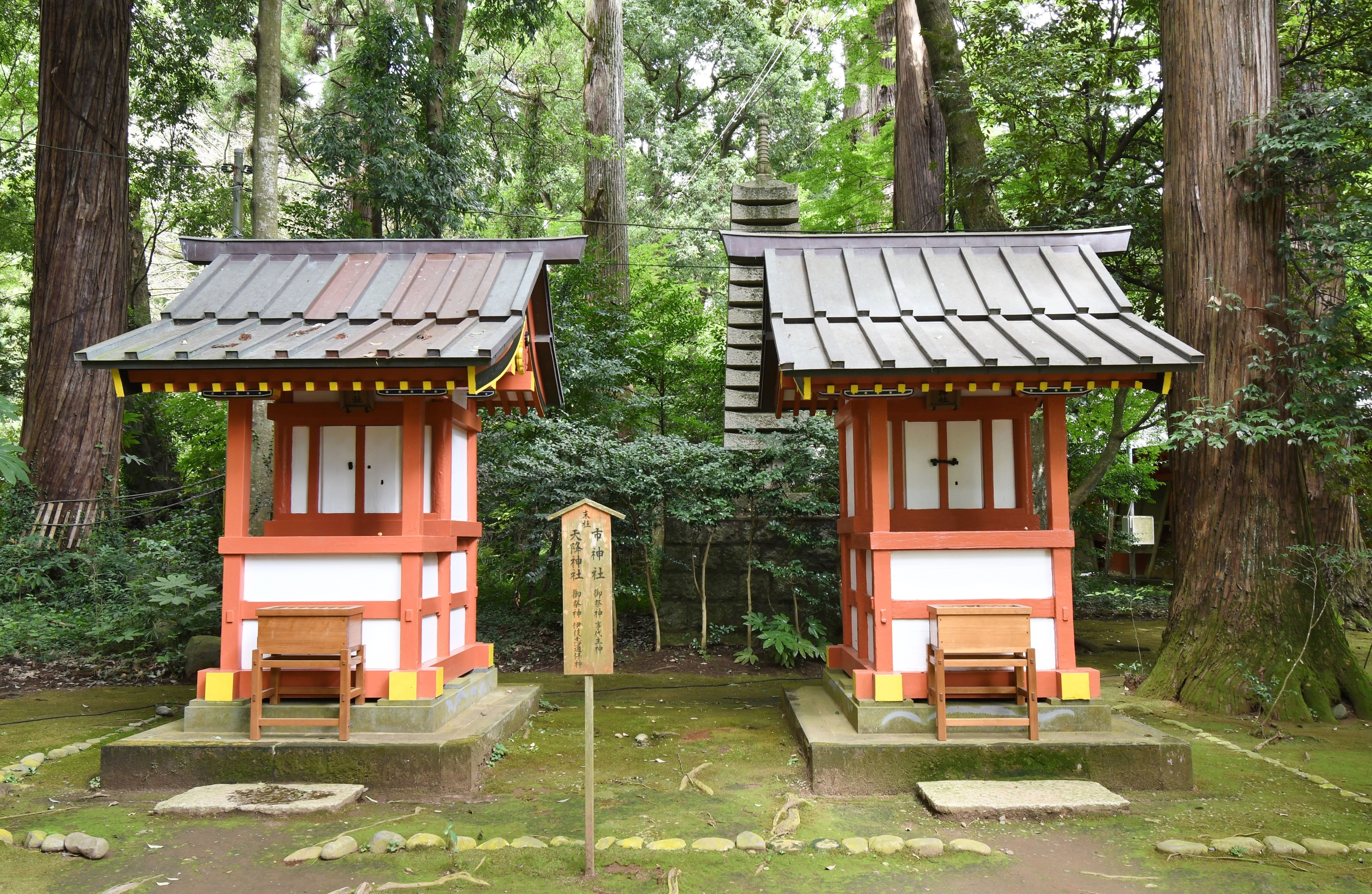
天降神社・市神社（左）、馬場殿神社（右）
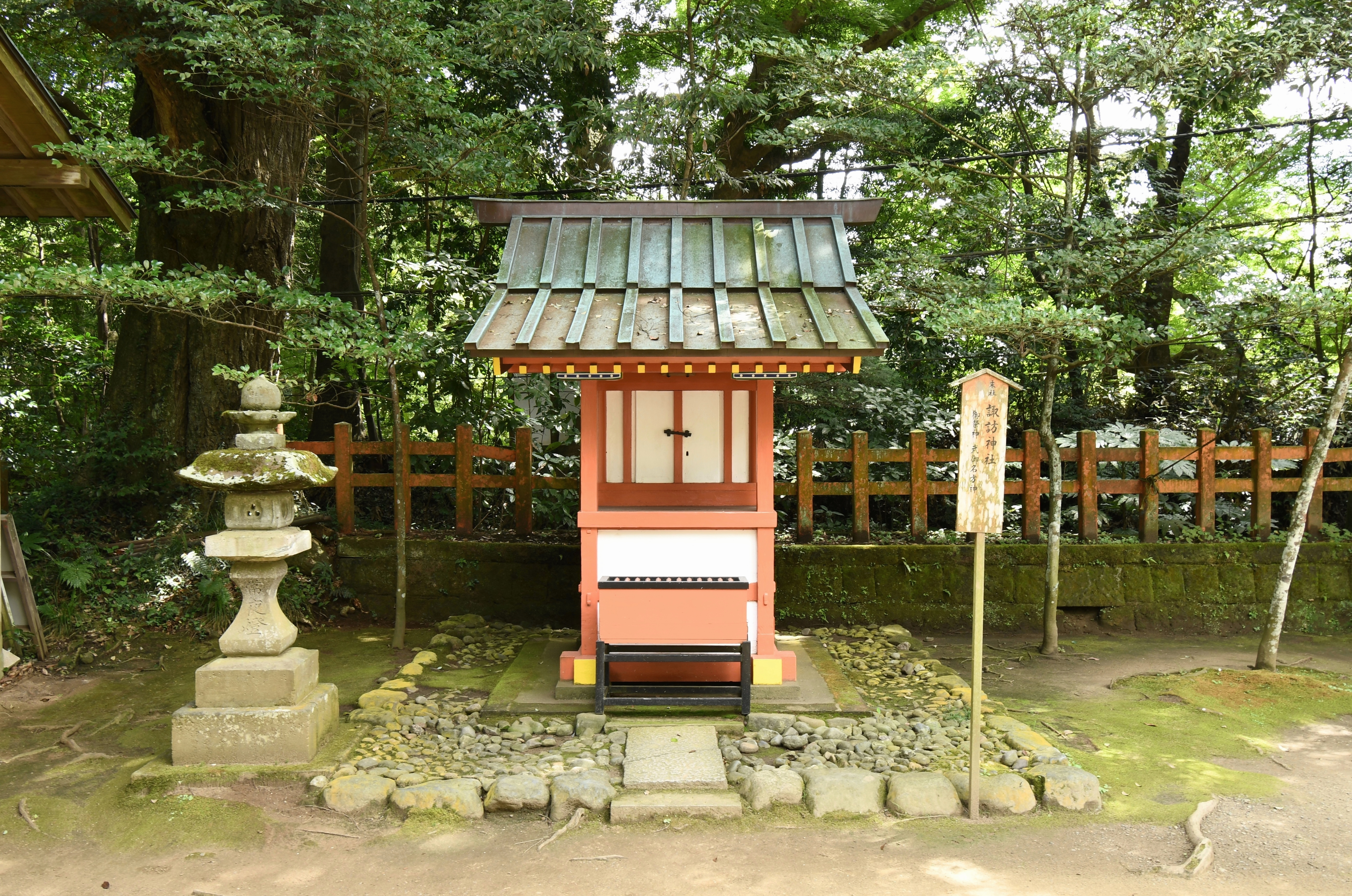
諏訪神社
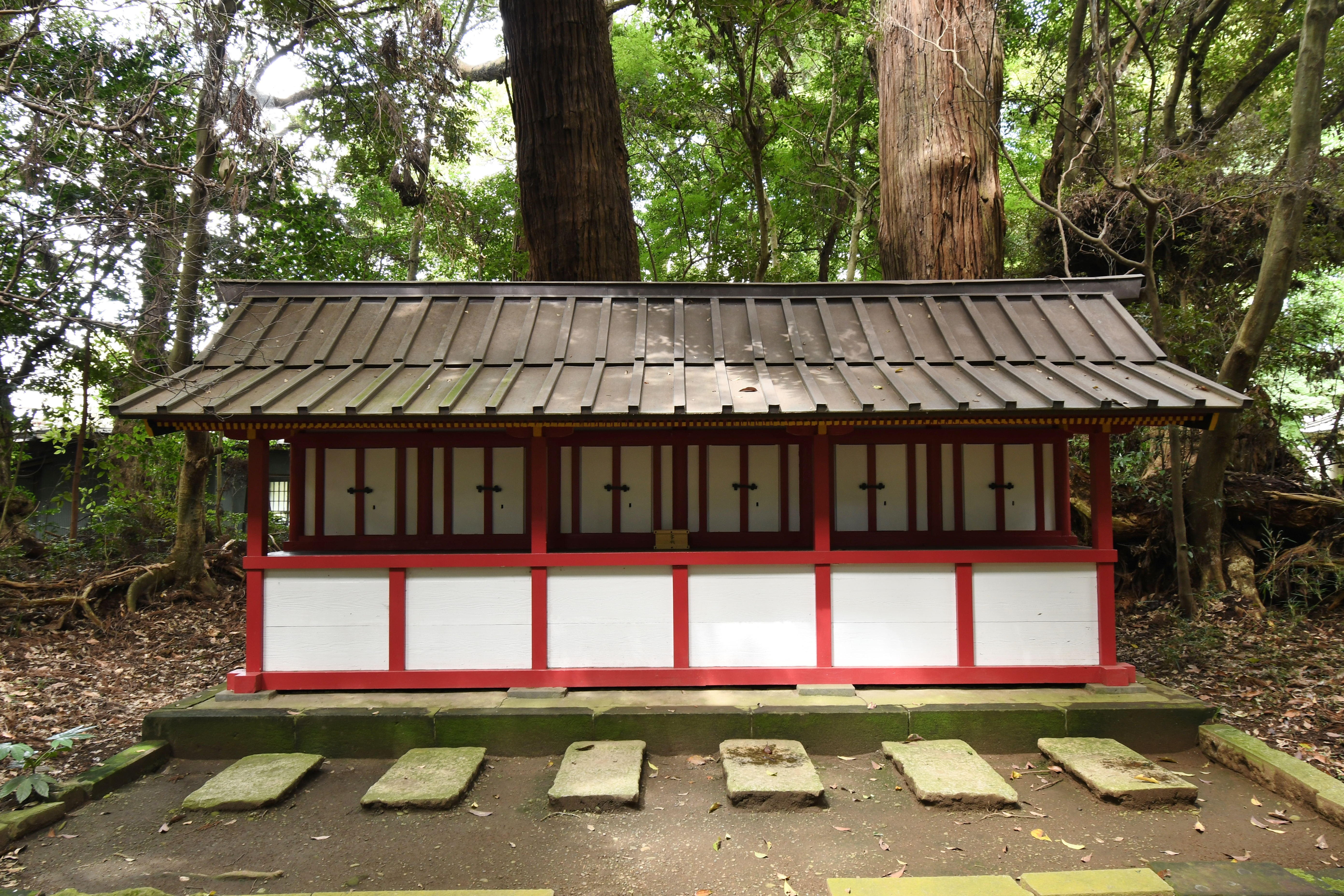
六所神社
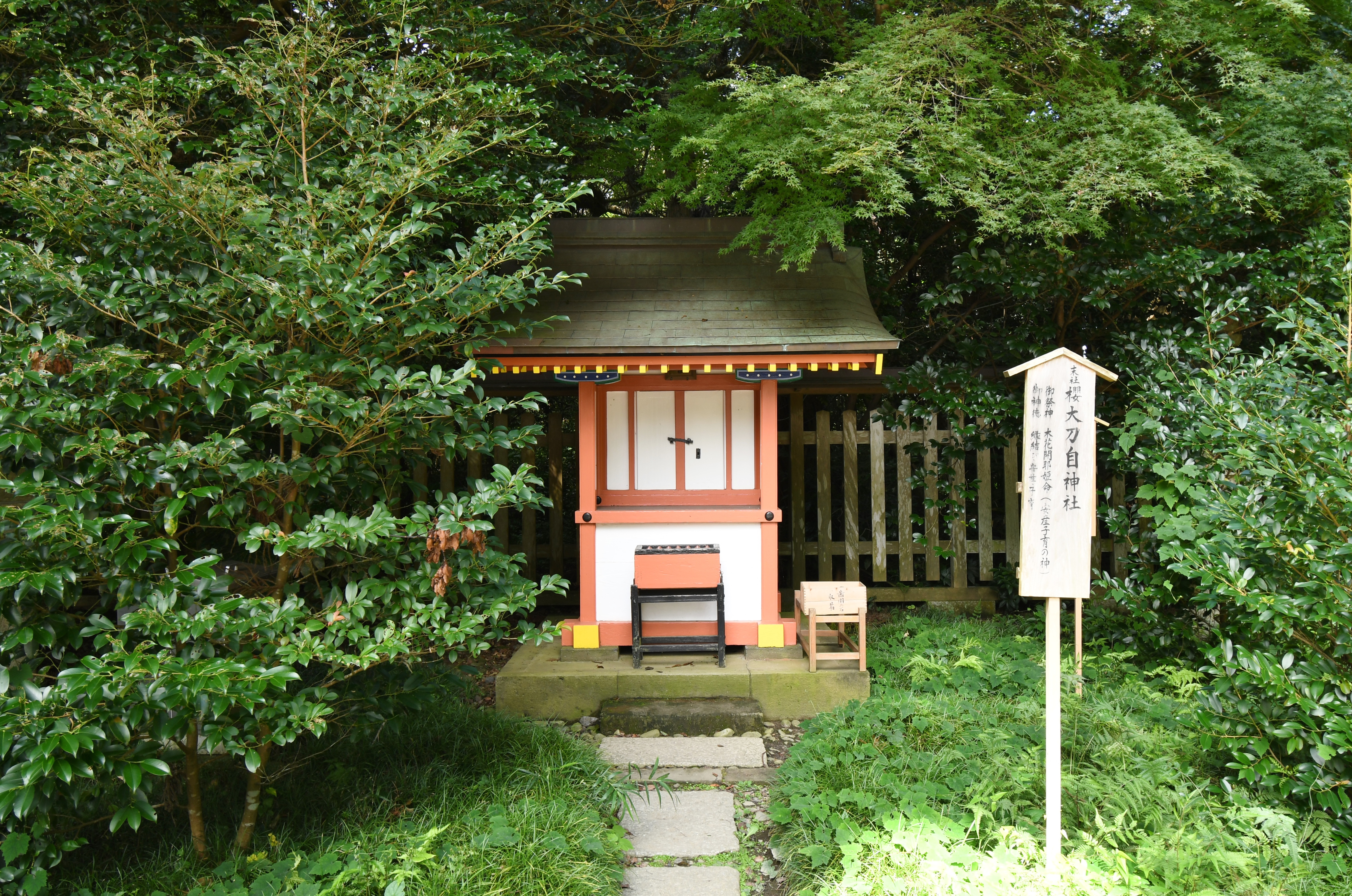
櫻大刀自神社
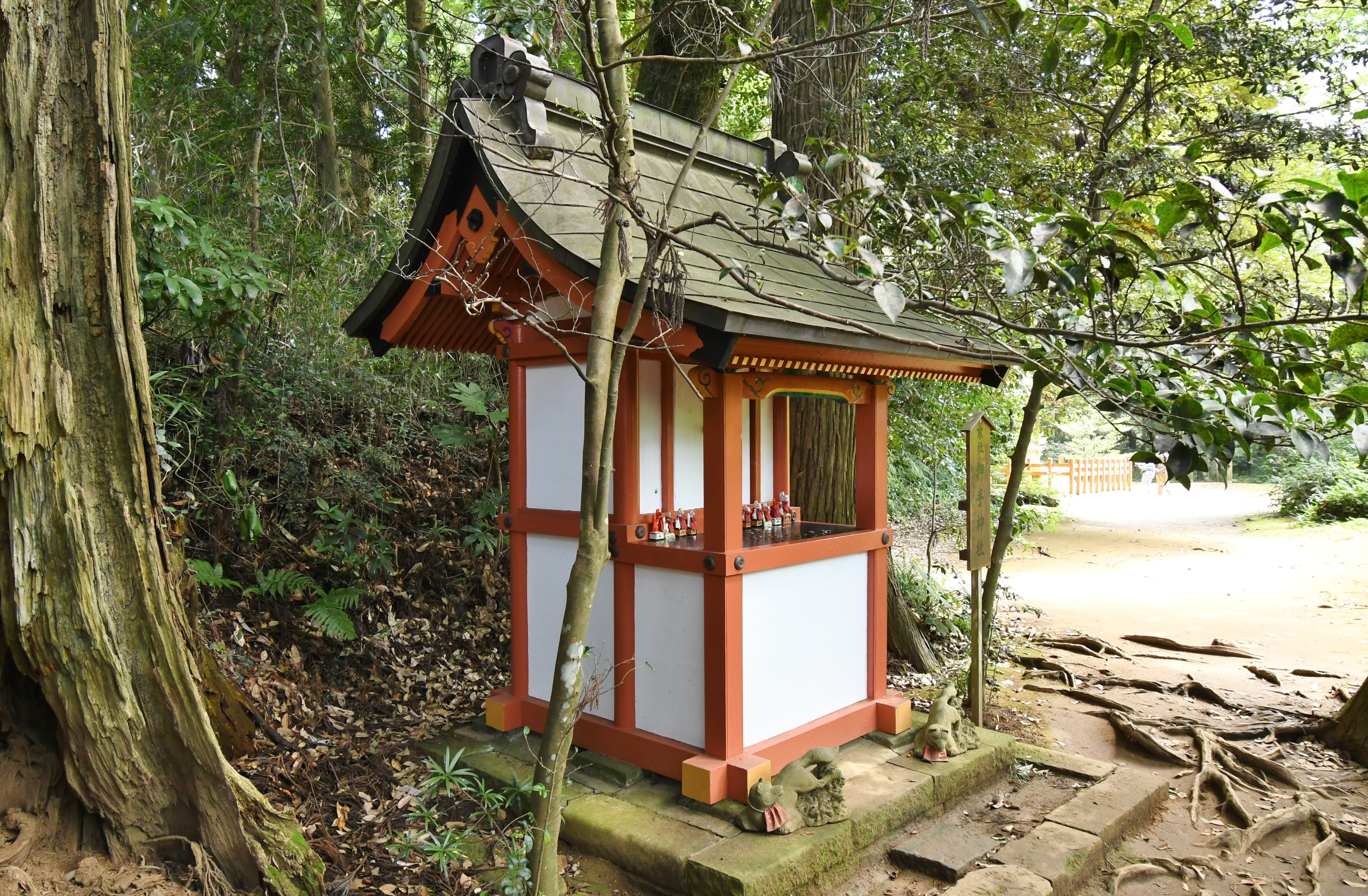
押手神社
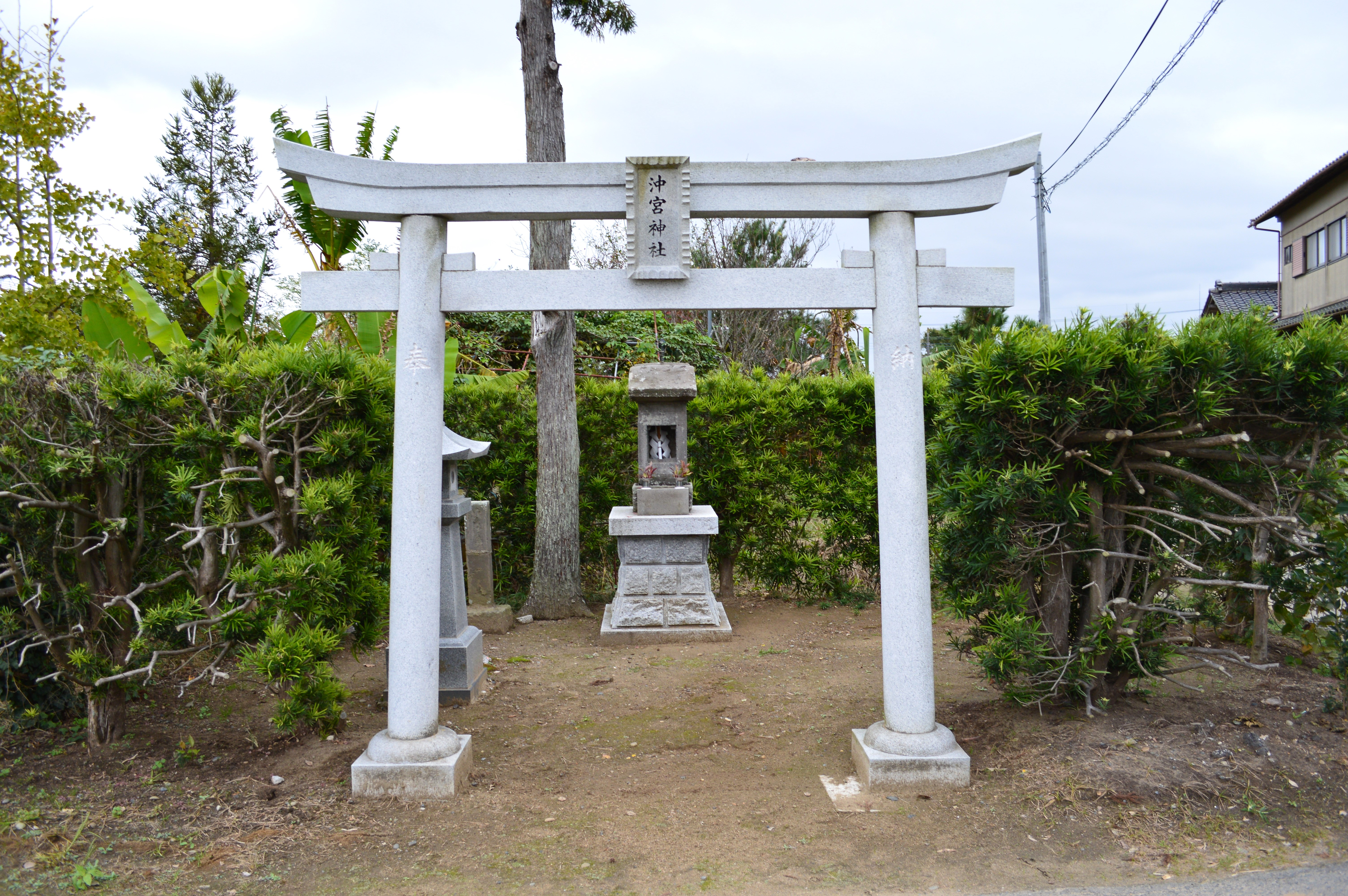
沖宮
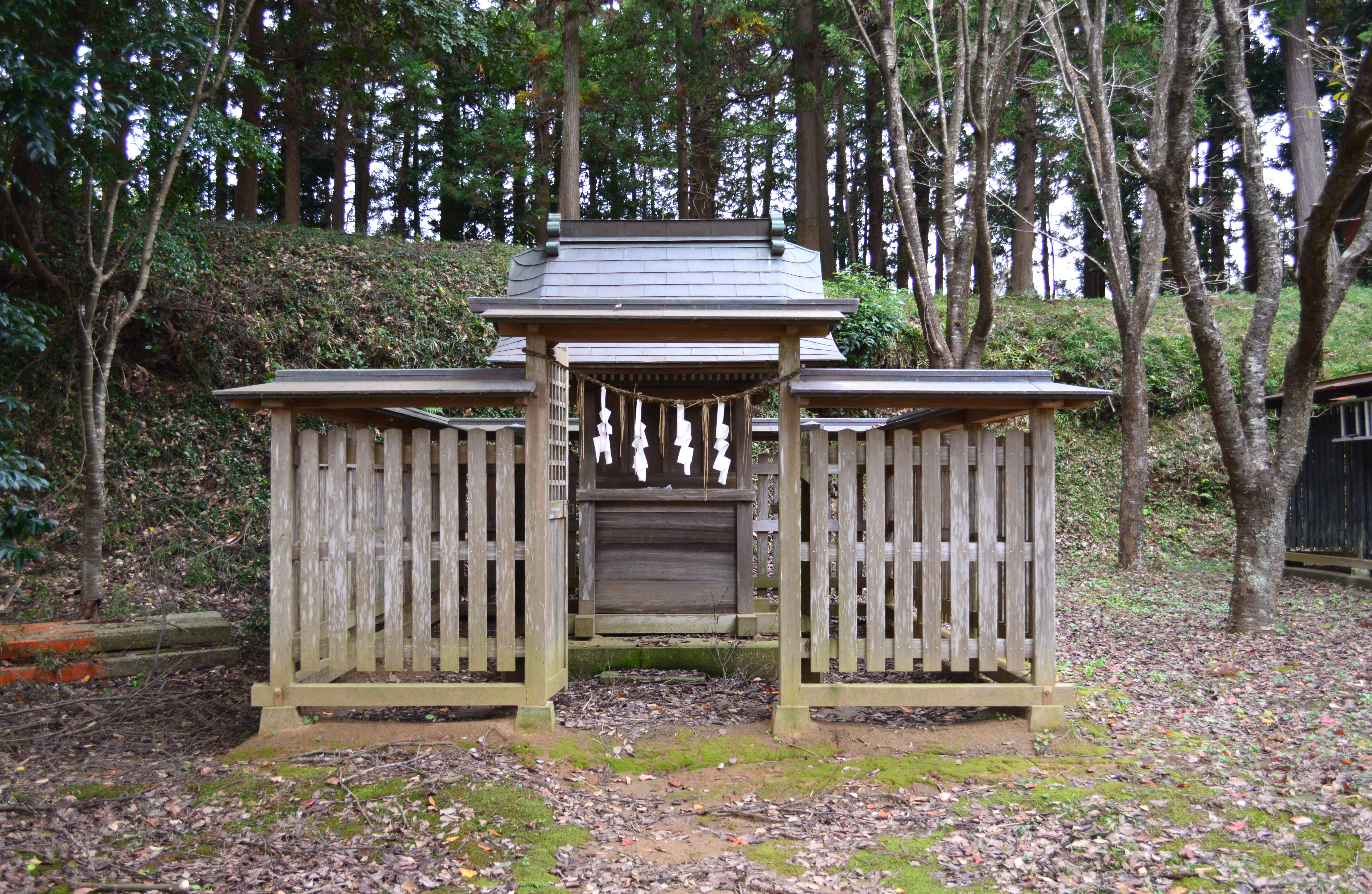
三島神社
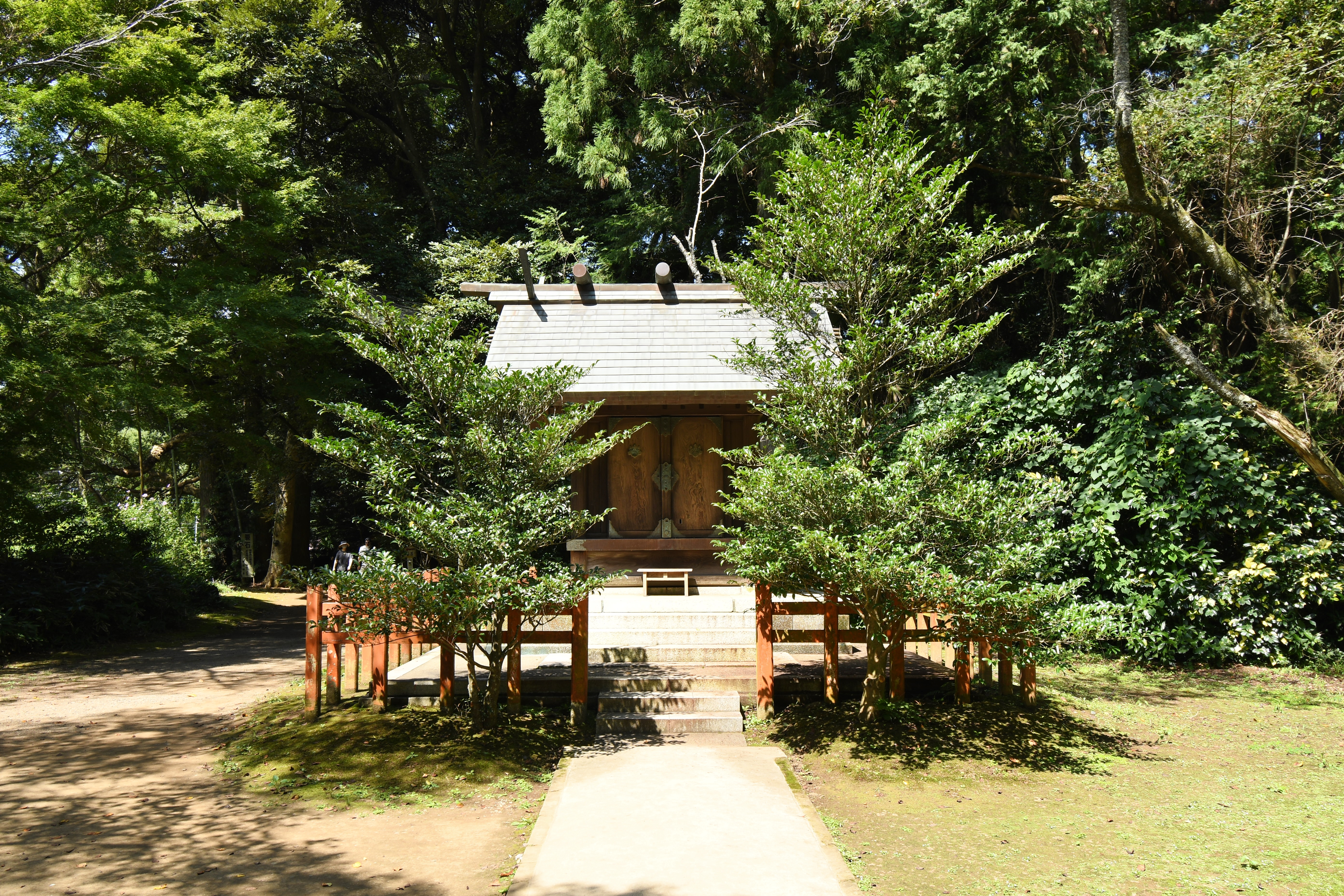
護国神社

### 元摂末社
次の5社は、現在は神宮と摂末社の関係にないが、古文書にその旨が見える。
- 神崎神社（こうざきじんじゃ、香取郡神崎町）
- 高房神社（たかふさじんじゃ、香取市山田）
- 切手神社（香取市大根）
- 東大社（香取郡東庄町宮本）
- 木内神社（香取市木内）

## 祭事

### 式年祭

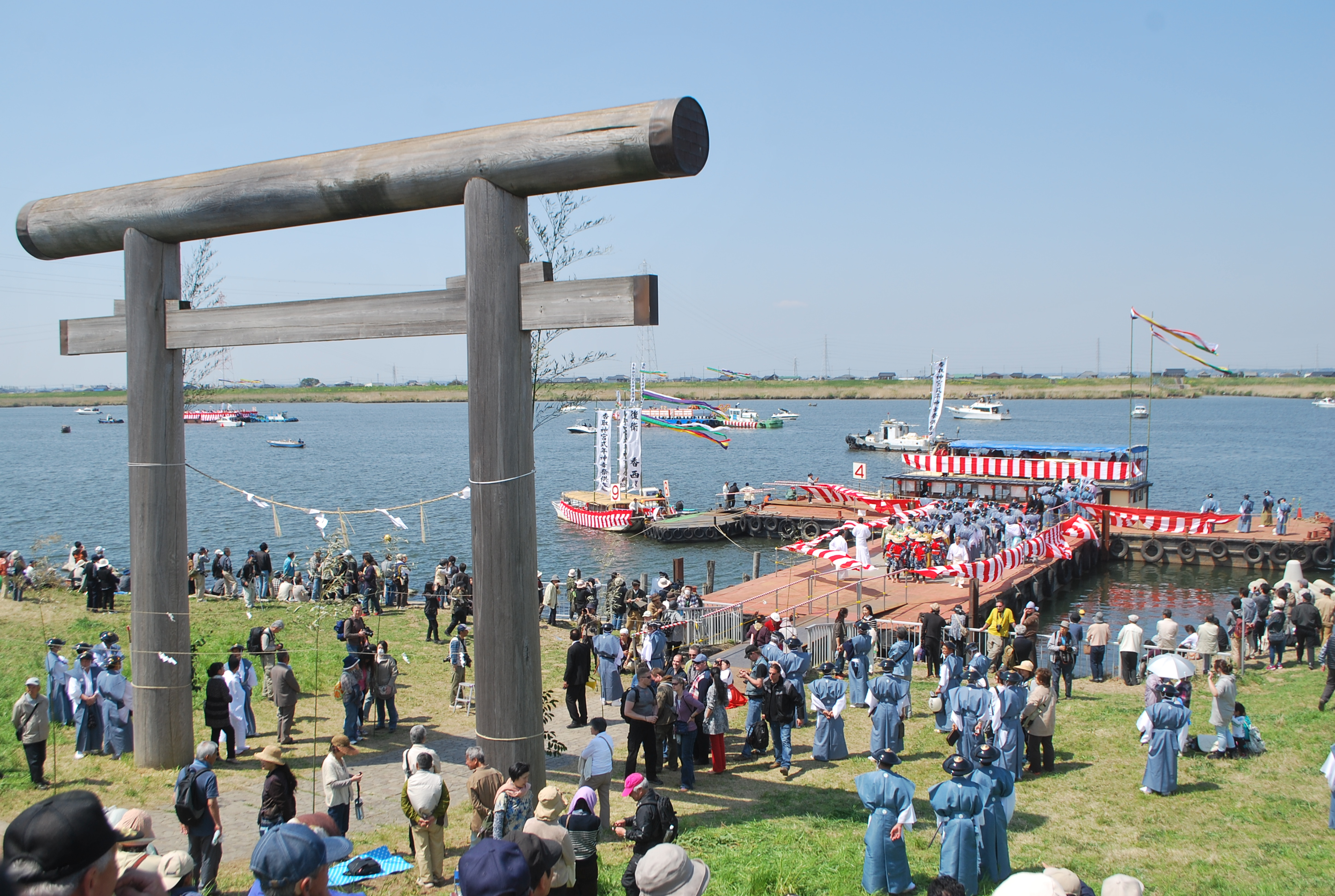
式年神幸祭（2014年）

式年大祭として、式年神幸祭（しきねんじんこうさい）が12年に1度の午年に行われる。境内前までの神幸祭は毎年4月15日に行われているが、式年大祭では4月15日・16日の両日に大規模に行われる。古くは「軍神祭」「軍陣祭」とも称された。
この祭は、経津主神による東国平定の様子を模したものといわれる。元は「式年遷宮大祭」の名で、20年に1度の式年造営に伴って行われたという。しかしながら式年造営と同じく応仁の乱の頃に衰え、永禄11年（1568年）を最後として明治まで絶えていた。その後、明治8年（1875年）に復興され毎年執行されていたが、明治15年（1882年）以降は午年毎の執行と定められ、現在に至っている。
祭事の流れは次の通り。
- 15日：神輿を中心とした神幸列が神宮を発し津宮に到着。利根川岸で神輿は御座船に移され、船上祭を催行。次いで鹿島神宮による御迎祭。利根川を遡って佐原河口に上陸したのち、御旅所で一宿。
- 16日：神幸列が市内を巡り、神宮へ陸路を還御。

### 年間祭事

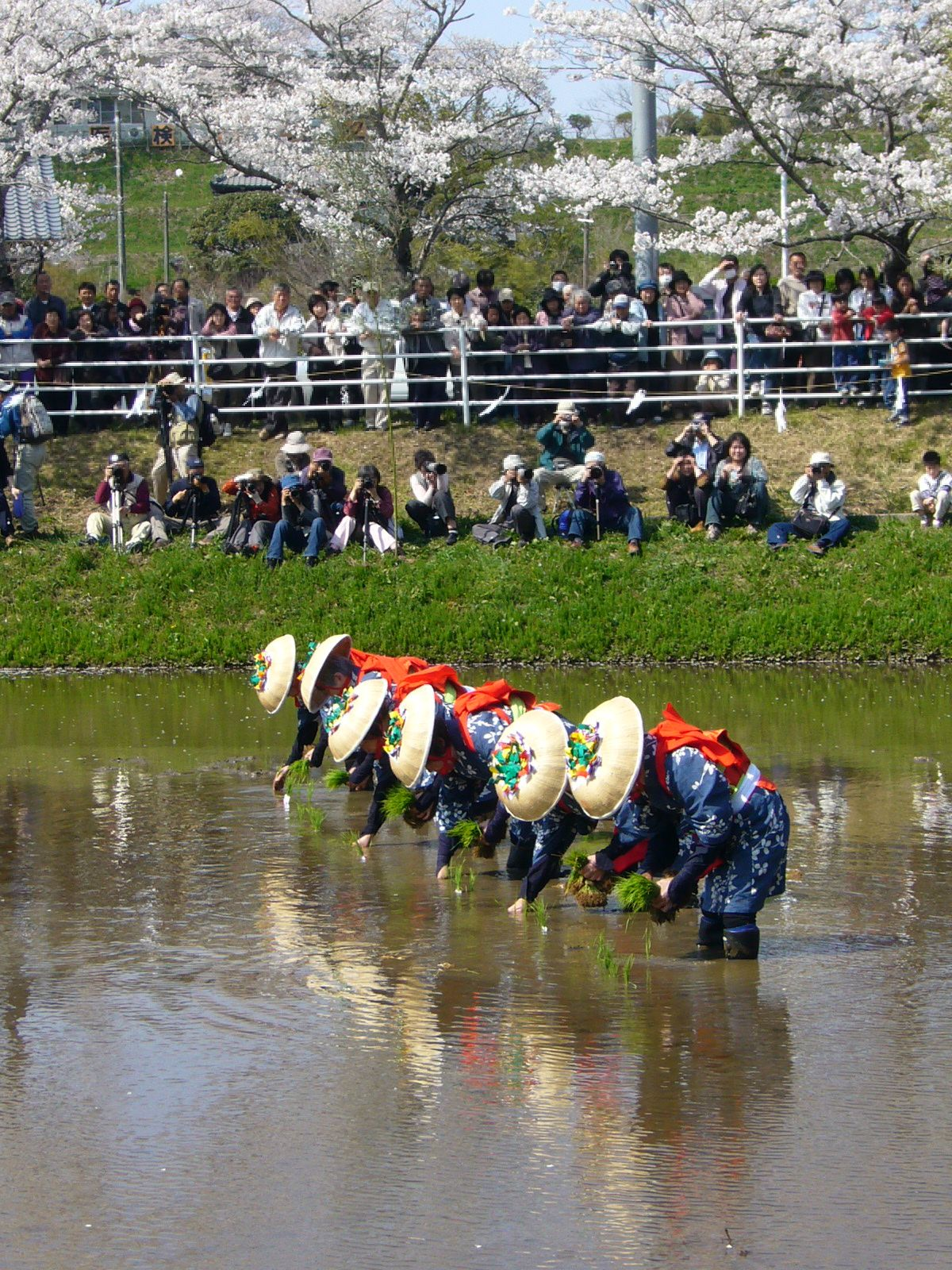
御田植祭
「おたうえさい」。4月第1土曜・日曜に行われる。1日目は耕田式、2日目には田植式が行われ、いずれも大祭。神宮の斎田で田植を行い、五穀豊穣を祈願する祭。史料では明徳2年（1391年）には既に見え、祭は「日本三大御田植祭」にも数えられている。詳しくは「香取神宮御田植祭」参照。
例祭・神幸祭
4月14日・15日に行われる。いずれも大祭。例祭は、神宮における祭の中でも最も重要な祭。神宮は勅祭社の1つであるため、6年に1度（子年・午年）には勅使の参向を受ける。例祭の翌日には神幸祭が執行され、平安時代さながらの衣装を着た神幸列が進み、駐車場で御駐輦祭が行われる。
大饗祭
「だいきょうさい」。1月30日に行われる。中祭。経津主神・武甕槌神が国土を平定した際に神々を労ったことに基づくという祭。日没後に行われ、数々の珍しい神饌（供え物）が神前に献ぜられる。
団碁祭
「だんきさい」。12月7日に行われる。中祭。「八石八斗団子祭」ともいわれる、新穀で作った団子を奉納する豊穣感謝の祭。輪団子80余りが神前に献じられる。神酒の奉納がないため、特に大饗祭の接待にあたった比売神を慰労するための祭ともいわれる。祭典後、団子は参拝者に配られる。

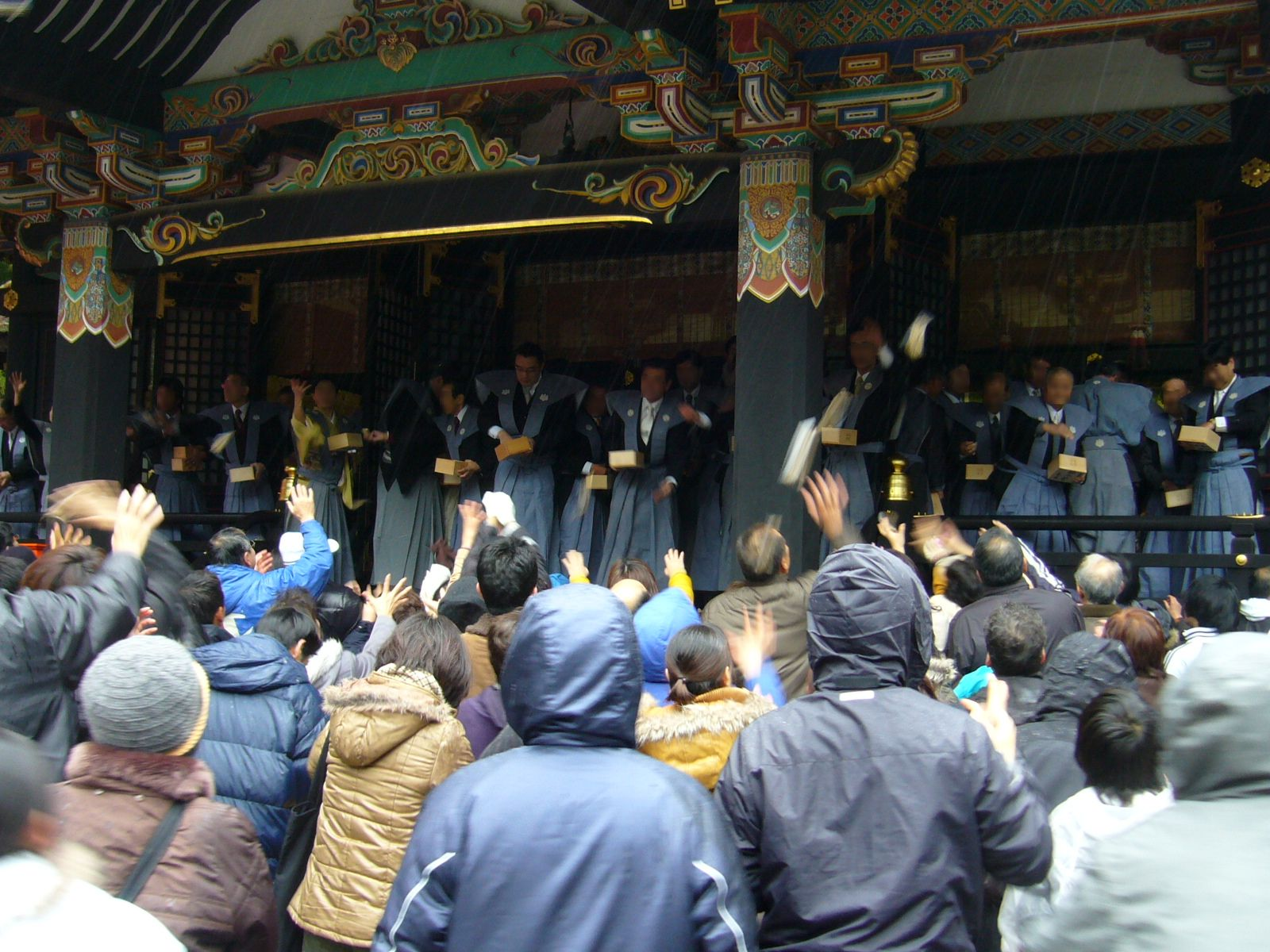
節分祭での豆まき
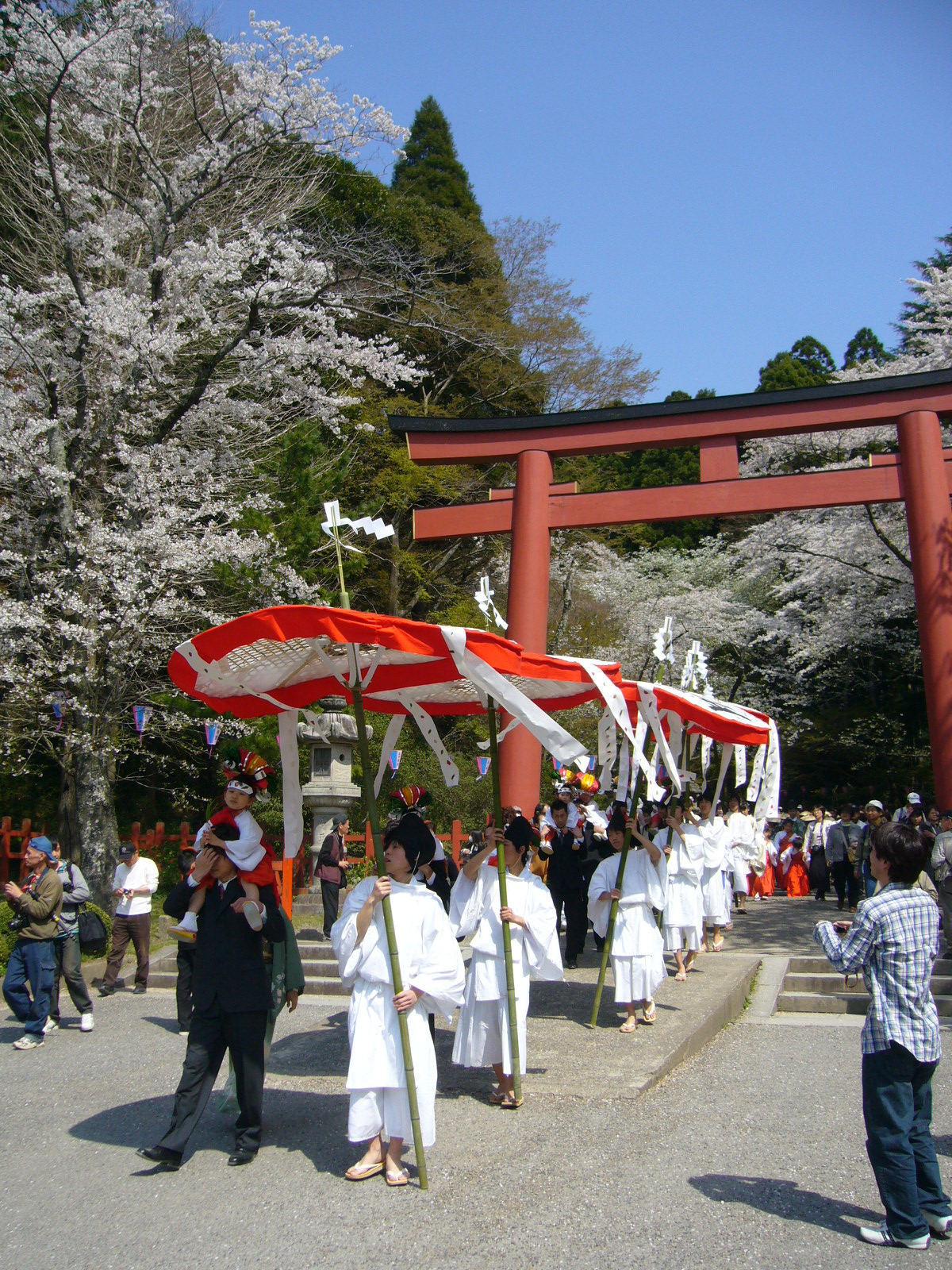
御田植祭での斎田までの行列
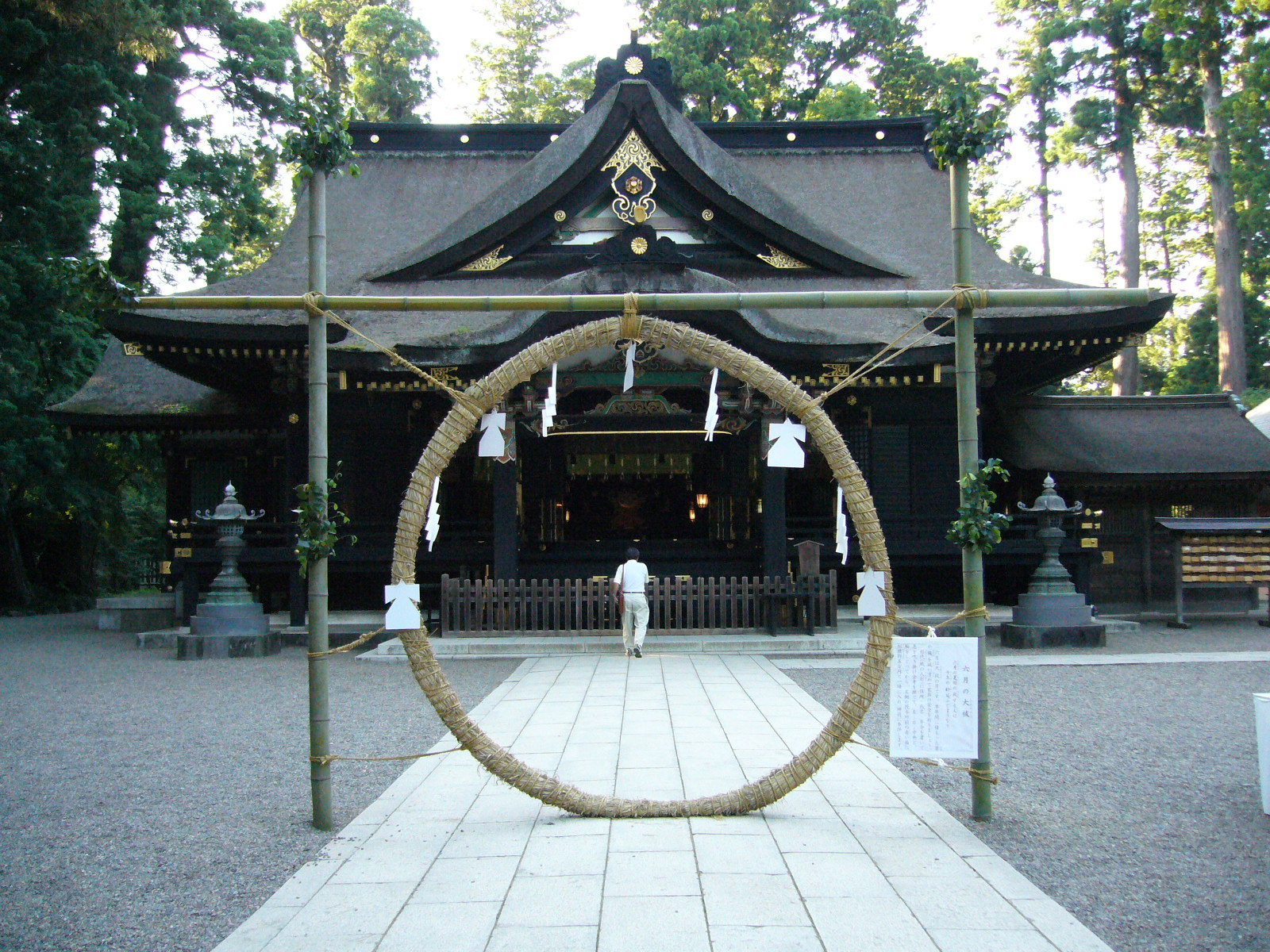
大祓の茅の輪
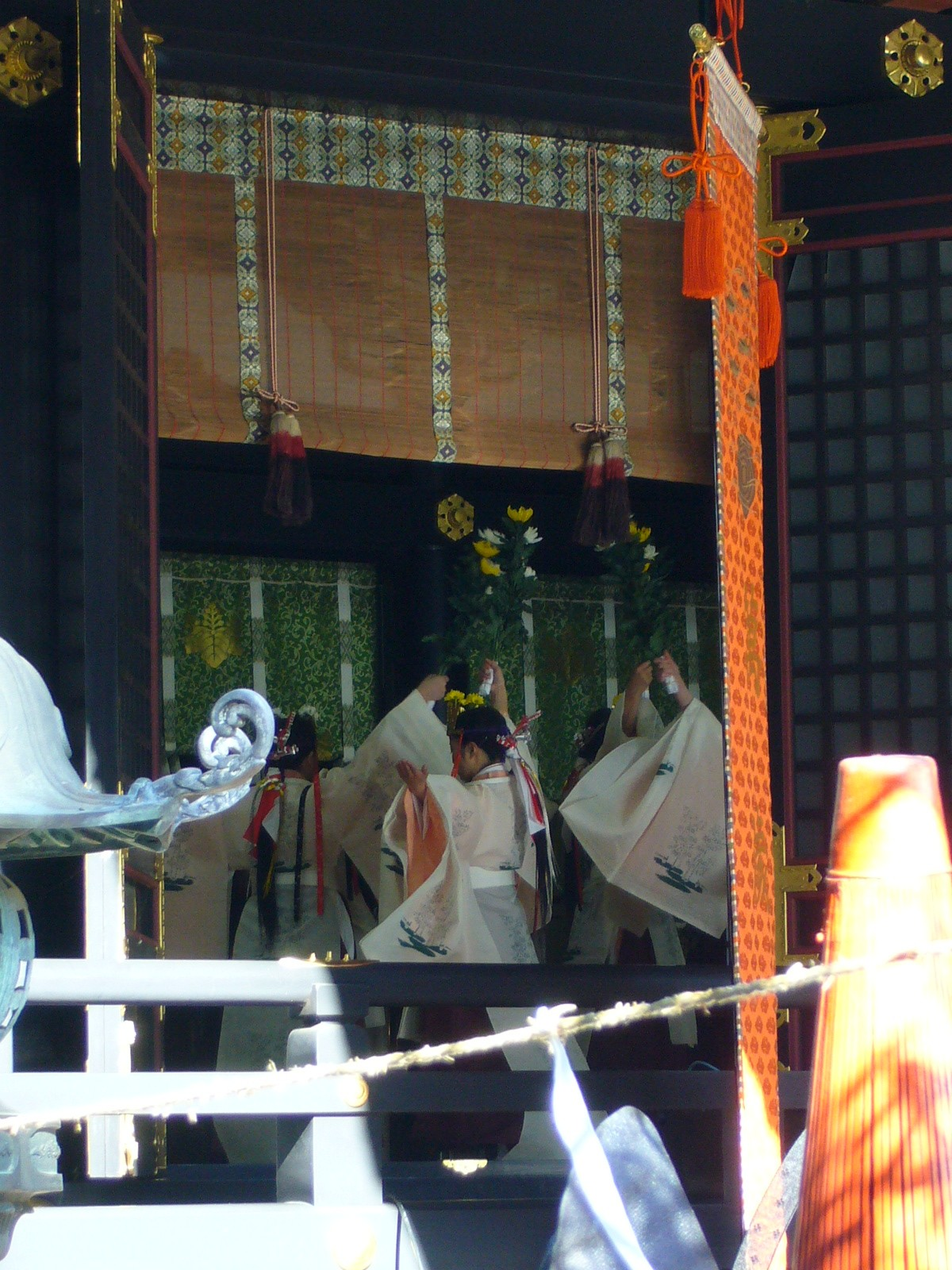
新嘗祭・悠久の舞
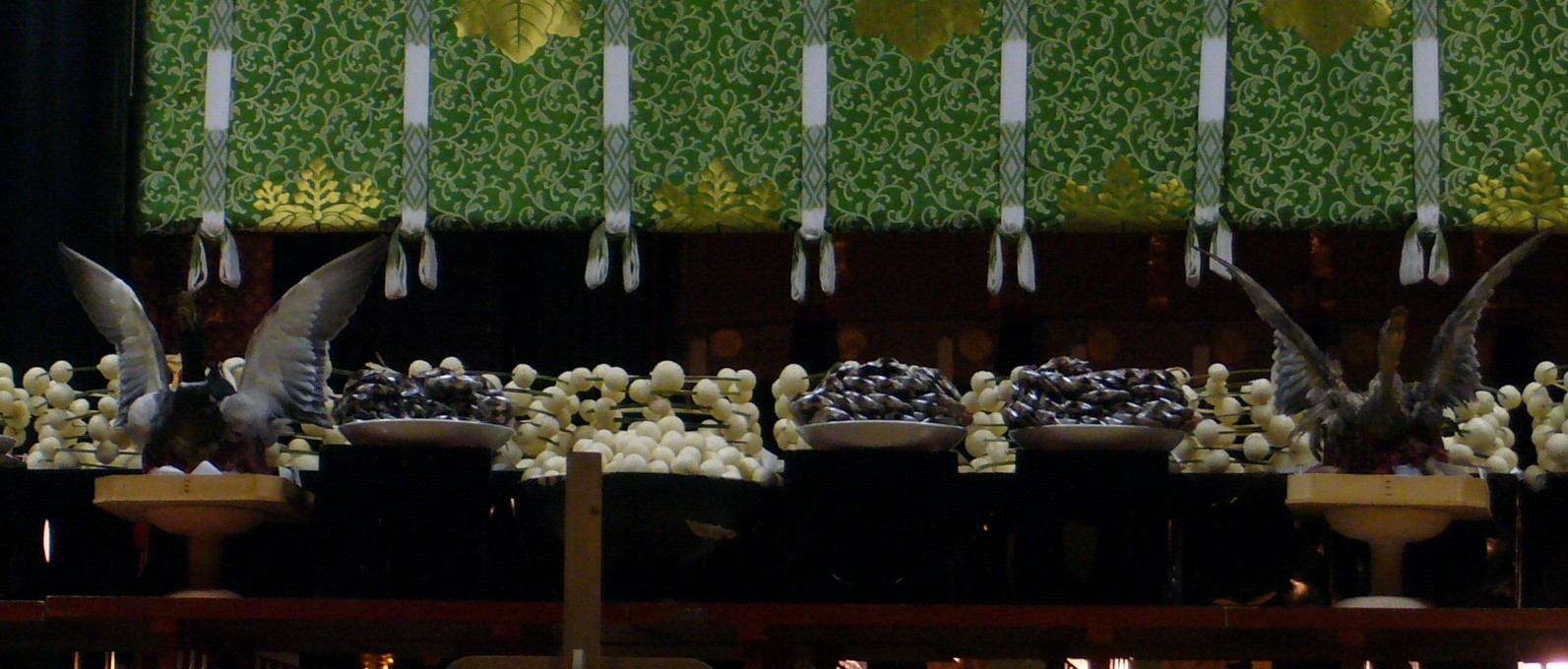
団碁祭の神饌

## 文化財
（香取神宮に関する文化財のうち、独立境外摂社は除いて記載）

### 国宝
- 海獣葡萄鏡 1面（工芸品）
直径29.6センチメートル、縁の高さ2センチメートル、重量537.5グラム、白銅製[18]。中国・唐時代の作。
鏡背は葡萄唐草の地文様の上に獅子のほかさまざまな鳥・獣・虫を表す。鏡名の「海獣」は、鏡背中心部の鈕（つまみ）に表された狻猊（さんげい）を指す。狻猊は中国の伝説上の生物である。正倉院の南倉には本鏡と瓜二つの銅鏡があり、香取神宮鏡は正倉院の鏡と全く同一の鋳型から造った同笵鏡ではないが、両者は関係があると推定される。香取神宮に伝来した経緯は未詳[54]。宝物館内に展示。1953年（昭和28年）3月31日指定。

### 重要文化財（国指定）
- 本殿（附 棟札1枚、銘札1枚、海老錠3箇）・楼門（計2棟）（建造物）
本殿は1977年（昭和52年）6月27日指定、1983年（昭和58年）12月26日に楼門を追加指定。
- 古瀬戸黄釉狛犬 1対（工芸品）
阿吽一対の古瀬戸の狛犬。陶製。阿形（あぎょう）像の高さは17.6センチメートル、吽形（うんぎょう）像は17.9センチメートル[18]。技法・作風から、鎌倉時代後期または室町時代初期の作と見られている[18]。宝物館内に展示。1953年（昭和28年）3月31日指定。なお阿形像は1976年（昭和51年）7月1日発売の250円普通切手の意匠になっている。
- 双竜鏡 1面（工芸品）
直径20.5センチメートル、縁の高さ5ミリメートル（蒲鉾形）、白銅製。平安時代の久安5年（1149年）の銘があり、鏡背文様を有する在銘の和鏡としては最古の例である。鏡背文様の様式は一般的な和鏡とは異なり、中国の宋あるいは朝鮮の高麗鏡に影響を受けたものと見られる[55]。宝物館内に展示。1953年（昭和28年）11月14日指定。
- 香取大禰宜家文書 15巻7冊（381通）（古文書）
大禰宜を世襲した香取家に伝わる古文書。平安時代後期から江戸時代までの文書381通からなる[18]。関東の神社文書としては代表的な遺品とされる[18]。個人所有。1985年（昭和60年）6月6日指定。

### 登録有形文化財（国登録）
- 香雲閣（建造物） - 2000年（平成12年）2月15日登録。
- 拝殿・幣殿・神饌所（以上1棟）（建造物） - 2001年（平成13年）4月24日登録。

### 千葉県指定文化財
- 有形文化財
  - 旧拝殿 1棟（附 棟札4枚）（建造物） - 2007年（平成19年）3月16日指定。
  - 勅使門（建造物） - 2022年（令和4年）3月8日指定[26][56]。
  - 古神宝類（工芸品）
神宮に伝わる神宝が一括して指定されている。内訳は、奈良時代から江戸時代までの銅鏡39面、「神代盾（しんたいたて）」とも称される盾形鉄製品2面、鉄釜1口、金銅扇子形御正体2面、金銅扇6柄、銅製供器（椀形）9口、鉄製供器（脚付円盤）10脚、太刀（銘利恒）1口、行器（元和4年在銘）1口、手筥3合、櫛108枚、木造獅子口面等3面、木製神号額（伝亀山上皇宸筆）1面、香取古文書5巻等[18]。宝物館内に展示。1960年（昭和35年）2月23日指定。
- 天然記念物
  - 香取神宮の森 - 1974年（昭和49年）3月19日指定[57]。

### 香取市指定文化財
- 有形文化財
  - 神庫（建造物） - 1994年（平成6年）3月1日指定。

### その他
- 美しい日本の歩きたくなるみち500選選定「佐原の町なみと香取神宮へのみち」
- ちば遺産100選選定「香取神宮の神幸祭とおらんだ楽隊」、「香取神宮の本殿と楼門」、「香取神宮の海獣葡萄鏡」、「香取神宮の森」
- 房総の魅力500選選定「香取神宮」

## 関係事項

### 香取苗裔神

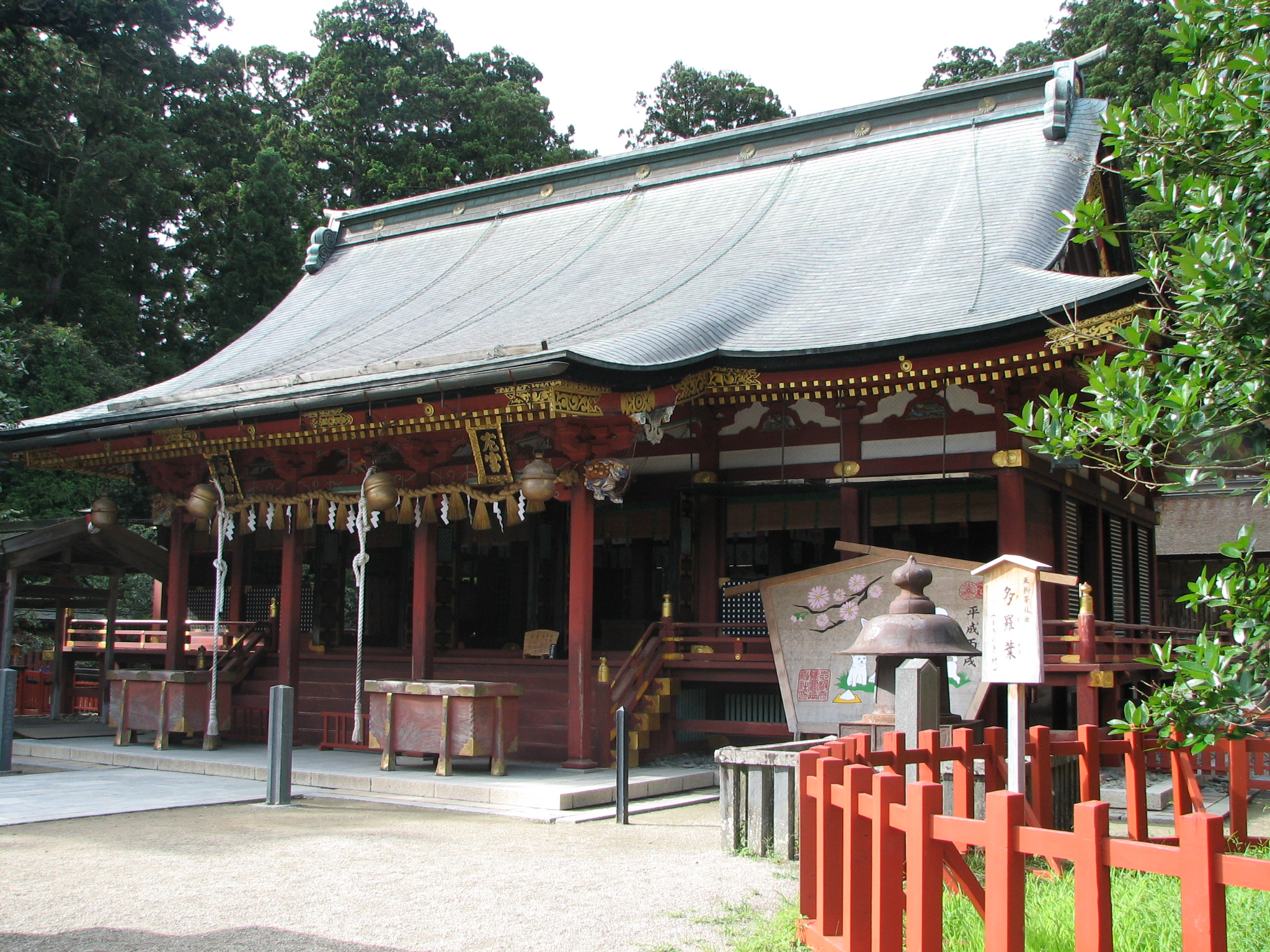
鹽竈神社（宮城県塩竈市）陸奥国一宮。塩土老翁神に武甕槌・経津主両神を合わせ祀る。

香取神宮は東国開拓の拠点であったことから、その苗裔神（びょうえいしん）すなわち御子神（みこがみ）が各地に形成された。『常陸国風土記』にはすでに、行方郡に分祠の記載が見える。
『延喜式』神名帳では、陸奥国条に「香取」を冠する神社として次の2社の記載がある。
| 延喜式 | 延喜式             | 比定社                 | 比定社             | 比定社                                                                        |
| 郡名   | 社名               | 社名                   | 所在地             | 座標                                                                          |
| ------ | ------------------ | ---------------------- | ------------------ | ----------------------------------------------------------------------------- |
| 牡鹿郡 | 香取伊豆乃御子神社 | （論）香取伊豆御子神社 | 宮城県石巻市折浜   | 北緯38度24分03.73秒 東経141度24分08.22秒 / 北緯38.4010361度 東経141.4022833度 |
| 牡鹿郡 | 香取伊豆乃御子神社 | （論）和渕神社         | 宮城県石巻市和渕町 | 北緯38度31分49.02秒 東経141度13分15.97秒 / 北緯38.5302833度 東経141.2211028度 |
| 栗原郡 | 香取御児神社       | （論）香取御児神社     | 宮城県栗原市築館   | 北緯38度44分16.20秒 東経141度00分42.52秒 / 北緯38.7378333度 東経141.0118111度 |
| 栗原郡 | 香取御児神社       | （論）合祀：鹿島神社   | 宮城県栗原市築館   | 北緯38度46分32.04秒 東経141度01分19.22秒 / 北緯38.7755667度 東経141.0220056度 |

上記の香取苗裔神同様、鹿島神宮でも鹿島苗裔神が陸奥国に展開しており、『延喜式』神名帳には8社が見える。このことから、大和朝廷の勢力が海岸沿いに北進する際に、鹿島神・香取神の神威を仰いだものと考えられている。併せて、陸奥国一宮の鹽竈神社（宮城県塩竈市、北緯38度19分08.12秒 東経141度00分45.47秒 / 北緯38.3189222度 東経141.0126306度）において武甕槌・経津主両神が祀られていることも、その様子を表すものとして指摘される。
なお初期段階では、鹿島は外海（蝦夷）、香取は内海（香取海）を志向したとされる。その後、上記の香取苗裔神が2社のみながら共に栗原郡（現・宮城県栗原市周辺）に祀られており、牡鹿郡（現・宮城県石巻市周辺）を最北端とする鹿島を飛び越して北に鎮座する。これに関して、栗原郡の統治が可能になった時期が9世紀と見られる点や、弘仁3年（811年）から陸奥国鎮守府将軍として物部匝瑳氏（もののべのそうさうじ：下総国匝瑳郡関係氏族）一族が見える点、承和6年（839年）に香取神の神階が鹿島神に追いつく点、またその記事で「香取、鹿島」の順序で記載されている点から、物部匝瑳氏の活躍に伴う鹿島・香取神の神威逆転を指摘する説がある。
そのほか、旧下総国西部の利根川・江戸川沿い低湿地においては、10世紀以後に開拓されるにあたって香取神が産土神として勧請された関係で、多くの分祠が分布している（「香取神社」参照）。また、同じく経津主神を祀る上野国一宮の一之宮貫前神社（群馬県富岡市）との関連も指摘される。

### 香取神宮寺
かつて香取神宮には神宮寺として、金剛宝寺（現在は廃寺）、東光山惣持院、新福寺の3寺があった。金剛宝寺は宮中台にあり、神宮の別当寺であった。惣持院は供僧と称し、真言宗智山派。新福寺は山号を経津神徳山とし、曹洞宗（現在は臨済宗妙心寺派）で、近世には34石を有していた。これらのうち金剛宝寺は明治初年に廃寺となり、惣持院は追野より佐原に移転した。

## 考証

### 祭神・祭祀氏族について
神宮の草創については、朝廷が東国支配の拠点として両社を祀ったのが創祀と見る説、それ以前から原形となる祭祀が存在したとする説（下記）がある。
また、現在の香取神宮では主祭神の公称を「フツヌシ（経津主）」としているが、『日本書紀』によるとフツヌシには「イハヒヌシ（伊波比主/斎主）」という別称がある。神宮との関係を示す文献は、『続日本後紀』『日本文徳天皇実録』『延喜式』ではイハヒヌシ、『古語拾遺』ではフツヌシが採用される。これらの神名から、神宮の黎明期に関して次のような議論がある。
フツヌシ（経津主）
「フツ」とは刀剣の鋭い様を表した言葉といわれ、刀剣を表す神名とされる。関連して記紀には「フツノミタマ（布都御魂、韴霊）」という神剣が見え、フツノミタマはタケミカヅチから高倉下に下され、のち物部氏氏神の石上神宮（奈良県天理市）に祀られたという。
フツヌシやワカフツヌシの神名は『出雲国風土記』にも多く登場し、諸国にも多く分布するといわれる。これは物部氏が神剣フツノミタマを奉じて各地を征討した結果、各地でフツノミタマを神格化したフツヌシが祀られたためとされる。そしてこれらの伝承を基にして、フツヌシが国譲り神話に登場すると説明される。一方、フツヌシは『古事記』には見えないため、『古事記』に見えるタケミカヅチの別名「建布都/豊布都」からの造作と見る説もある。
香取神の本質をこのフツヌシと見る説では、『古語拾遺』のみ記載が異なることについて、同書が斎部広成によって記された中臣氏・藤原氏批判の書物であり、より本質に近い記載である可能性を指摘する。史書が異なる記載をしたのは、祭祀氏族（香取氏）の本源が物部氏であったためとする説もある。
イハヒヌシ（イワイヌシ、伊波比主/斎主）
「いわう」にあてられる「斎」「祝」の字義から、「イハヒヌシ」とは「祭事の執行者」を意味する神名と推測される。
香取神をイハヒヌシと見る説では、『古語拾遺』以外が全てイハヒヌシと記すことを根拠とする。『古語拾遺』のみ記載が異なることについては、斎部広成が中臣氏の神について正しい知識を持ち合わせなかったとする説がある。祭神名からは、「鹿島 = 朝廷の神」に対する「香取 = 在地の神（奉仕する神）」という、伊勢神宮の内宮・外宮に似た祭祀構造が指摘される。また神階が鹿島に遅れること、勲等がないことは奉仕する神であったためとも推測されるほか、神を祀るのは女性の任であったことから祭神を女神とする見方もある。
祭祀氏族としては、古くは経津主神の神裔を称する香取氏（かとりうじ）であったことが知られているが、その香取氏の本質は物部氏であると指摘する説がある。その中で、フツノミタマとフツヌシの関連性、史書に見える周辺の物部氏族の存在から、フツヌシが物部氏の氏神として祀られたと推測がなされている。一方、香取神宮が下海上国造の氏神であったとし、その国造を担った他田日奉部氏（おさだのひまつりべうじ）を原始氏族に推測する説もある。他田日奉部氏は宗教的部民で、直（あたい）という従属性の強いカバネを有しており、「イハヒヌシ」という奉仕する神の性格とも合致すると指摘される。一方、香取氏はこの下海上一族の支配下にあったと見る説もある。

### 周辺の古墳

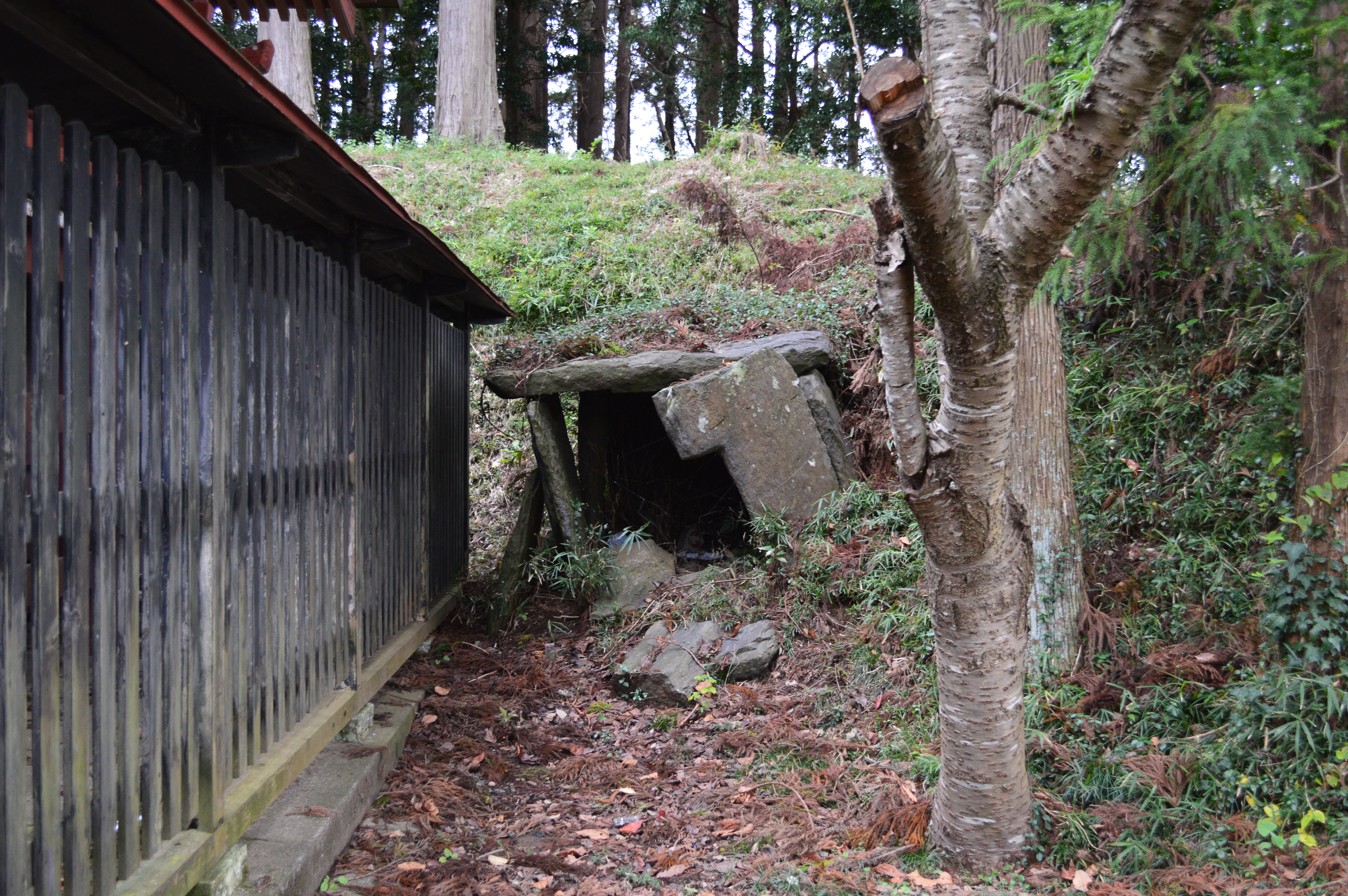
又見古墳

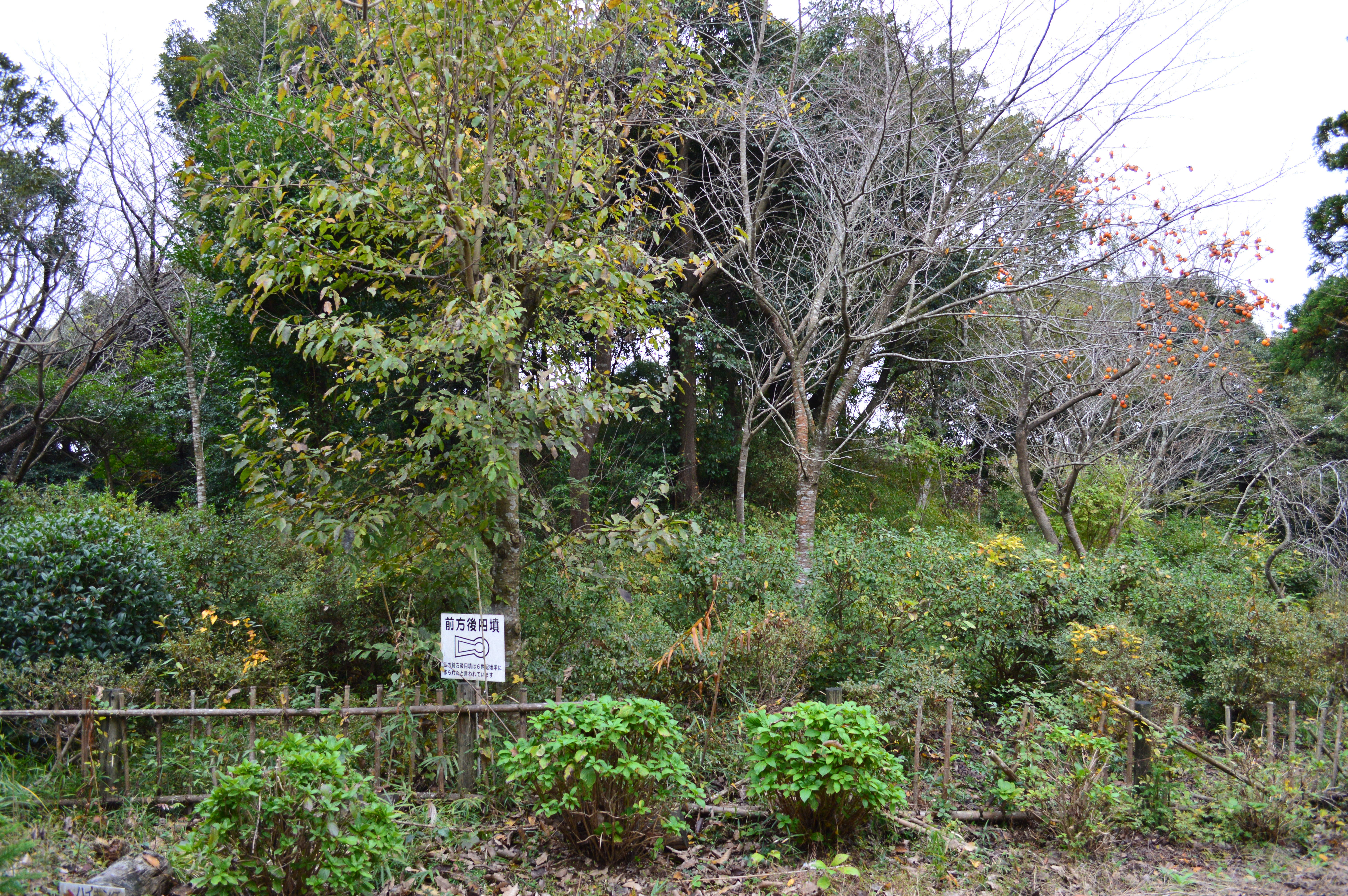
神道山古墳群の前方後円墳

神宮の周辺には、次の古墳が見つかっている。
- 又見古墳（香取市指定史跡）
神宮に最も近い位置に残る古墳。又見神社（境外摂社）境内において横穴式石室を露出し、墳丘は残っていない。7世紀中葉の築造とされる[65]。
- 神道山古墳群（しんどうやま、香取市指定史跡）
神宮北方に残る古墳群。前方後円墳1基、円墳11基からなり、6世紀頃の古墳群とされる[66]。このうち前方後円墳は全長46.8メートルで、昭和3年（1928年）の発見当初は経津主神の陵墓という議論も存在した[66]。
- 津宮古墳群
神道山の北東部にある古墳群。前方後円墳3基、円墳1基からなる[18]。

これらの古墳と神宮には関係性が指摘されるが、神宮側にはこれら古墳に関する古文書・伝承は残っておらず、詳細は明らかではない。
そのほか、やや東方ながら香取市小見川には、5世紀中頃の三ノ分目大塚山古墳（前方後円墳、123メートル）、6世紀中頃の城山1号墳（前方後円墳、68メートル）など規模の大きい古墳が多数あり、下海上国造の本拠地とされている。

## 現地情報
所在地
- 千葉県香取市香取1697

付属施設
- 宝物館 - 開館時間：午前9時から午後4時。海獣葡萄鏡（国宝）等の宝物を展示。

交通アクセス
- 鉄道
  - 香取駅 - JR東日本（成田線・鹿島線）
    - 徒歩：津宮参道を約30分
    - 正月3が日にはシャトルバスが運行される。

  - 佐原駅 - JR東日本成田線
    - 徒歩：表参道を約50分
    - タクシー：約10分
    - レンタサイクル：約20分 - 佐原駅前ほかで貸し出し。

- バス
  - 千葉交通バス 神里線 - 毎日運行。
  - 香取市内循環バス
    - 大戸・瑞穂ルート - 平日のみ。
    - 周遊ルート - 平日用と休日用（土日祝運行）があり、ルートが異なる。
- 高速バス
  - 京成バス・千葉交通 利根ライナー号（佐原ルート、小見川・佐原ルート、小見川ルート）
東京駅八重洲口前(東京建物ビル隣り)発・大栄停留所を経由する。
    - 佐原ルート：「佐原駅北口」、「香取市役所前」バス停下車
    - 小見川・佐原ルート：「佐原駅北口」、「香取市役所前」、「佐原香取（佐原香取IC）」バス停下車
    - 小見川ルート：「佐原香取（佐原香取IC）」バス停下車　

  - 関東鉄道 あそう号（東京駅発）
    - 「香取神宮」バス停下車

- 車
  - 東関東自動車道 佐原香取ICから約1km
  - 駐車場：無料駐車場(400台)と私営有料駐車場

周辺
- 佐原の町並み
  - 伊能忠敬記念館
- 水郷佐原山車会館
- 水郷佐原あやめパーク - 利根川対岸。
- 観福寺（香取市牧野） - 香取神宮と関わる懸仏4躯（重要文化財）を伝える[68]。

## 関連文献
- 『古事類苑』 神宮司庁編、香取神宮項。
  - 『古事類苑 第9冊』（国立国会図書館デジタルコレクション）275-287コマ参照。

## 関連項目

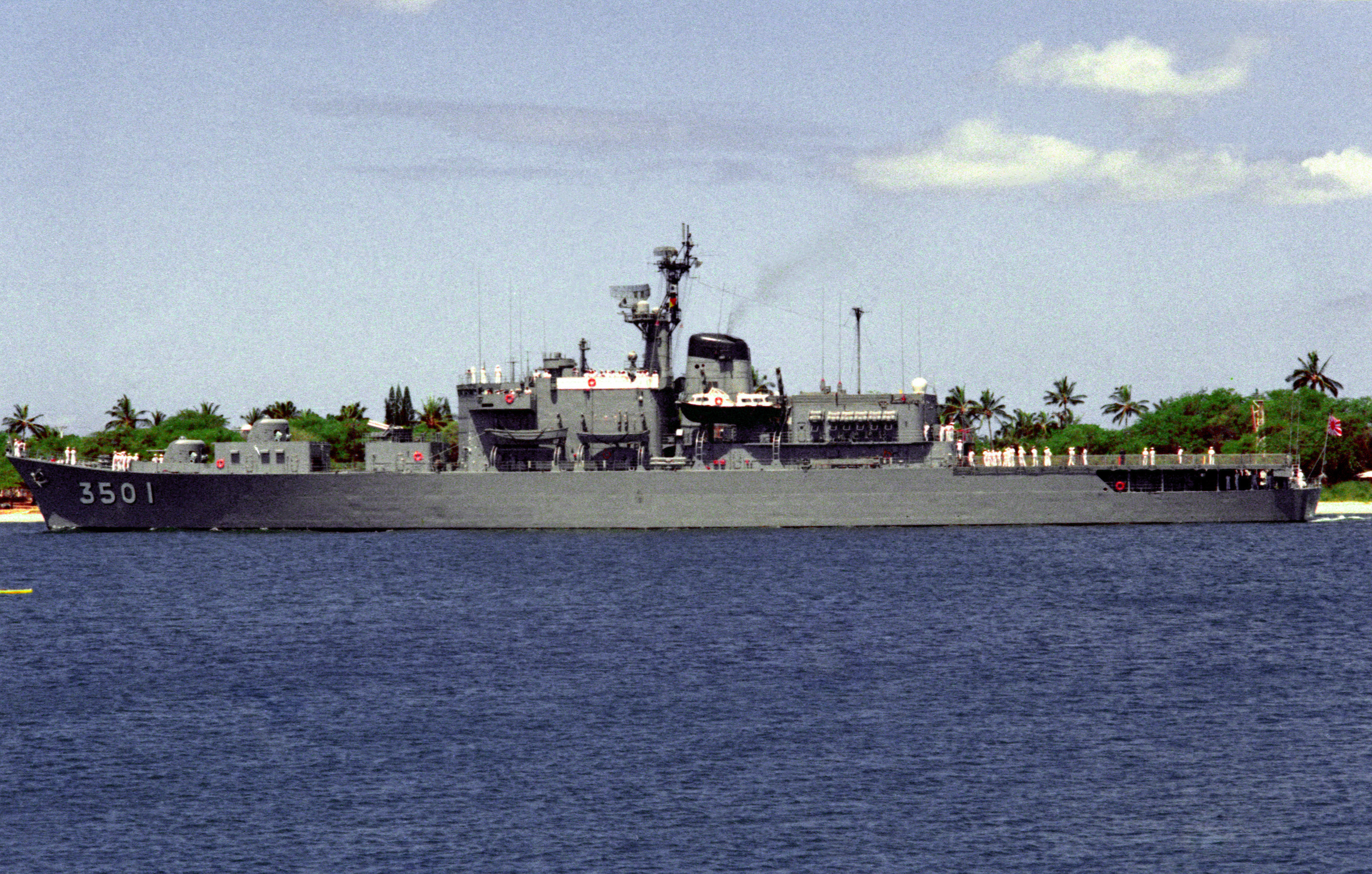
かとり（海上自衛隊練習艦）平成10年（1998年）に退役。神宮境内にはその錨が奉納されている。